# Памятники Йошкар-Олы
Памятники Йошкар-Олы — список всех скульптурных композиций, установленных на улицах, площадях, набережных, бульварах, а также в скверах и парках Йошкар-Олы. В составе объектов культурного наследия Йошкар-Олы находятся памятники, отражающие различные периоды и памятные даты в истории города. Сейчас активно появляются памятники «нового типа» — охватывающие досоветский период развития города, затрагивающие духовную сферу жизни общества. Всего в Йошкар-Оле насчитывается более 50 памятников и бюстов, многие из них — памятники монументального искусства республиканского и местного значения.

## Памятники и бюсты В. И. Ленину

### Памятник В. И. Ленину

Памятник В. И. Ленину на одноимённой площади

Открыт 6 ноября 1966 года, расположен на одноимённой площади. Памятник представляет собой однофигурную скульптурную композицию: на массивном постаменте — бронзовая полноростовая фигура Владимира Ильича Ленина. Авторы памятника — скульптор Матвей Генрихович Манизер и архитектор Игорь Евгеньевич Рожин. Памятник монументального искусства регионального значения, охраняется государством.
56°37′52″ с. ш. 47°53′25″ в. д.
Открыт 21 апреля 1980 года, в преддверии 110-й годовщины со дня рождения В. И. Ленина у здания школы № 9. Высота бронзового бюста — 68 см, высота гранитного постамента — 154 см. Постамент имеет размеры в плане 40 x 34 см, с небольшим уширением при основании. Автор — скульптор Б. И. Дюжев. Установлен по инициативе Йошкар-Олинского Горисполкома за счёт средств городского бюджета.
56°37′45″ с. ш. 47°54′40″ в. д.
Установлен в начале 1990-х гг. на боковой аллее Центрального парка культуры и отдыха. Памятник представляет собой однофигурную скульптурную композицию: на массивном бетонном постаменте — медная[уточнить] полноростовая фигура Владимира Ильича Ленина. Образ также передан через характерные предметы одежды: брючный костюм, жилетку, сорочку, галстук. Взгляд В. И. Ленина устремлён вдаль, правая рука вытянута вперёд и зафиксирована в характерном жесте, левая рука расположена вдоль туловища и слегка сжата в кулак. Вся фигура В. И. Ленина подана вперёд, что придаёт динамичность всей композиции и создаёт впечатление движения. Памятник представляет собой копию другого памятника В. И. Ленину, с 1940 года располагавшегося на центральной аллее парка.
56°38′12″ с. ш. 47°53′28″ в. д.
Был установлен в конце 1930-х годов на территории бывшего больничного комплекса на ул. Волкова, перед одноэтажным деревянным зданием терапевтического (с июня 1951 года — неврологического) отделения. После отделения городской больницы от республиканской и строительства в середине 1960-х гг. нового больничного комплекса на улице Карла Либкнехта, памятник был перемещён в сквер перед хирургическим корпусом городской больницы, где находится до сих пор. Скульптура представляет собой однофигурную композицию: на невысоком постаменте — полноростовая фигура Владимира Ильича Ленина в плаще и классическом костюме-тройке. Правая рука вытянута вверх и зафиксирована в характерном жесте, левая рука держит лацкан у плаща. Вся фигура В. И. Ленина слегка подана вперёд, что создаёт иллюзию движения.
56°38′20″ с. ш. 47°57′06″ в. д.

### «Ленин и дети»
Скульптурная композиция была открыта 1 сентября 1965 года у нового здания школы № 4 (ныне — гимназия № 4 им. А. С. Пушкина). Скульптурная композиция трёхфигурна: Владимир Ильич Ленин показан сидящим на скамье рядом с фигурами мальчика и девочки. Памятник символизирует слоган, до 1998 года располагавшийся на здании школы: «Учится, учиться и учиться — Ленин», и является иллюстрацией традиционного сюжета ленинианы, в виде напутствия молодому поколению.
56°38′08″ с. ш. 47°52′48″ в. д.
Памятник открыт 1 сентября 1966 года у нового здания школы № 23 по улице Баумана. Скульптура представляет собой трёхфигурную композицию: Владимир Ильич Ленин показан шагающим в окружении фигур мальчика и девочки. Символизирует ведущую роль учёбы и образования в жизни каждого человека и является иллюстрацией традиционного сюжета ленинианы.
56°38′20″ с. ш. 47°50′41″ в. д.

### Памятник В. И. Ленину
Установлен в 1985 году на территории Марийского машиностроительного завода, перед бывшим зданием заводоуправления. Представляет собой полноростовую фигуру В. И. Ленина на постаменте. Материал — бронза. Является копией демонтированного бетонного памятника, установленного на территории завода в начале 1940-х гг.

### Памятник В. И. Ульянову (Ленину)
Памятник установлен в 1960-х гг. на территории бывшего Йошкар-Олинского витаминного завода (ныне — ОАО «Марбиофарм»). Скульптура представляет собой однофигурную композицию: на невысоком постаменте стоит молодой Владимир Ульянов в костюме гимназиста и вдумчиво читает книгу, которую держит в руках. Скульптурная композиция символизирует роль самообразования в жизни человека.

### Памятник В. И. Ленину

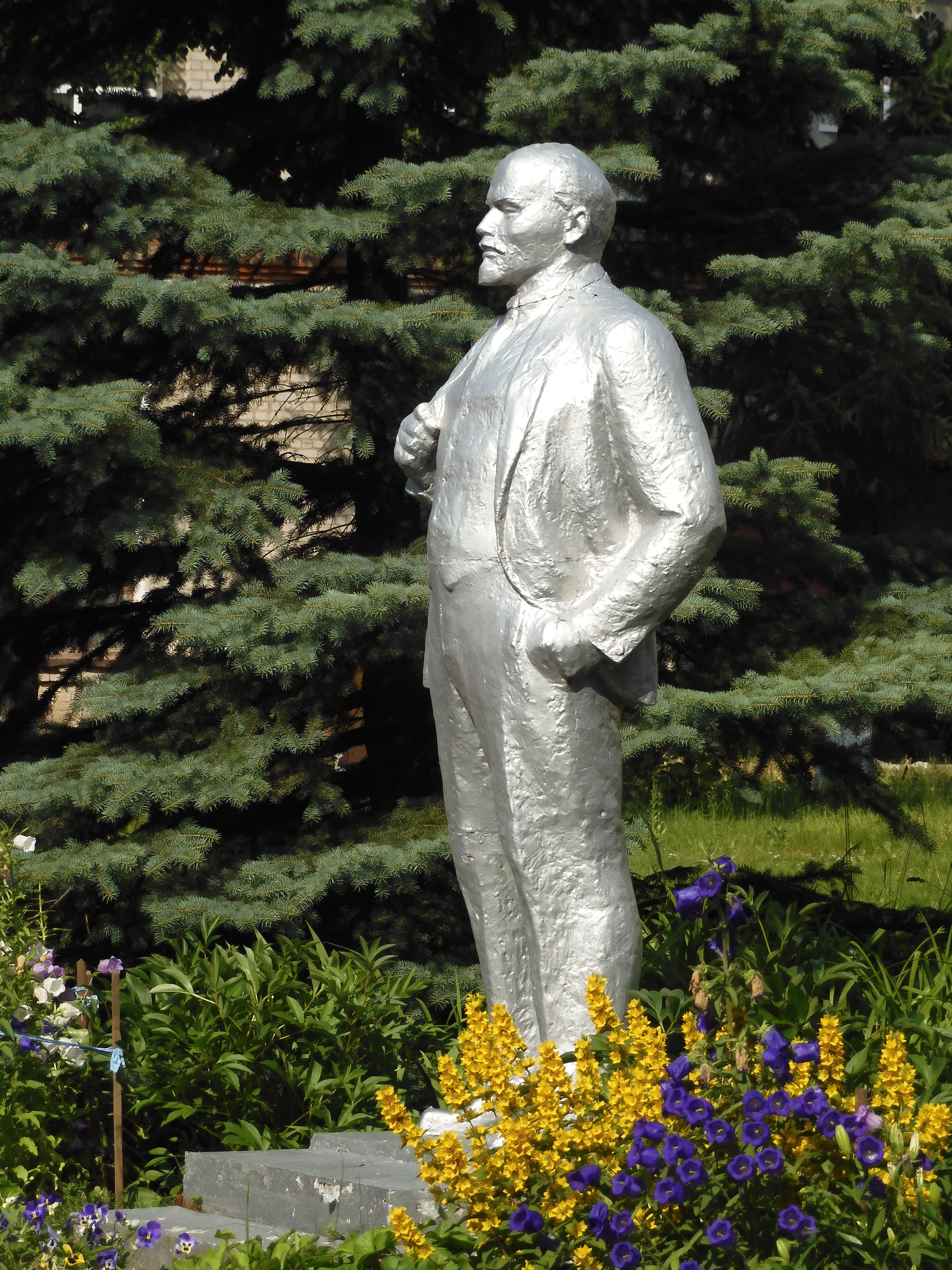
Памятник В. И. Ленину на территории завода «Электроавтоматика»

Установлен на территории завода «Электроавтоматика» (ныне — территория ООО «Аргус-Волга»). Представляет собой полноростовую фигуру В. И. Ленина на невысоком постаменте.
56°36′52″ с. ш. 47°53′02″ в. д.

## Памятники и бюсты писателям и поэтам

### Памятник А. С. Пушкину
Установлен 5 июня 1980 года, в преддверии дня рождения поэта, торжественно открыт 5 июля 1980 года в Дни советской литературы в Марийской АССР. Расположен в сквере имени Пушкина, на пересечении улицы Пушкина и улицы Первомайской. Является объектом культурного наследия Российской Федерации регионального значения, охраняется государством.
До установки памятника в данном месте находился бетонный бюст поэта. Памятник Александру Сергеевичу Пушкину представляет собой полноростовую фигуру великого классика. Правой рукой он опирается на каннелированную колонну ионического ордера, левая рука отведена в сторону, голова слегка наклонена, словно поэт читает свои стихи или размышляет над новым произведением. Скульптор — Борис Иванович Дюжев, архитектор — Владимир Михайлович Таран, материал — бронза. Общая высота памятника 458 см (из них: высота скульптуры — 185 см, постамента — 227 см, стилобата — 46 см).
56°38′05″ с. ш. 47°53′00″ в. д.

### Памятник Пушкину и Онегину
Открыт 31 августа 2011 года в преддверии дня знаний на Воскресенской набережной, в месте начала улицы Пушкина. Скульптурную композицию составляют фигуры А. С. Пушкина, сидящего на скамейке с пером и бумагой и стоящего рядом Евгения Онегина. Материал — бронза, автор — Андрей Ковальчук.
56°37′53″ с. ш. 47°53′57″ в. д.

### Памятник С. Г. Чавайну

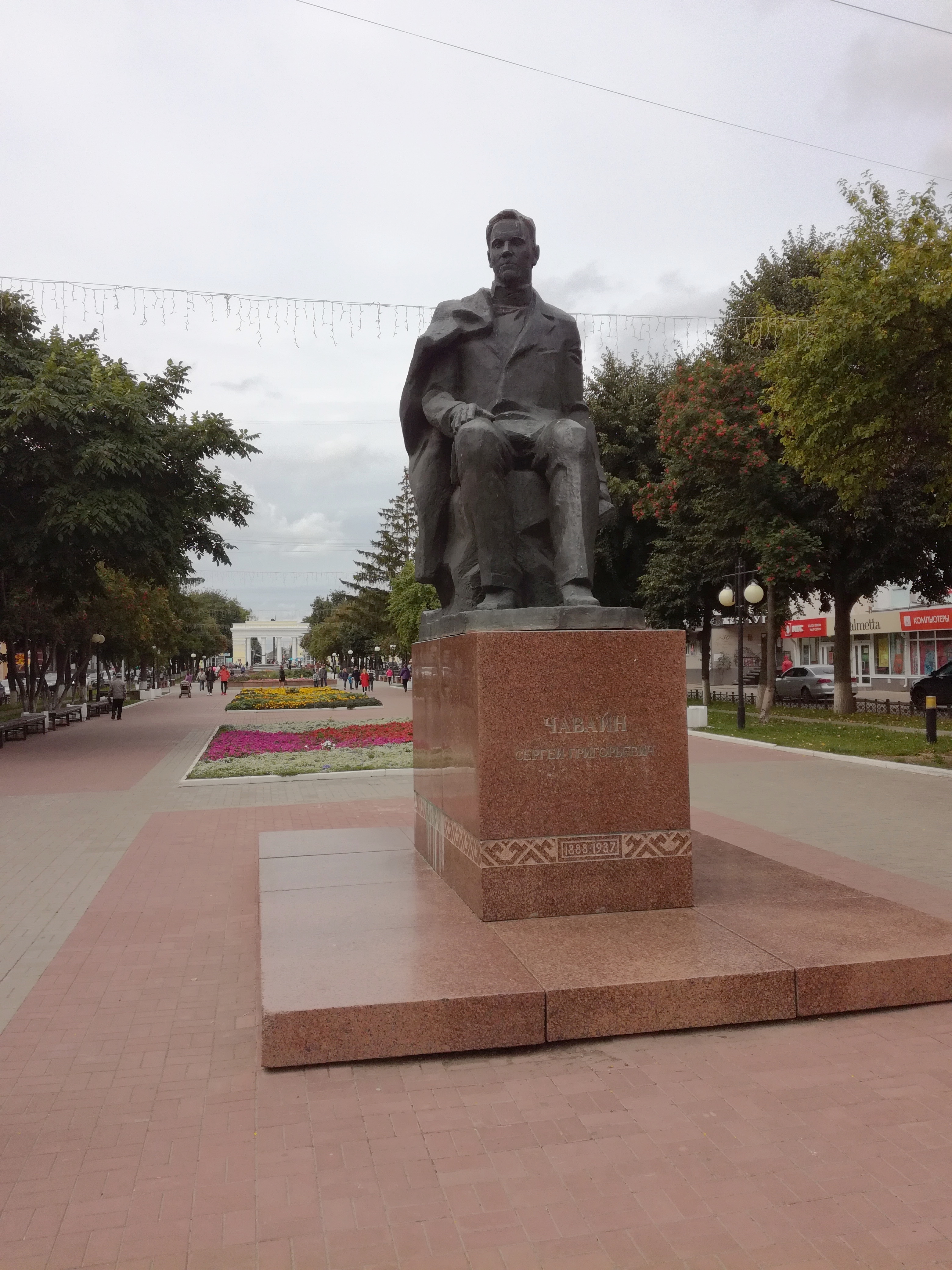
Памятник С. Г. Чавайну на бульваре Чавайна

Открыт 21 июля 1978 года, в год 90-летия основоположника марийской литературы, поэта и драматурга Сергея Григорьевича Чавайна. Находится в центре города на бульваре Чавайна. Скульптурная композиция однофигурна: на гранитном постаменте — фигура писателя с книгой в руке. Скульптор — Борис Иванович Дюжев, архитектор — Павел Алексеевич Самсонов.
56°38′06″ с. ш. 47°53′48″ в. д.

### Бюст С. Г. Чавайна
Установлен 16 июня 1989 года перед главным входом в здание Национальной библиотеки им. С. Г. Чавайна. Скульптор — Анатолий Васильевич Медведев, материал — мрамор. Архитектор проекта — Галина Гердт (проектный институт «Марийскгражданпроект»).
56°38′02″ с. ш. 47°53′23″ в. д.

### Памятник Н. В. Гоголю
Торжественно открыт 4 ноября 2012 года. Расположен в начале улицы Гоголя, близ Воскресенской набережной и Гоголевского моста. Материал — бронза, автор — Андрей Ковальчук.
56°37′47″ с. ш. 47°53′56″ в. д.

### Памятник А. С. Крупнякову
4 ноября 2012 года на бульваре Чавайна состоялось открытие памятника советскому и российскому писателю, драматургу, журналисту, уроженцу республики Марий Эл Аркадию Крупнякову. Авторы памятника — Анатолий Ширнин и Сергей Яндубаев. Скульптура представляет собой однофигурную композицию: шагающий писатель с книгой в левой руке на постаменте с барельефами героев его произведений. Материал — бронза.
56°37′55″ с. ш. 47°54′37″ в. д.

Памятник А. С. Пушкину в Пушкинском сквере
Памятник Пушкину и Онегину на Воскресенской набережной
Бюст С. Г. Чавайна на улице Пушкина
Памятник Н. В. Гоголю на Воскресенской набережной
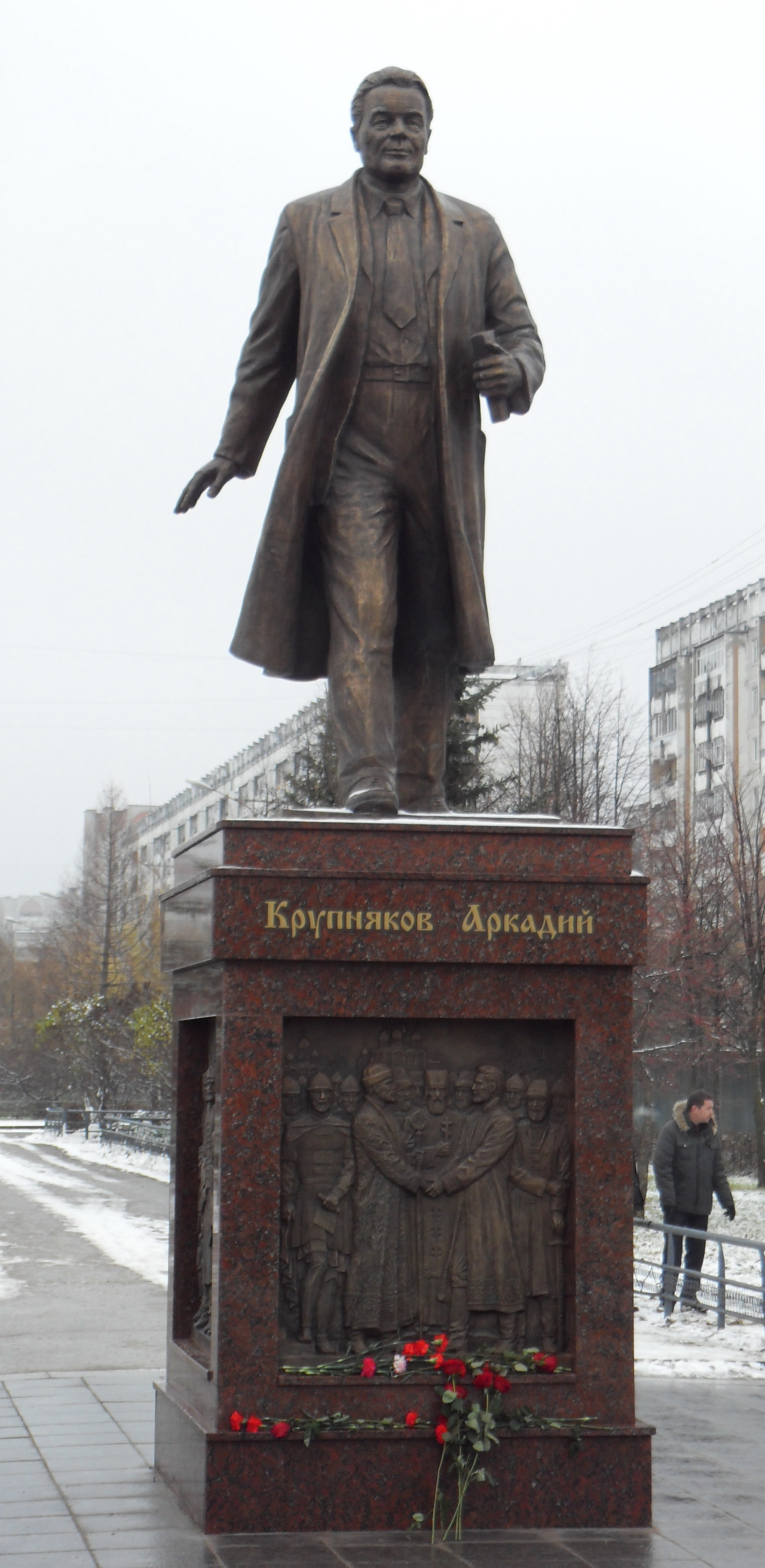
Памятник А. С. Крупнякову на бульваре Чавайна

## Памятники и бюсты актёрам и деятелям театрального искусства

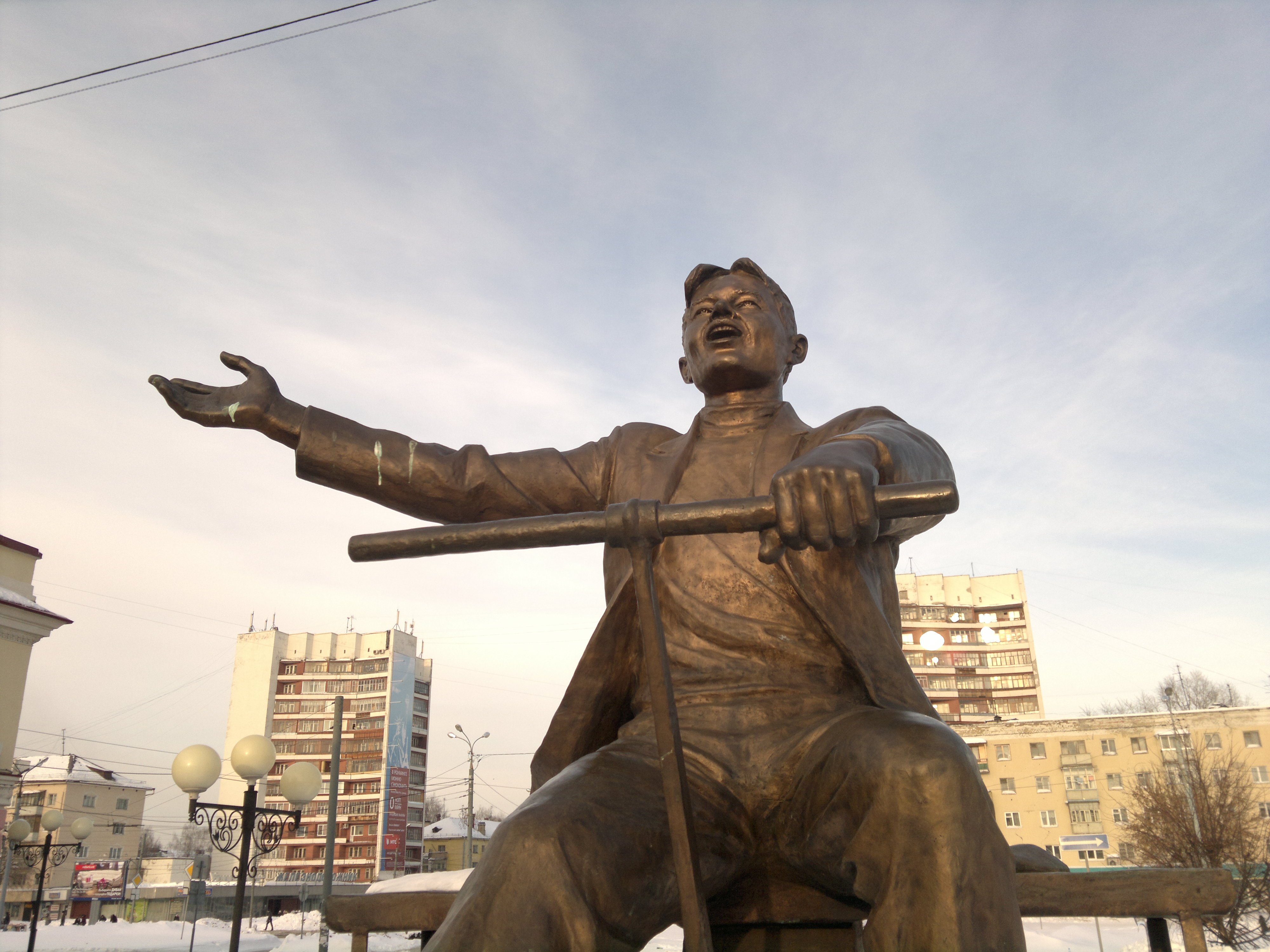
Памятник Мустафе

Бюст Я. П. Шкетана

### Памятник Мустафе
Открыт 2 ноября 2009 года в год столетия первого марийского актёра Йывана Кырла. Скульптурная композиция представляет собой фигуру актёра на дрезине в образе поющего Мустафы — героя первого советского звукового фильма «Путёвка в жизнь». Место установки памятника на перроне железнодорожного вокзала неслучайно: скульптура символизирует возвращение актёра на родную землю, путь, который выбирает себе каждый человек. Авторы памятника — скульпторы Анатолий Ширнин и Сергей Яндубаев, идея установки памятника принадлежит Главе Республики Марий Эл Леониду Игоревичу Маркелову, материал — бронза.
56°37′17″ с. ш. 47°52′50″ в. д.

### Бюст М. Шкетана
Открыт 30 октября 1987 года, расположен в сквере вблизи здания Марийского национального театра драмы имени М. Шкетана. На постаменте — гранитный бюст М. Шкетана — основоположника марийской драматургии, актёра, режиссёра. Авторы — скульптор С. Г. Тугаринова, архитектор П. А. Самсонов.
56°37′53″ с. ш. 47°53′31″ в. д.

## Памятники и бюсты композиторам

Бюст П. И. Чайковского

Памятник И. С. Ключникову-Палантаю на бульваре Чавайна

### Бюст П. И. Чайковского
Открыт в 1977 году. На постаменте — бюст Петра Ильича Чайковского, установленный перед зданием детской школы искусств по улице Пушкина, которая носит имя великого русского композитора. Автор — архитектор Б. И. Дюжев.
56°38′04″ с. ш. 47°53′08″ в. д.

### Памятник И. С. Ключникову-Палантаю
Торжественно открыт 16 июня 1990 году на бульваре Чавайна в рамках I международного фольклорного фестиваля финно-угорских народов. Скульптурная композиция однофигурна: на постаменте — фигура композитора, основоположника марийского музыкального искусства Ивана Степановича Ключникова-Палантая. Авторы — скульптор Б. И. Дюжев и архитектор В. М. Таран. Является памятником монументального искусства местного значения, охраняется государством.
56°37′52″ с. ш. 47°54′50″ в. д.

### Бюст А. Я. Эшпая
Открыт 1 сентября 2022 года рядом с корпусом Марийского республиканского колледжа культуры и искусств имени И. С. Палантая на улице Пушкина. Автор — скульптор Алексей Чебаненко. На постаменте — бронзовый бюст советского и российского композитора Андрея Яковлевича Эшпая.
56°38′00″ с. ш. 47°53′28″ в. д.

## Памятники и бюсты, посвящённые героям войн и локальных конфликтов

### Мемориальный комплекс Воинской Славы
Расположен на территории Центрального парка культуры и отдыха. Представляет собой единый мемориальный комплекс, состоящий из памятника-монумента «Воинской Славы», аллеи Героев Советского Союза, Вечного Огня, дерева памяти, БТР-70, БМП-1, монумента «Павшим воинам посвящается…», монумента «…И упала горькая звезда полынь».

#### Памятник-монумент Воинской Славы
Открыт на площади Воинской Славы 5 ноября 1973 года в Центральном парке культуры и отдыха им. 30-летия ВЛКСМ и стал частью мемориального ансамбля, посвящённого 30-летию победы. Монумент представляет собой 20-метровый гранитный пилон, на котором установлена 6-метровая фигура воина-победителя из кованой меди. Скульптурная композиция знаменует победу советской армии в Великой Отечественной войне, подвиг советского народа, героизм воинов. Скульптор — Анатолий Александрович Ширнин, архитекторы Ю. И. Цыганов, Г. Т. Яковлев.
56°38′13″ с. ш. 47°53′14″ в. д.

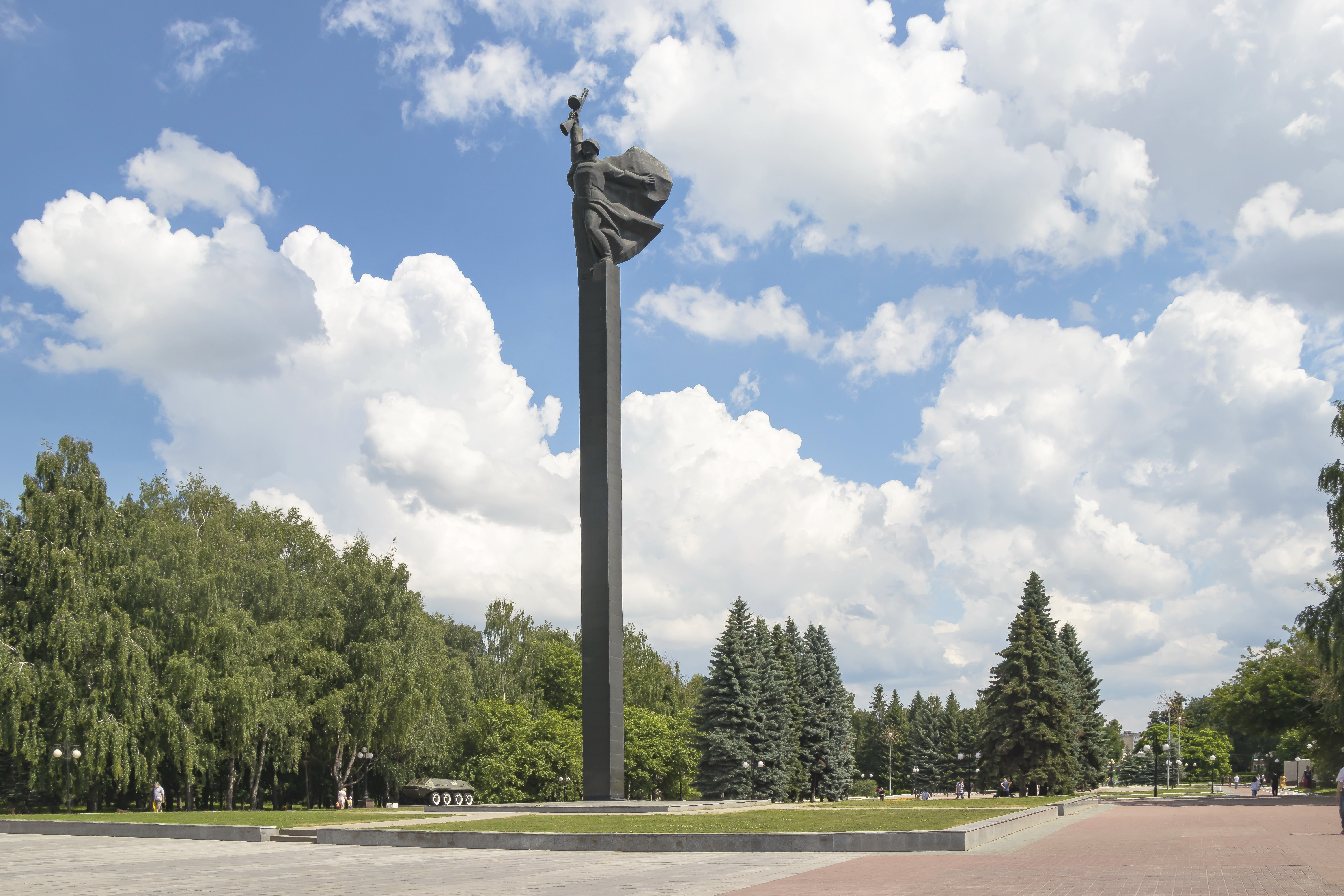
Памятник-монумент Воинской Славы
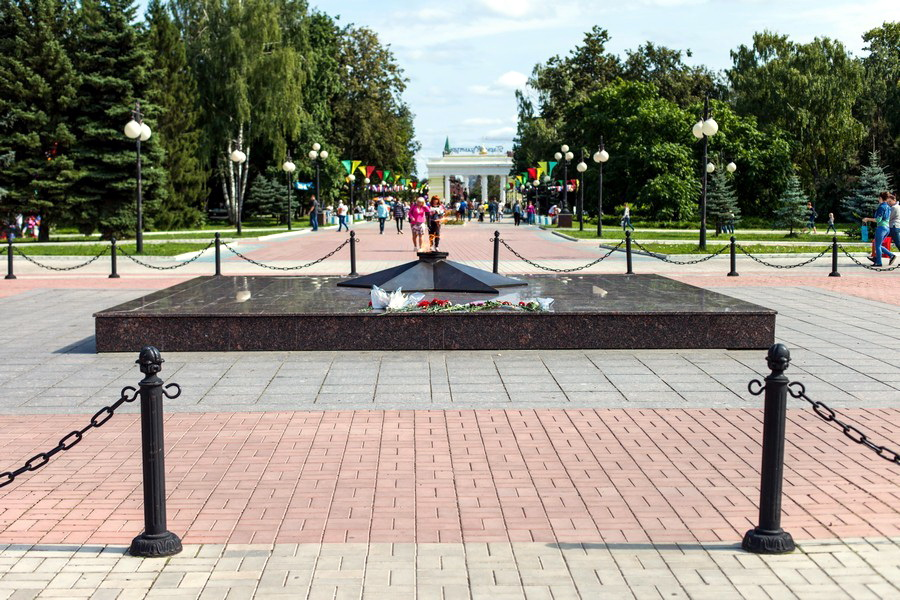
Вечный огонь
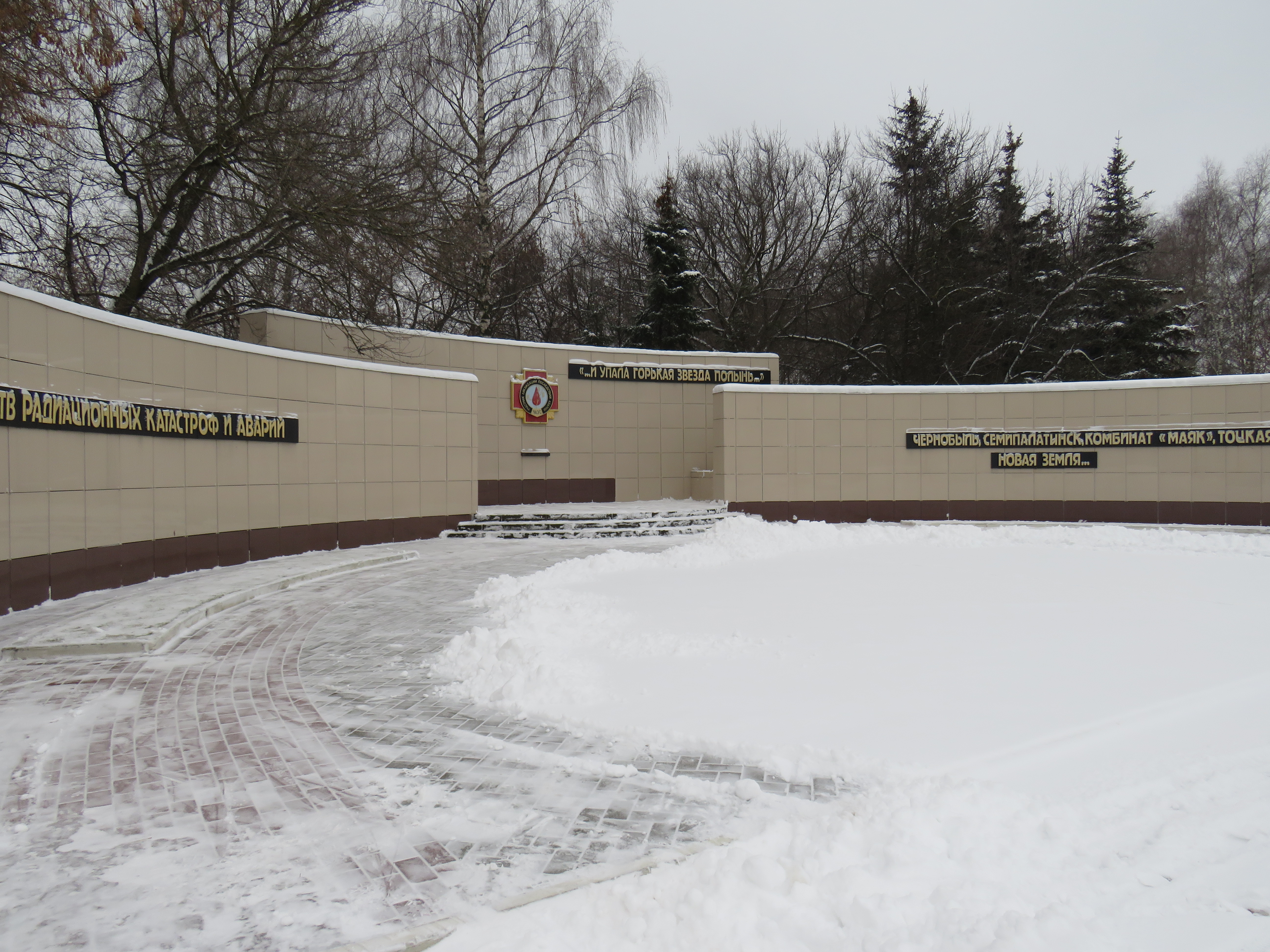
Мемориал памяти жертв радиационных катастроф и аварий
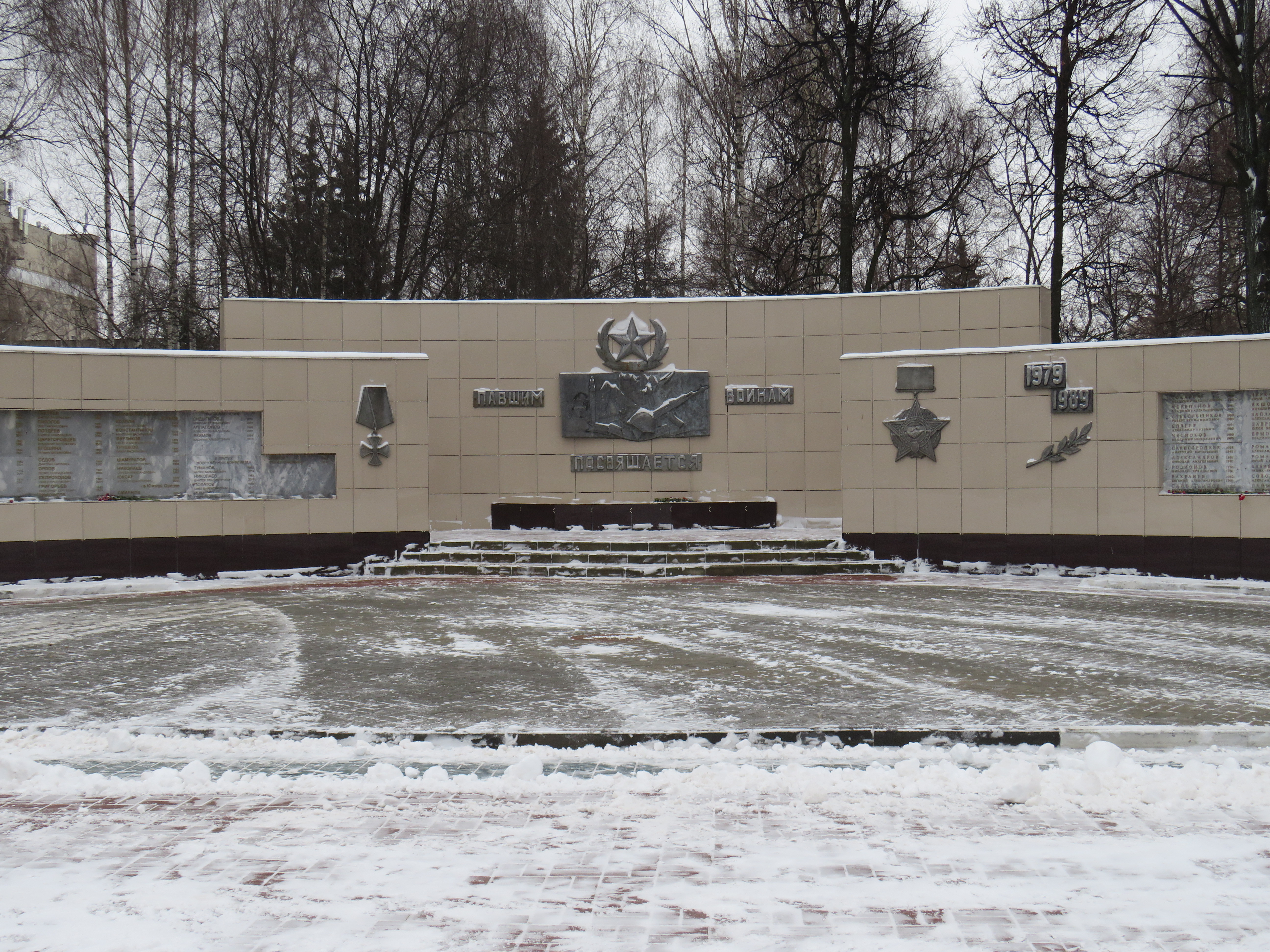
Мемориал павшим в локальных войнах

### Памятник Труженикам тыла

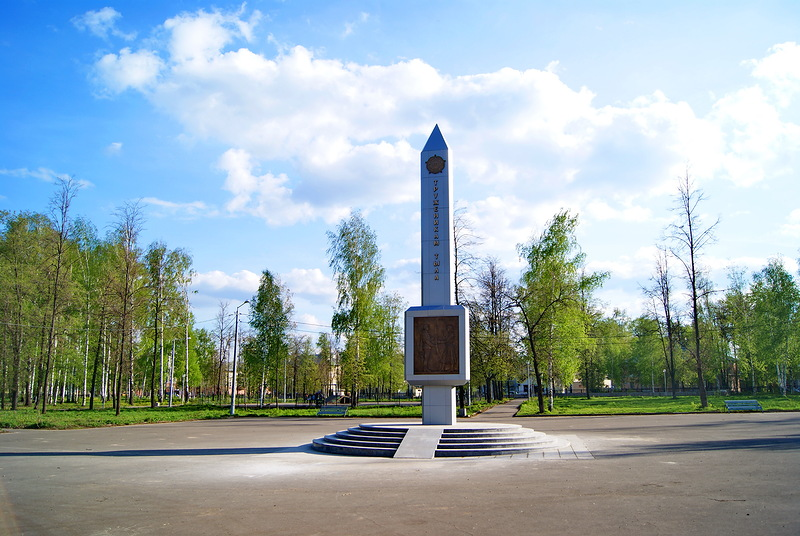
Памятник труженикам тыла

Церемония открытия памятника в центре парка Победы состоялась 12 мая 2012 года и была приурочена к 67-й годовщине победы в Великой Отечественной войне. Памятник установлен в рамках реализации республиканской целевой программы «Культурное наследие Республики Марий Эл на 2009—2013 годы», первый камень в основание монумента заложен 6 мая 2010 года. Инициатором создания выступил союз ветеранов Марийского машиностроительного завода. В основе скульптурной композиции, рассчитанной на круговое обозрение — 10-метровая металлическая стела в виде трёхгранного штыка с рукоятью, украшенная бронзовыми барельефами — по одному на каждой грани. Тематика барельефов: фронт и тыл, труженики промышленности, труженики сельского хозяйства. Памятник символизирует подвиг тружеников тыла, которые наравне с участниками фронтовых боёв вели страну к победе, работая в годы Великой Отечественной войны на предприятиях и заводах города, в том числе эвакуированных в Йошкар-Олу из других городов; подвиг людей, занятых в сельском хозяйстве в работах по снабжению фронта продовольствием. На центральной грани — надпись «Труженикам тыла» и барельеф Ордена Победы. Авторы памятника — скульпторы Сергей Яндубаев и Анатолий Ширнин.
56°38′24″ с. ш. 47°52′00″ в. д.

### Памятник Лёне Голикову
Открыт в 1973 году в переулке Голикова, у здания школы № 13. На постаменте показан Лёня Голиков с пистолетом-пулемётом Шпагина в руках.
56°37′05″ с. ш. 47°54′16″ в. д.

### Памятник-бюст О. А. Тихомировой

Памятник-бюст О. А. Тихомировой

Открыт 8 мая 1970 года в честь 25-летия со дня победы в Великой Отечественной войне, установлен в сквере около здания школы № 2 на ул. Осипенко. Бюст О. Тихомировой (высотой 86 см), расположен на постаменте (высотой 248 см) и выполнен в форме обелиска. Материал бюста — белый мрамор, материал постамента — бетон, облицованный мрамором. Автор — О. А. Дедов. Является памятником монументального искусства местного значения, охраняется государством.
56°38′45″ с. ш. 47°52′48″ в. д.

### Памятник-монумент воинам-заводчанам, погибшим в годы Великой Отечественной войны

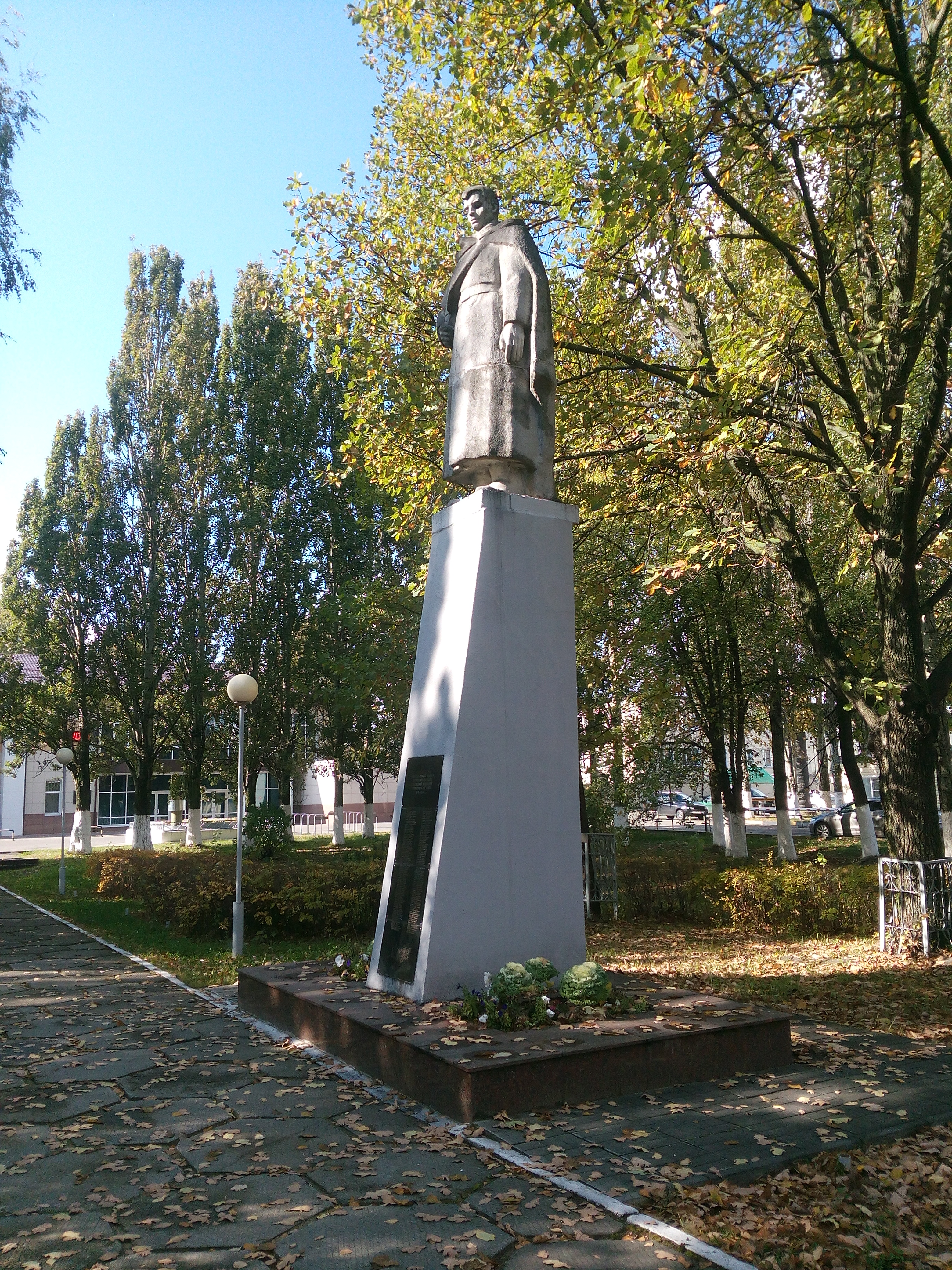
Памятник-монумент воинам-заводчанам, погибшим в годы Великой Отечественной войны

Открыт 6 ноября 1967 года в сквере перед проходной Завода полупроводниковых приборов на пересечении улиц Машиностроителей и Суворова. Скульптурная композиция представляет собой фигуру склонившего голову советского воина, в обмундировании с пистолетом-пулемётом Шпагина на плече. Памятник является данью памяти воинам-заводчанам, погибшим в годы Великой Отечественной войны. Автор — скульптор И. Д. Шмыков. Высота фигуры воина — 3 метра, высота постамента — 3,5 м. Материал скульптуры и постамента — железобетон. В конце 1970-х годов постамент был реконструирован и облицован мрамором, в настоящее время возвращён в первоначальное состояние.
56°38′14″ с. ш. 47°51′44″ в. д.

### Монумент «Комсомольцам огненных лет»

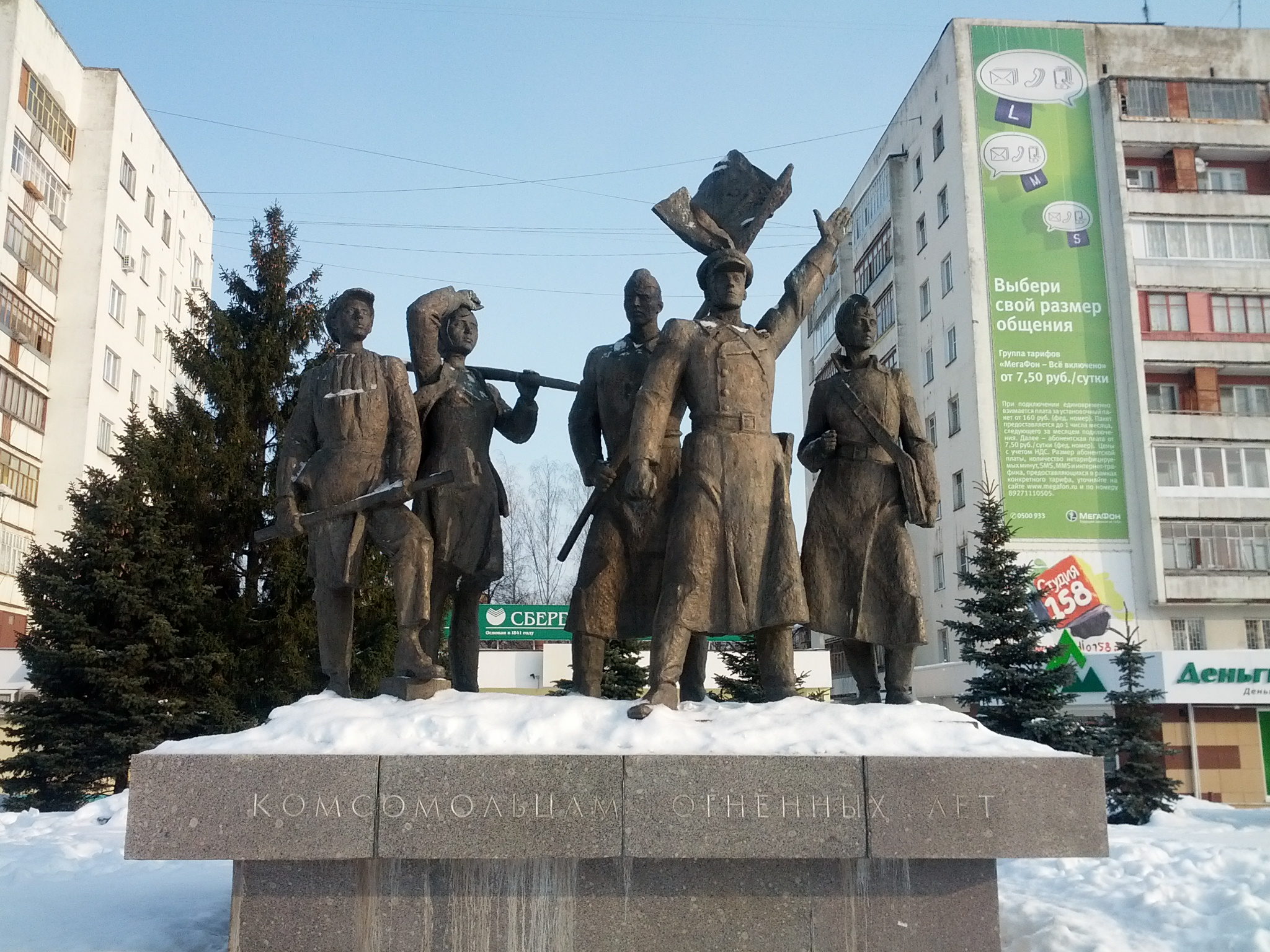
Монумент «Комсомольцам огненных лет»

Торжественно открыт 25 июля 1989 года на Молодёжной площади на пересечении улиц Красноармейская и Комсомольская (ныне — Комсомольская площадь). Скульптурная композиция состоит из пяти фигур: в левой части композиции — фигуры мальчика и девочки, оставшихся трудиться в тылу и заменивших ушедших на фронт комсомольцев. В правой части композиции по центру — фигура комсомольца политрука, поднимающих солдат в атаку с пистолетом в левой руке. Слева от него фигура знаменосца, справа — фронтовая медсестра. Скульптурная композиция символизирует труд комсомольцев в тылу и подвиг комсомольцев-фронтовиков: все они подчинены общему долгу — защите Отечества. Скульптор — Ахметгараев Шаукат Габдулхакович, архитектор — Алексей Григорьевич Царьков. Материал — бронза. Работа над проектом велась на протяжении шести лет.
56°38′27″ с. ш. 47°53′42″ в. д.

### Мемориальный комплекс «Скорбящая мать» (Мемориальная скульптура «Скорбящая»)
Возведён в 2002 году у комплекса зданий Министерства внутренних дел Республики Марий Эл по улице Комсомольской, д. 137. Мемориал является данью памяти сотрудникам МВД, погибшим при исполнении служебных обязанностей. Комплекс состоит из мемориальной скульптуры «Скорбящая», представляющей собой полуфигуру скорбящей матери, склонившей голову и сложившей руки в молитвенном жесте, а также кирпичной стены с памятными мемориальными досками, на которых увековечены фамилии, имена, отчества и годы жизни советских и российских сотрудников органов внутренних дел Республики Марий Эл, погибших при исполнении служебного долга. На последней доске — надпись: 
Священный долг
Исполнив до конца
Вы в нашей памяти
Остались на века
 Автор скульптуры — заслуженный художник Республики Марий Эл Сергей Яндубаев.
56°38′19″ с. ш. 47°53′43″ в. д.

### Бюст Героя Российской Федерации М. Н. Евтюхина

Бюст Героя РФ М. Н. Евтюхина

Установлен 1 августа 2017 года в конце бульвара Победы, торжественно открыт 2 августа 2017 года в честь 87-й годовщины со дня образования Воздушно-десантных войск России. На постаменте — бюст Марка Евтюхина, уроженца Йошкар-Олы, командира 2-го парашютно-десантного батальона 104-го гвардейского Краснознамённого парашютно-десантного полка 76-й гвардейской воздушно-десантной Черниговской Краснознамённой дивизии, гвардии подполковника, Героя Российской Федерации. Высота бетонного постамента — 1,5 метра. Постамент облицован гранитом и установлен на одноступенчатый стилобат высотой 20 см. Материал бюста — бронза.
На постаменте — медная памятная доска с надписью:
Герой России
Гвардии подполковник ВДВ
Евтюхин
Марк Николаевич
01.05.1964 г. - 01.03.2000 г.

56°38′24″ с. ш. 47°52′21″ в. д.

### Стела памяти военнослужащих пограничных войск
Стела была торжественно открыта 29 сентября 2018 года перед домом № 4 по ул. Машиностроителей. Памятник установлен в честь 100-летия образования пограничных войск по инициативе Общественной организации ветеранов-пограничников Республики Марий Эл «Застава», проект памятника стал победителем республиканского конкурса поддержки местных инициатив. Стела представляет собой стену из керамического кирпича, с облицовкой из мрамора и гранита, установленную на монолитную железобетонную плиту. На фасаде стелы выгравированы сцены, рассказывающие об истории пограничных войск. Слева от стелы установлен пограничный столб, справа — флагшток с флагом пограничных войск, перед стелой — вазы для возложения цветов. На фасаде стелы — надпись:
Пограничникам всех
поколений
Защитникам
рубежей Родины

Через год, 28 сентября 2019 года у подножия стелы были заложены 4 капсулы с землей, взятой с пограничных застав, где героически сражались воины-пограничники в годы Великой Отечественной войны и в периоды локальных конфликтов:
- капсула с землей с 9 пограничной заставы 17 Брестского Пограничного Отряда (г. Брест);
- капсула с землей с 6 пограничной зоны 100 Озеровского Пограничного Отряда (г. Мурманск);
- капсула с землей с 2 пограничной зоны 57 Дальнереченского Пограничного Отряда (о. Даманский);
- капсула с землей с 12 пограничной зоны 117 Московского Пограничного Отряда (Республика Таджикистан).

56°38′59″ с. ш. 47°52′27″ в. д.

### Мемориал «Победителям-воинам и труженикам тыла»
Мемориал был установлен 25 августа 2019 года в дни празднования 79-летия со дня образования Марийского машиностроительного завода и посвящен воинам-заводчанам, ушедшим на фронт в годы Великой Отечественной войны, труженикам тыла Марийского машиностроительного завода (в годы войны — завода № 297), выпускавшим продукцию для фронта, ветеранам войны, работавшим на заводе и всем героям труда.
Мемориал выполнен в современном стиле, сочетающим эффектный внешний облик и глубокий исторический смысл и представляет собой сложную архитектурно-скульптурную композицию: на переднем плане расположены две высеченные из отдельных плит самостоятельные части чёрного цвета. Правой стороной они устремляются ввысь и, соприкасаясь, образуют звезду — как символ общей Победы воинов и тружеников тыла. По контуру звезды подведена светодиодная подсветка. На заднем плане находится стенд красного цвета, служащего фоном композиции, и световые цифры «1941» и «1945» по левому и правому краю стенда соответственно. Вся конструкция установлена на гранитный камень и облицованный керамогранитом фундамент. Вокруг мемориала проведены работы по озеленению территории, площадка перед мемориалам вымощена тротуарной плиткой. На гранитной плите — надпись:
Здесь нет имен
Но ничто не забыто
Ни подвиг бессмертный
Ни имена...
Проектированием, изготовлением каркаса, строительными работами, установкой мемориала, а также озеленением и благоустройством территории занимались работники собственных подразделений завода.

## Памятники и бюсты покорителям космоса

Памятник-бюст Ю. А. Гагарину

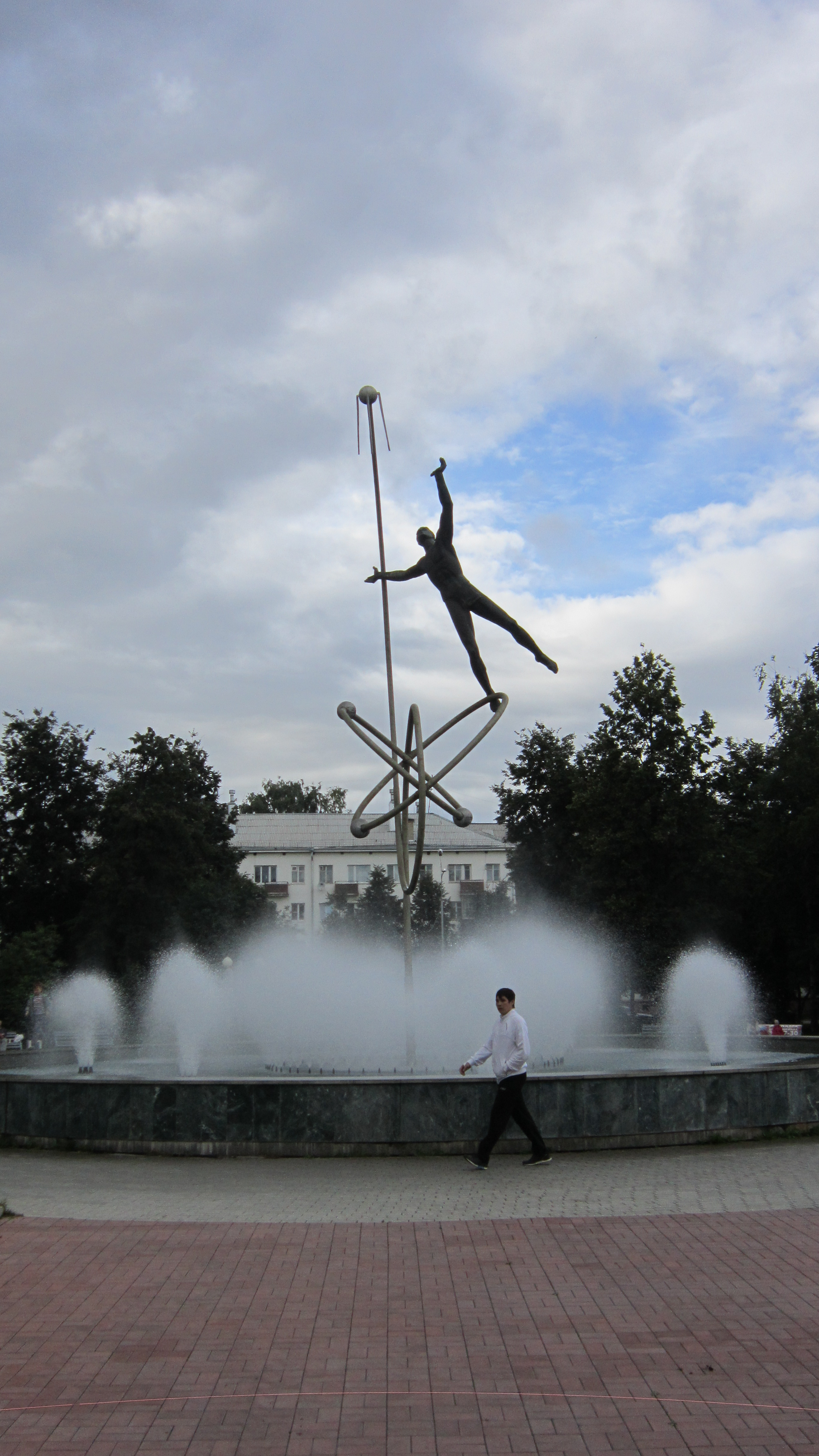
Скульптурная композиция с фонтаном «В космос»

### Памятник-бюст Ю. А. Гагарину
Открыт 11 апреля 1980 года, на пересечении проспекта Гагарина и улицы Вашской в преддверии годовщины первого пилотируемого полёта человека в космос. Бюст первому космонавту Юрию Алексеевичу Гагарину установлен на облицованном мрамором постаменте и выполнен путём чеканки по меди. Скульптор — Борис Иванович Дюжев, архитектор — Владимир Михайлович Таран.
56°37′42″ с. ш. 47°53′16″ в. д.

### Скульптурная композиция с фонтаном «В космос»
Открыта в 1975 году, находится в центре Юбилейной площади имени 50-летия СССР. Скульптурная композиция однофигурна: в центре фонтана показана фигура парящего над землёй человека — собирательный образ покорителей космоса. Автор — скульптор Анатолий Александрович Ширнин. Фонтан и площадь реконструированы в 2007—2008 годах.
56°37′28″ с. ш. 47°53′05″ в. д.

## Памятники и бюсты русским и советским государственным деятелям

### Памятник первому воеводе города Ивану Андреевичу Ноготкову-Оболенскому
Торжественная церемония открытия памятника первому воеводе Царевококшайска князю Ивану Андреевичу Ноготкову-Оболенскому прошла 8 мая 2007 года; памятник установлен на площади Оболенского-Ноготкова. Скульптурная композиция однофигурна: на постаменте из дикого камня воевода И. А. Ноготков-Оболенский показан скачущим на коне со свитком в руках. Высота монумента — около 6 метров, вес — более 6 тонн. Материал скульптуры — бронза, постамент облицован гранитными плитами. Автор — Андрей Ковальчук. Отливали скульптурную композицию в Москве, в Йошкар-Олу привозили частями.
56°37′54″ с. ш. 47°53′10″ в. д.

### Памятник императрице Елизавете Петровне
Открыт 30 ноября 2011 года на набережной Брюгге, у входа в здание Национальной президентской школы-интерната для одарённых детей. Скульптурная композиция представлена женской фигурой в образе юной императрицы Елизаветы Петровны на коне. Материал — бронза, автор — Андрей Ковальчук. Выбор императрицы Елизаветы Петровны как исторической личности для установки памятника неслучаен, по её указу в Царевококшайске было построено несколько церквей и общественных зданий, а в период её правления были предприняты шаги для развития просвещения и образования жителей марийского края.
56°38′11″ с. ш. 47°54′38″ в. д.

### Памятник царю Фёдору Иоанновичу
Открыт 4 ноября 2009 года на территории информационно-туристского центра «Царевококшайский Кремль». В основу скульптурной композиции положен образ царя Фёдора Иоанновича, в период царствования которого был основан город. Позже был перенесен на Воскресенскую набережную.
56°38′13″ с. ш. 47°54′12″ в. д.

### Памятник Сергею Мироновичу Кирову
Установлен 26 августа 1939 года напротив главного входа в здание новой средней школы № 9 по ул. Комсомольской, д. 154 (сейчас — территория Военного комиссариата Республики Марий Эл по ул. Гагарина, д. 16). Скульптурная композиция однофигурна: на небольшой бетонной плите — полноростовая бетонная фигура Сергея Мироновича Кирова. Высота скульптуры — 203 см, высота постамента — 11 см.
56°37′33″ с. ш. 47°53′05″ в. д.

### Памятник Александру Ефимовичу Котомкину (Савинскому)
Установлен 21 июня 2013 года на бульваре Чавайна, перед площадью им. Никонова, торжественно открыт 24 июня 2013 года. Скульптурная композиция однофигурна: на облицованном гранитом постаменте — бронзовая полноростовая фигура уроженца деревни Савино (ныне — территория городского округа «Город Йошкар-Ола»), поэта, военного деятеля Александра Ефимовича Котомкина (Савинского). На постаменте — цитата из стихов А. Е. Котомкина (Савинского) и надпись: «Александр Ефимович Котомский (Савинский). Русский поэт первой половины XX века, известный гусляр-складатель, участник Первой мировой войны, знаменитый царевококшаец, уроженец деревни Савино (1885—1964 гг.)». Авторы памятника — Анатолий Ширнин и Сергей Яндубаев. Памятник был отлит в Казани, высота скульптуры — 4 метра.
56°38′04″ с. ш. 47°54′02″ в. д.

### Памятник Александру Андреевичу Келлеру
Установлен 27 декабря 2013 года, торжественно открыт 30 декабря 2013 года. Представляет собой однофигурную композицию: на облицованном гранитом постаменте — сидящий в кресле Александр Андреевич Келлер — участник Отечественной войны 1812 года, царевококшайский земский исправник в период с 1830 по 1862 год. Особенностью скульптуры является условность внешности государственного деятеля — его прижизненного портрета или изображения не сохранилось. Памятник отлит в бронзе, авторами скульптурной композиции являются художники А. А. Ширнин и С. В. Яндубаев. Памятник изначально располагался на Воскресенской набережной, у дома № 40 (дом купца Карелина), 30 апреля 2015 года был перенесен на противоположный берег реки и в настоящее время расположен у дома № 10 по улице Эшкинина (здание Республиканской детско-юношеской библиотеки имени В. Х. Колумба).
56°37′55″ с. ш. 47°54′29″ в. д.

### Памятник-бюст прокурору Н. М. Пиксаеву
Памятник-бюст открыт 2 октября 2020 года напротив здания прокуратуры города Йошкар-Олы на Кремлёвской улице. На постаменте — бюст Николая Михайловича Пиксаева, прокурора Марийской ССР и Республики Марий Эл с 1990-2000 гг., заслуженного юриста РСФСР, почетного работника прокуратуры Российской Федерации. Инициатором увековечивания памяти Н. М. Пиксаева является прокурор Республики Марий Эл Сергей Беляков. Непосредственное участие в воплощении инициативы принял также прокурор города Йошкар-Олы Рамил Гарифуллин. Финансирование установки памятника-бюста осуществлялось за счет личных средств работников прокуратуры. Автор — скульптор Владимир Карпеев, заслуженный художник Республики Марий Эл.
56°38′17″ с. ш. 47°53′47″ в. д.

Памятник первому воеводе города Ивану Андреевичу Ноготкову-Оболенскому
Памятник Императрице Елизавете Петровне
Памятник царю Фёдору Иоанновичу
Памятник С. М. Кирову
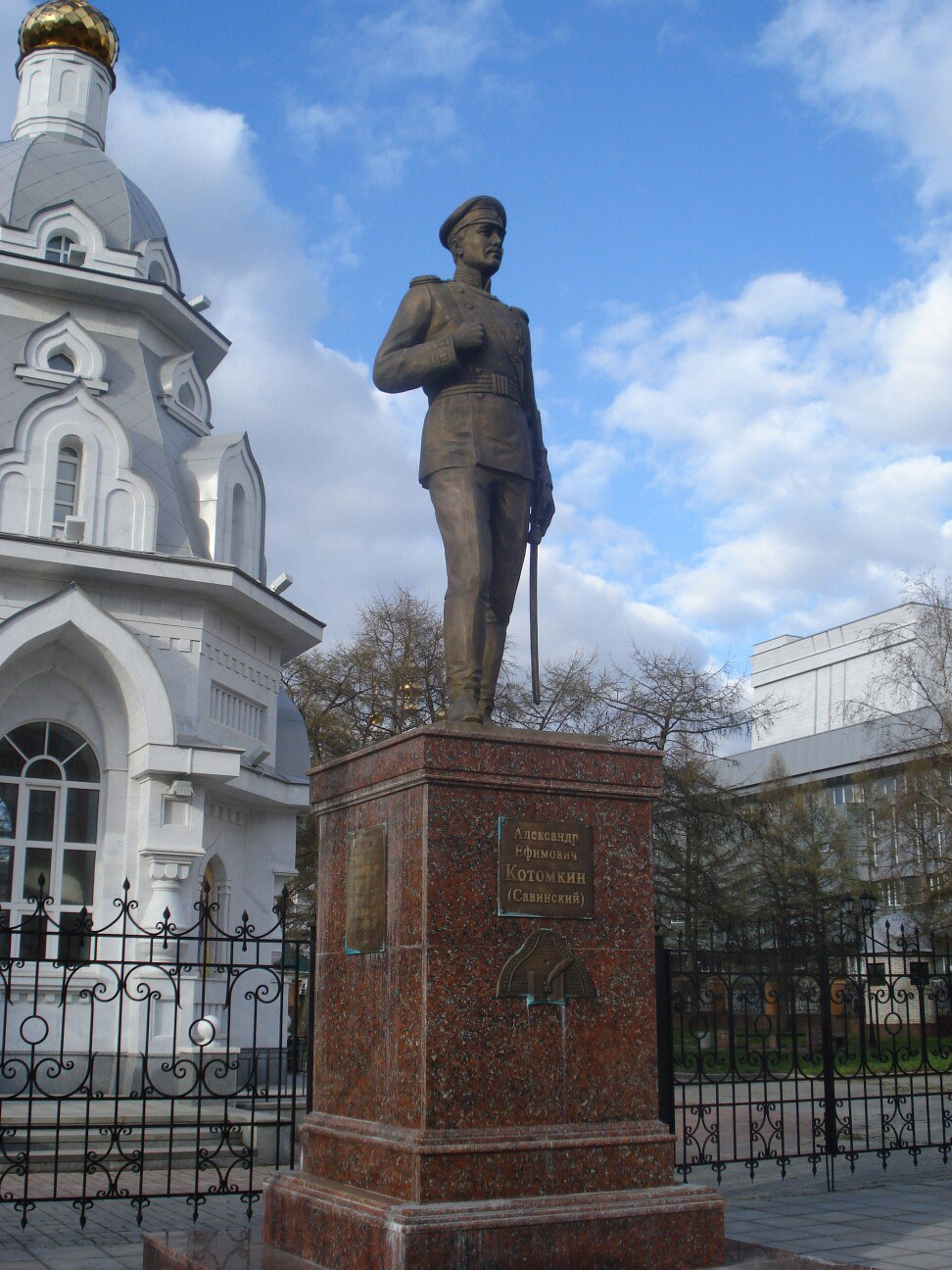
Памятник А. Е. Котомкину (Савинскому)
Памятник А. А. Келлеру
Памятник Н. М. Пиксаеву

## Памятники и бюсты деятелям науки

Бюст В. П. Мосолова

Бюст Н. К. Крупской

### Памятник-бюст Т. И. Александровой
Памятник-бюст открыт 1 сентября 2011 года, перед зданием лицея № 11. На постаменте — бронзовый бюст Таисии Ивановны Александровой, учителя математики лицея, заслуженного учителя РСФСР и МАССР, Героя Социалистического труда. Авторы — скульпторы А. А. Ширнин и С. В. Яндубаев.
56°38′02″ с. ш. 47°53′33″ в. д.

### Бюст В. П. Мосолова
Установлен перед главным входом в корпус «А» Марийского государственного университета. На постаменте — бюст Василия Петровича Мосолова, марийского ученого, академика, вице-президента ВАСХНИЛ. Автор памятника — С. Г. Тугаринова.
56°37′51″ с. ш. 47°53′21″ в. д.

### Бюст Н. К. Крупской
Открытие бюста состоялось в 1967 году, установлен перед входом в 1-й корпус Марийского Государственного университета на улице Кремлёвская (тогда — главный корпус Марийского педагогического института им Н. К. Крупской на улице Коммунистической). Авторы — скульпторы В. М. Козьмин и О. А. Дедов. Бюст Надежды Константиновны Крупской находится на облицованном мраморе постаменте; материал бюста — железобетон, стилизованный под бронзу.
56°38′30″ с. ш. 47°52′49″ в. д.

## Памятники меценатам и деятелям просвещения

### Памятник Синьору Флоренции Лоренцо ди Пьеро де Медичи Великолепному

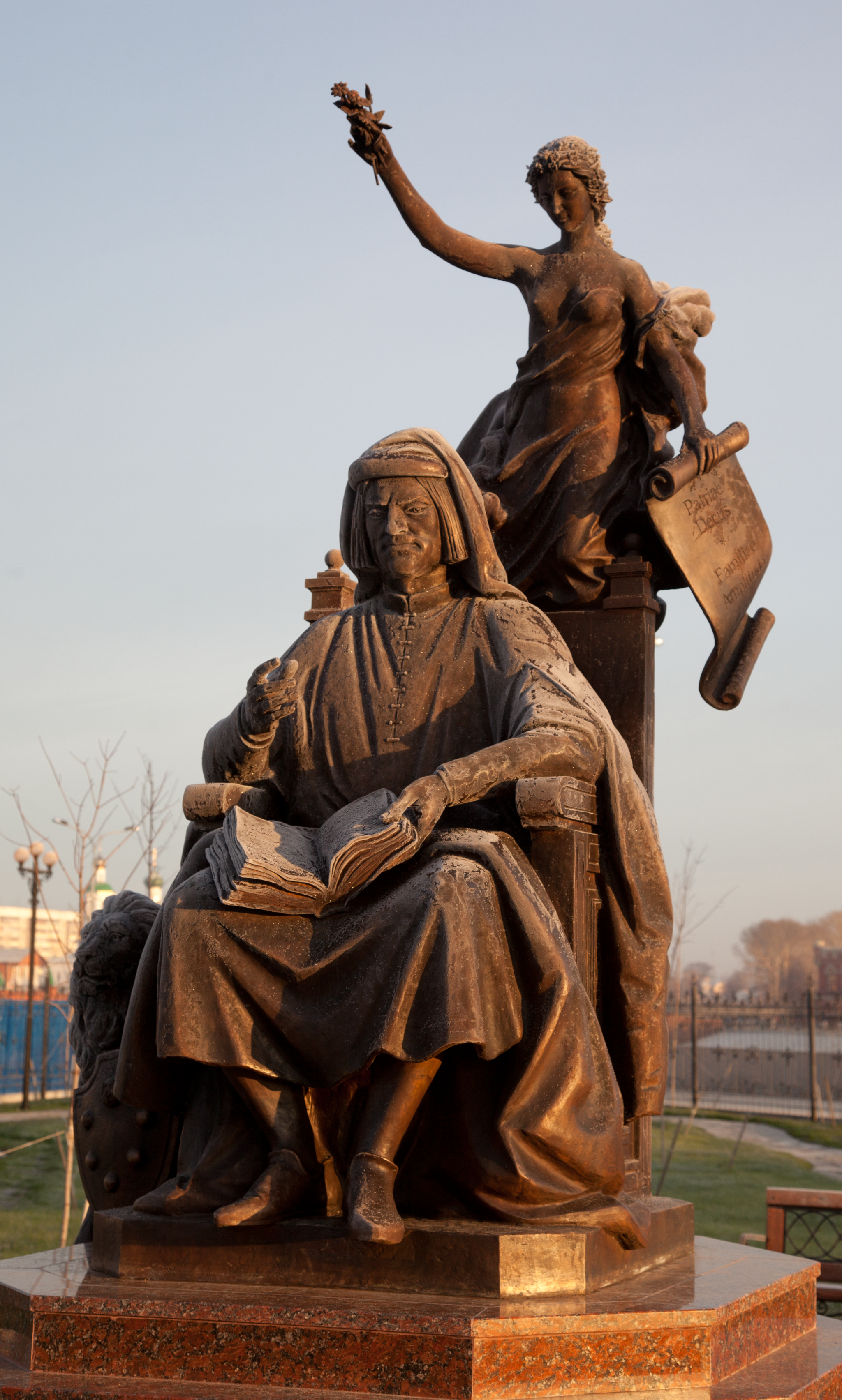
Памятник Лоренцо Медичи

Открыт 21 сентября 2012 года на аллее Итальянского парка Воскресенской набережной. Скульптурная композиция представляет собой фигуру Лоренцо Медичи, сидящего на троне и держащего левой рукой раскрытую книгу — символ знаний и мудрости; по его правую руку — лев, придерживающий левой лапой семейный герб; над ним показан образ его музы со свитком в левой руке и цветком в правой — символ творческого вдохновения. На свитке написаны три принципа правления Лоренцо Медичи: «Patriae decus, familiae amplitudo, incrementum atrium». Их перевод приведен на постаменте скульптуры: «Польза Отечеству, величие семейства, процветание искусства». Скульптура является символом преобразования мира, возвеличивания науки и искусства. Высота скульптуры вместе с постаментом — 3,5 м, материал — бронза. Памятник создан за счёт средств меценатов, работа над проектом шла полгода.
56°38′01″ с. ш. 47°54′18″ в. д.

### Скульптура Людовико Моро
Установлена в 2007 году на балконе третьего этажа одноимённой гостиницы по ул. Успенской, дом 15. Скульптурная композиция однофигурна и представляет собой полноростовую фигуру миланского герцога и мецената эпохи Возрождения Людовико Моро с макетом здания гостиницы в левой руке, как символичного знака его созидательной деятельности в области строительства и архитектуры. Автор — народный художник РФ Андрей Ковальчук.
56°37′46″ с. ш. 47°52′59″ в. д.

### Памятник Харменс ван Рейн Рембрандту

Памятник Рембрандту

Установлен 31 октября 2013 года на Воскресенской набережной, торжественно открыт 1 ноября 2013 года в рамках выставки «Большая Волга». Скульптура представляет собой однофигурную композицию: на цельногранитном постаменте — бронзовая фигура великого голландского художника Рембрандта, с палитрой, кистями и муштабелем в руках. На постаменте надпись — «Харменс ван Рейн Рембрандт». Скульптор — народный художник Российской Федерации А. Н. Ковальчук. Скульптура отлита в городе Жуковском Московской области, на изготовление ушло 950 кг бронзы и 3,5 т гранитного камня, работа над проектом длилась около года.
56°37′52″ с. ш. 47°53′56″ в. д.

## Памятники святым и священнослужителям

### ПамятникСвященномученику Леониду, епископу Марийскому
Установлен на площади Оболенского-Ноготкова, открыт и освящён 4 июля 2008 года. Скульптурная композиция представляет собой фигуру мужчины в образе епископа Леонида с посохом в правой руке и иконой Божией Матери «Троеручица» — в левой. Памятник великомученику Леониду — это торжество справедливости, дань памяти всем погибшим в годы репрессий. Высота скульптуры — 3,6 м, материал — бронза, автор — Андрей Ковальчук.
56°37′52″ с. ш. 47°53′15″ в. д.

### Памятник Святейшему Патриарху Московскому и всея Руси Алексию II
Открыт 4 августа 2010 года, установлен на Патриаршей площади. Скульптурная композиция представляет собой фигуру Патриарха Алексия II в полном одеянии с патриаршим посохом в левой руке и вылетающим голубем из правой. Материал — бронза, автор — Андрей Ковальчук. Скульптура установлена на гранитном постаменте с надписью: 
Святейший Алексий II
Патриарх Московский и всея Руси
Основатель Йошкар-Олинской и
Марийской Епархии
56°38′12″ с. ш. 47°54′23″ в. д.

### Памятник Святым преподобным Петру и Февронии
Торжественно открыт 4 ноября 2010 года в День народного единства и 90-летия Республики Марий Эл. Расположен на Патриаршей площади. Скульптурная композиция двухфигурна: святые благоверные князь Пётр и княгиня Феврония Муромские стоят на небольшом возвышении в начале фонтанной группы, в состав которой также входит лодка. Материал — бронза, автор — Андрей Ковальчук. На свитке, который держит в правой руке Пётр — надпись: 
Мужья, любите своих жен. Жены, повинуйтесь свои мужьям, как Господу
56°38′11″ с. ш. 47°54′29″ в. д.

### Скульптура архангела Гавриила
Открытие фонтана-памятника состоялось 24 июня 2011 года на площади Республики и Пресвятой Девы Марии. Скульптурная композиция представляет собой фигуру архангела Гавриила, держащего копьё в правой руке и шар со знаком мессии на земле — в левой. Скульптура находится в центре самого большого в городе фонтана, и по задумке должна создавать впечатление парения над поверхностью воды. Высота памятника — 6 метров. Материал — бронза, автор — Андрей Ковальчук. Установка скульптуры Архангела Гавриила рядом со скульптурой Девы Марии с младенцем Христом неслучайна, и является иллюстрацией событий святого писания, когда Архангел Гавриил явился в Назарете к Деве Марии и оповестил её, что именно она избрана стать Матерью Спасителя, и что сына она наречет именем Иисус Христос.
56°38′01″ с. ш. 47°54′12″ в. д.

### Скульптура Девы Марии с младенцем Христом
Открыта 30 ноября 2007 года на площади Республики и Пресвятой Девы Марии в преддверии праздника Введения во храм Пресвятой Богородицы и является частью храмового ансамбля. Скульптура создана по всем традициям русской православной школы и представляет собой двухфигурную композицию — Богородица, благословляющая жителей Марий Эл, с младенцем Христом на руках. Образ Богоматери с младенцем идентичен иконе Державной Божьей Матери, но на скульптуре у Богородицы нет скипетра, державы и короны. Автор скульптуры — народный художник России Андрей Ковальчук. Высота — около 3 метров.
56°37′59″ с. ш. 47°54′14″ в. д.

### Памятник святым равноапостольным Кириллу и Мефодию
Установлен 1 ноября 2014 года на Царьградской площади перед зданием строящегося музея Православия, торжественно открыт 2 ноября 2014 года в преддверии празднования Дня Республики Марий Эл. Памятник представляет собой двухфигурную композицию: на переднем плане — создатели старославянской азбуки, равноапостольные святые Кирилл и Мефодий. У Кирилла в руках свиток с буквами первой кириллической азбуки, у Мефодия — Евангелие. Между святыми возвышается православный крест. Скульптурная композиция установлена на гранитном постаменте, высота скульптур — 2,5 метра, материал — бронза. Автор скульптурной композиции — народный художник России Андрей Ковальчук, работа над проектом шла почти год.
56°38′08″ с. ш. 47°54′12″ в. д.

Памятник Священномученику Леониду, епископу Марийскому
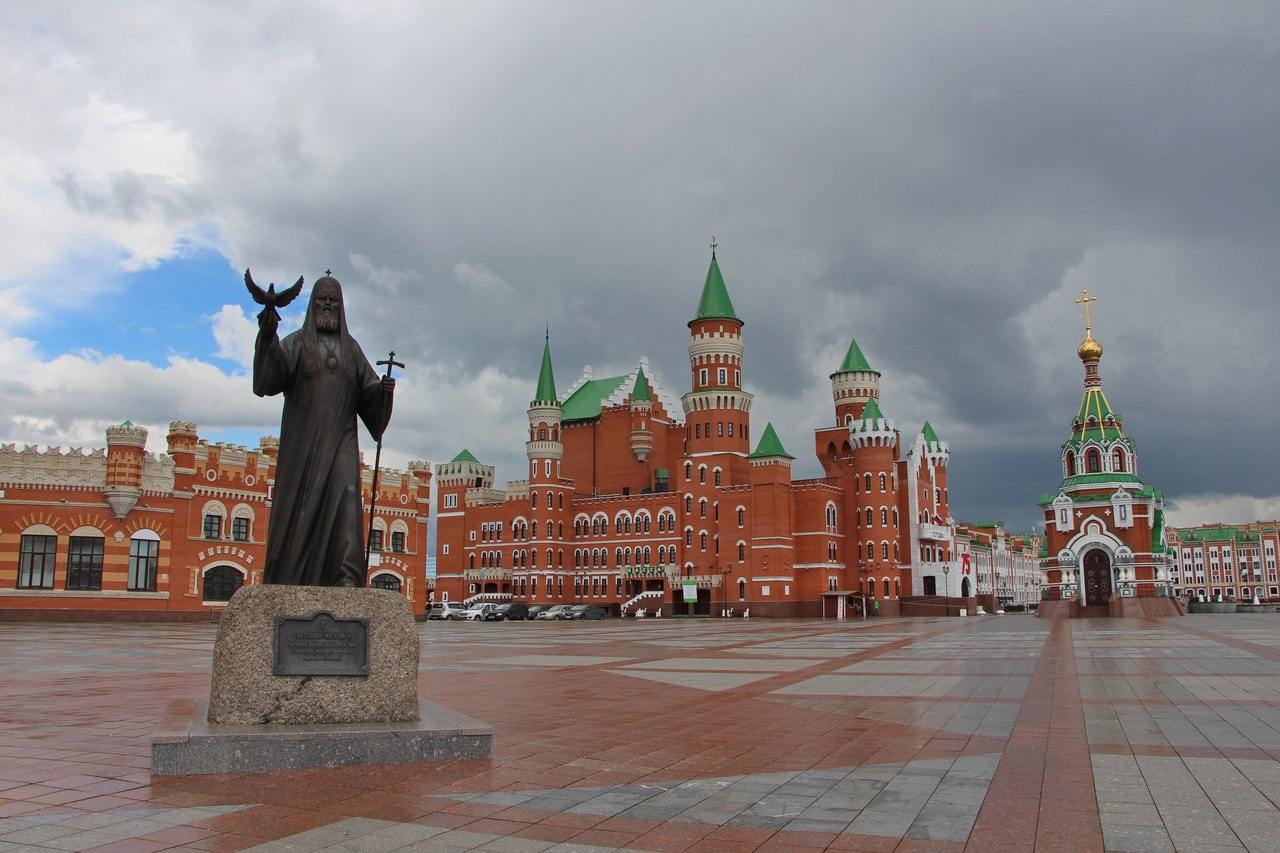
Памятник Патриарху Алексию II
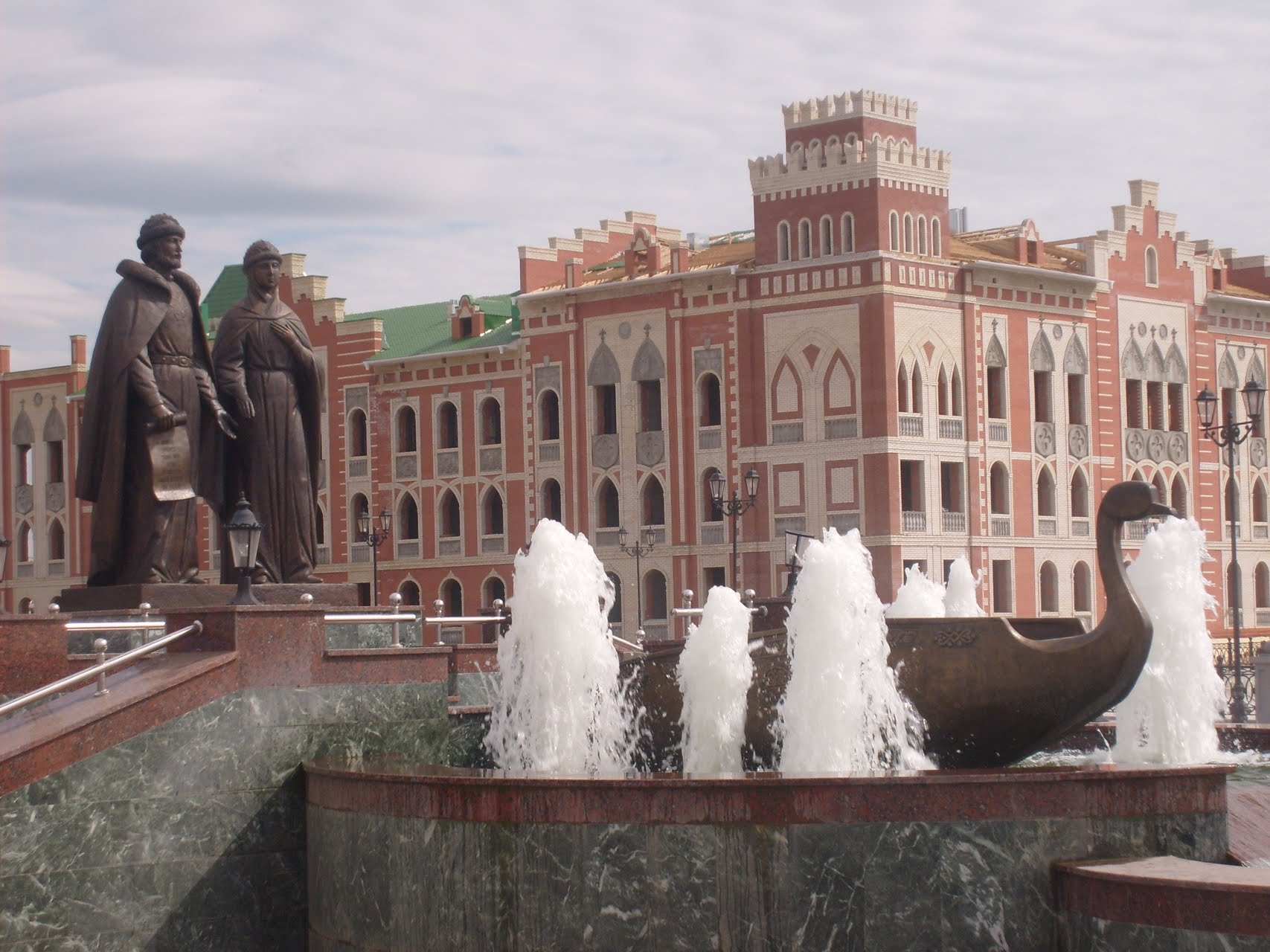
Памятник Петру и Февронии
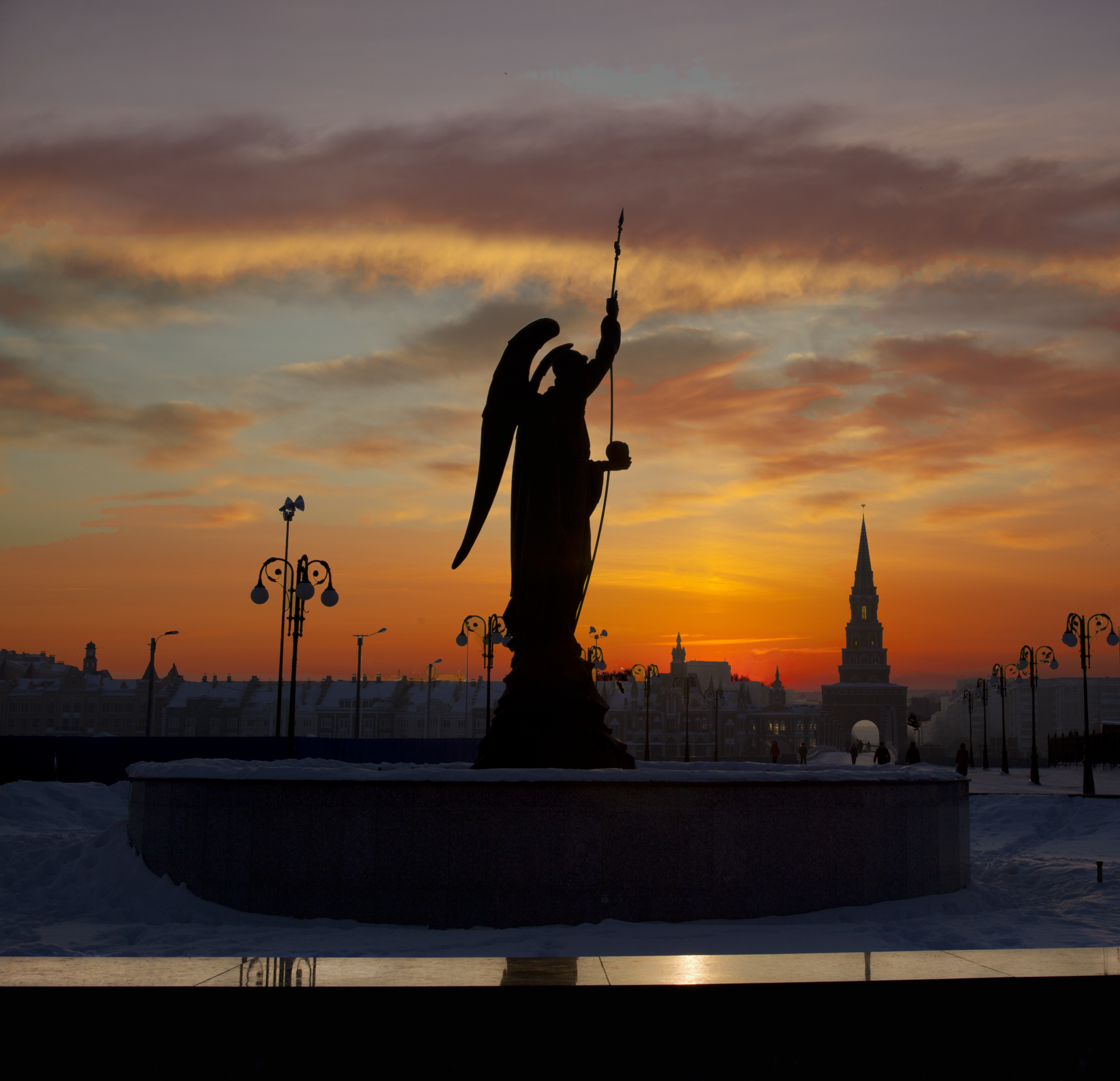
Скульптура архангела Гавриила
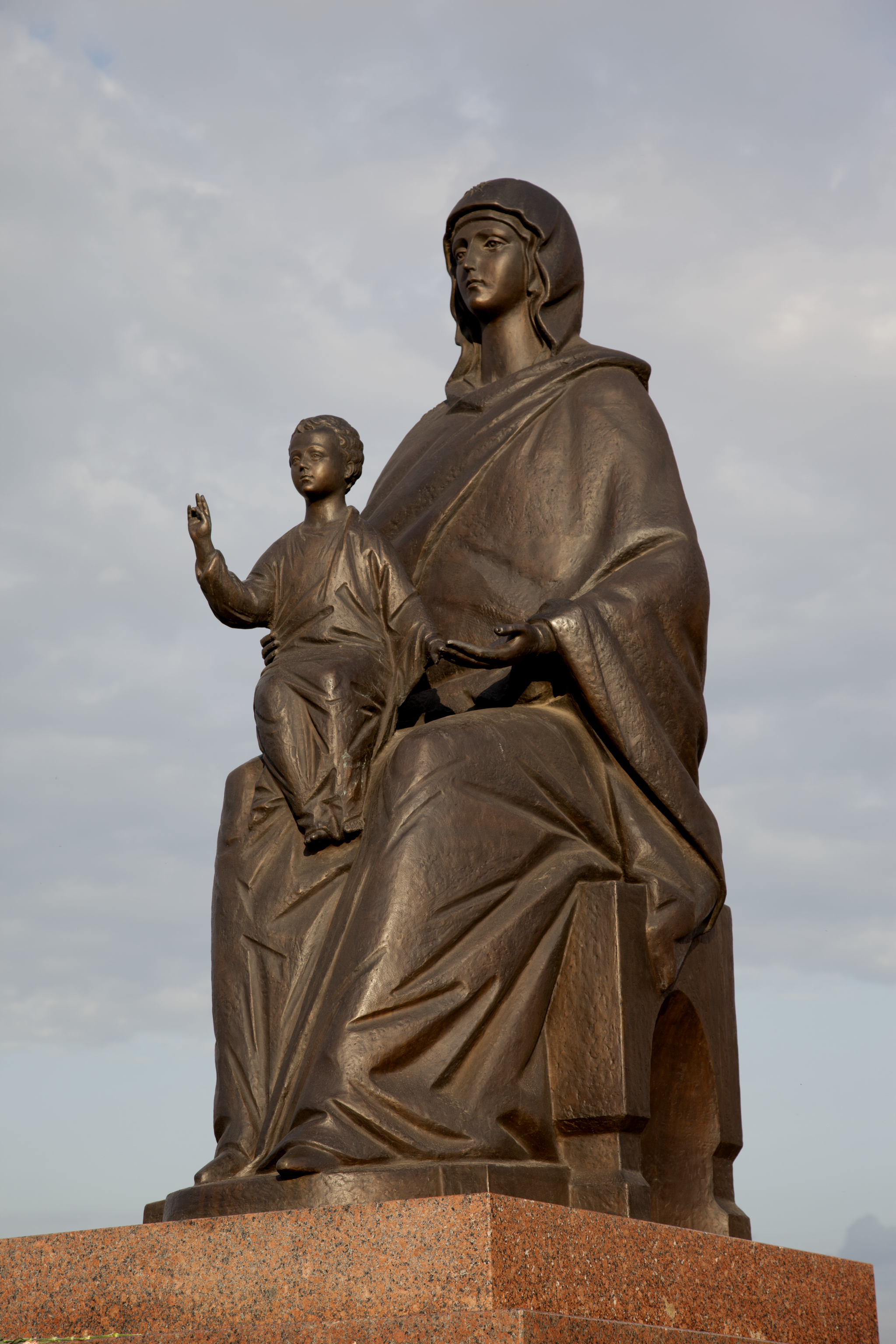
Скульптура Девы Марии с младенцем Христом
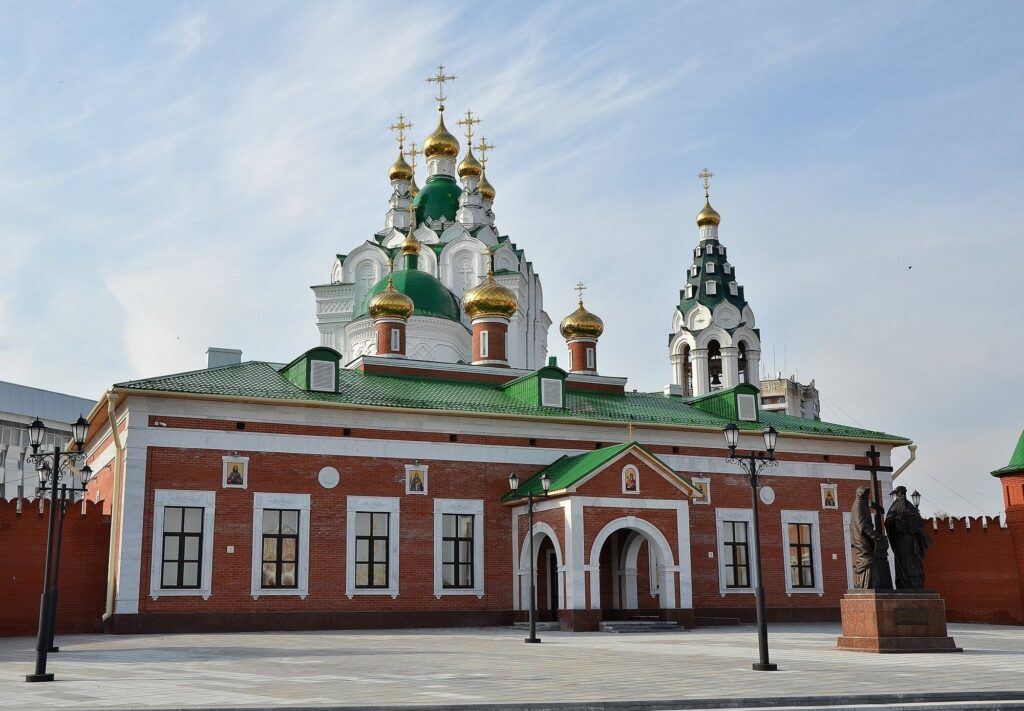
Памятник Кириллу и Мефодию перед Музеем истории православия

## Памятники спортсменам

### Памятный знак в честь Наты Бабушкиной

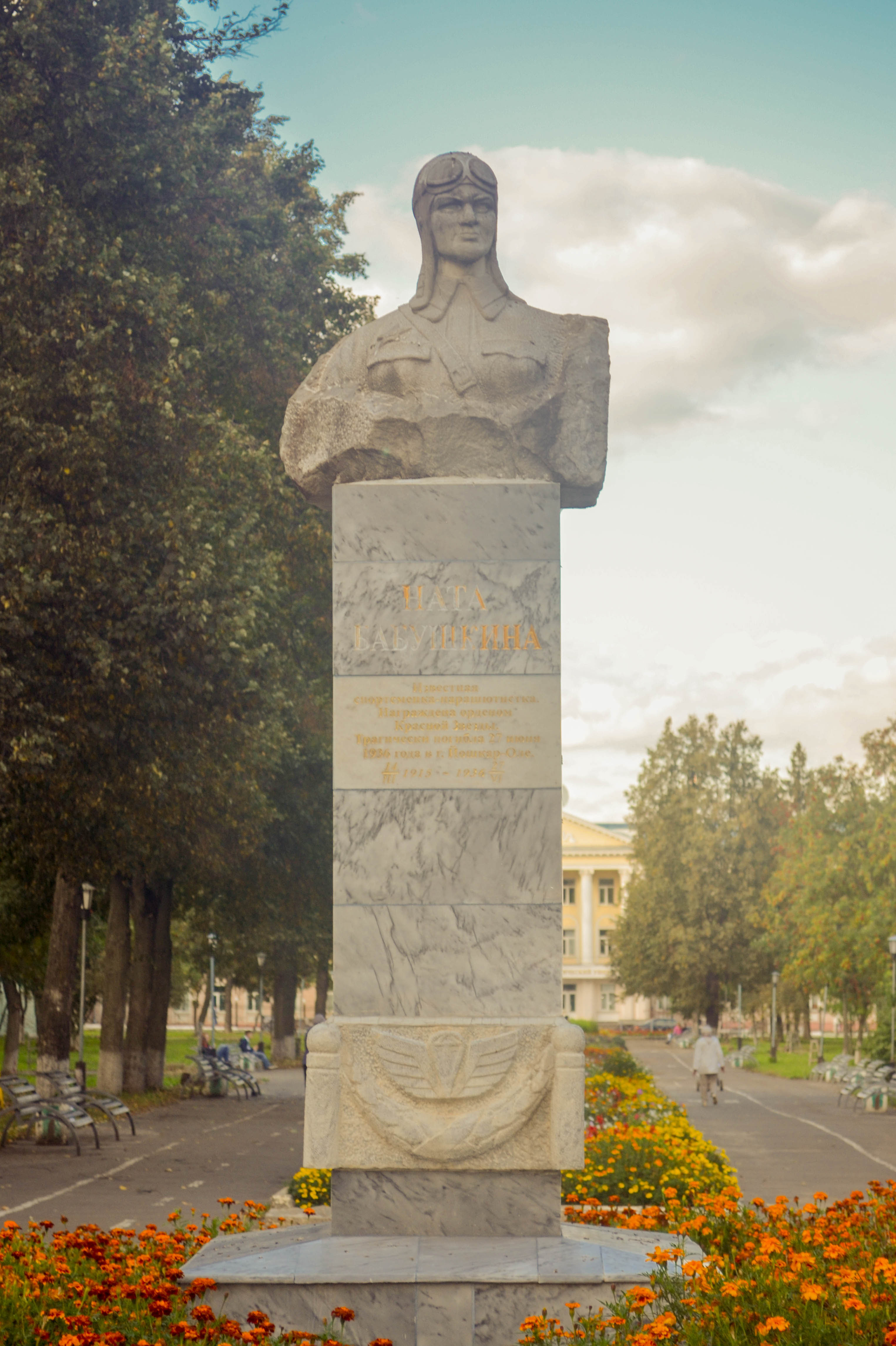
Памятный знак в честь Наты Бабушкиной

Памятный знак в честь парашютистки Надежды Васильевны Бабушкиной был установлен в одноимённом сквере в июле 1959 года, он представлял собой ксилолитный бюст, работы скульптора К. П. Блажнова. В 1983 году бюст был заменен на мраморный аналог, работы Н. И. Панфилова. Памятник представляет собой портретный бюст Н. Бабушкиной, высотой 100 см, установленный на постамент высотой 251 см. Является памятником монументального искусства местного значения, охраняется государством. В 2013 году, в преддверии 430-летия города, был отреставрирован постамент бюста и облагорожена прилегающая территория. На постаменте надпись:
Известная
спортсменка-парашютистка.
Награждена орденом
Красной Звезды.
Трагически погибла 27 июня
1936 года в г. Йошкар-Оле.{\displaystyle {\tfrac {14}{III}}} 1915 — 1936 {\displaystyle {\tfrac {27}{VI}}}
56°37′34″ с. ш. 47°53′24″ в. д.

## Памятники преемственности поколений

### «Древо жизни»

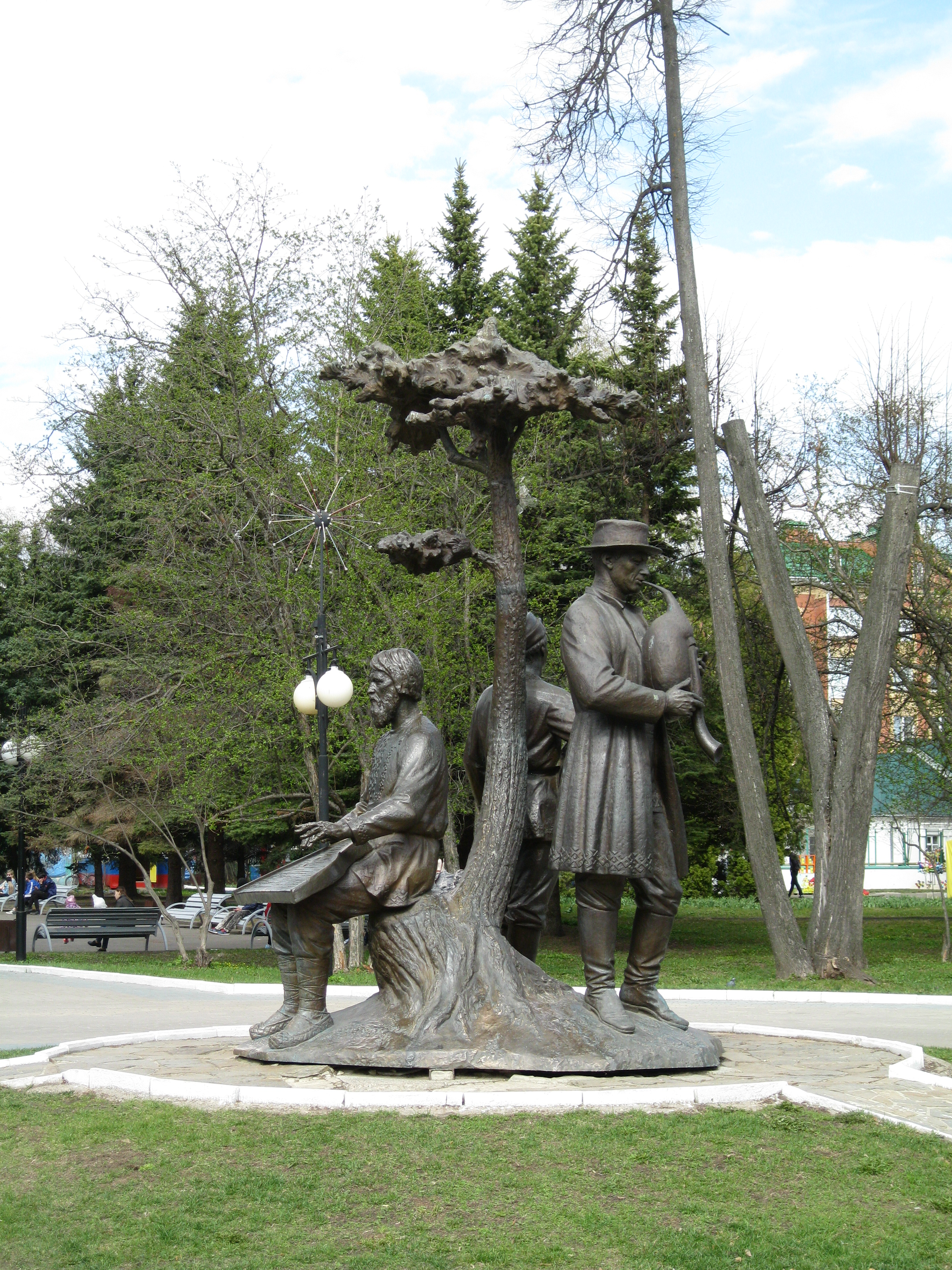
Скульптурная композиция «Древо жизни»

Торжественное открытие скульптурной композиции в Центральном парке культуры и отдыха состоялось 4 ноября 2008 года, в День народного единства и в 88-ю годовщину образования Республики Марий Эл. Автор — народного художника России Андрея Ковальчука, материал — бронза. Скульптура представляет собой трёхфигурную композицию — старец, мужчина и мальчик, в руках у которых находятся национальные музыкальные инструменты — гусли, волынка и барабан соответственно. Высота музыкантов — более трёх метров. Скульптура соответствует национальному колориту республики и отражает музыкальность марийского народа, в центре скульптурной группы — дерево, олицетворяющее символ жизни и преемственности поколений народов Марий Эл.
56°38′10″ с. ш. 47°53′28″ в. д.

### Скульптурная композиция «Богиня Савария» («Дружба», «Привет из Венгрии»)

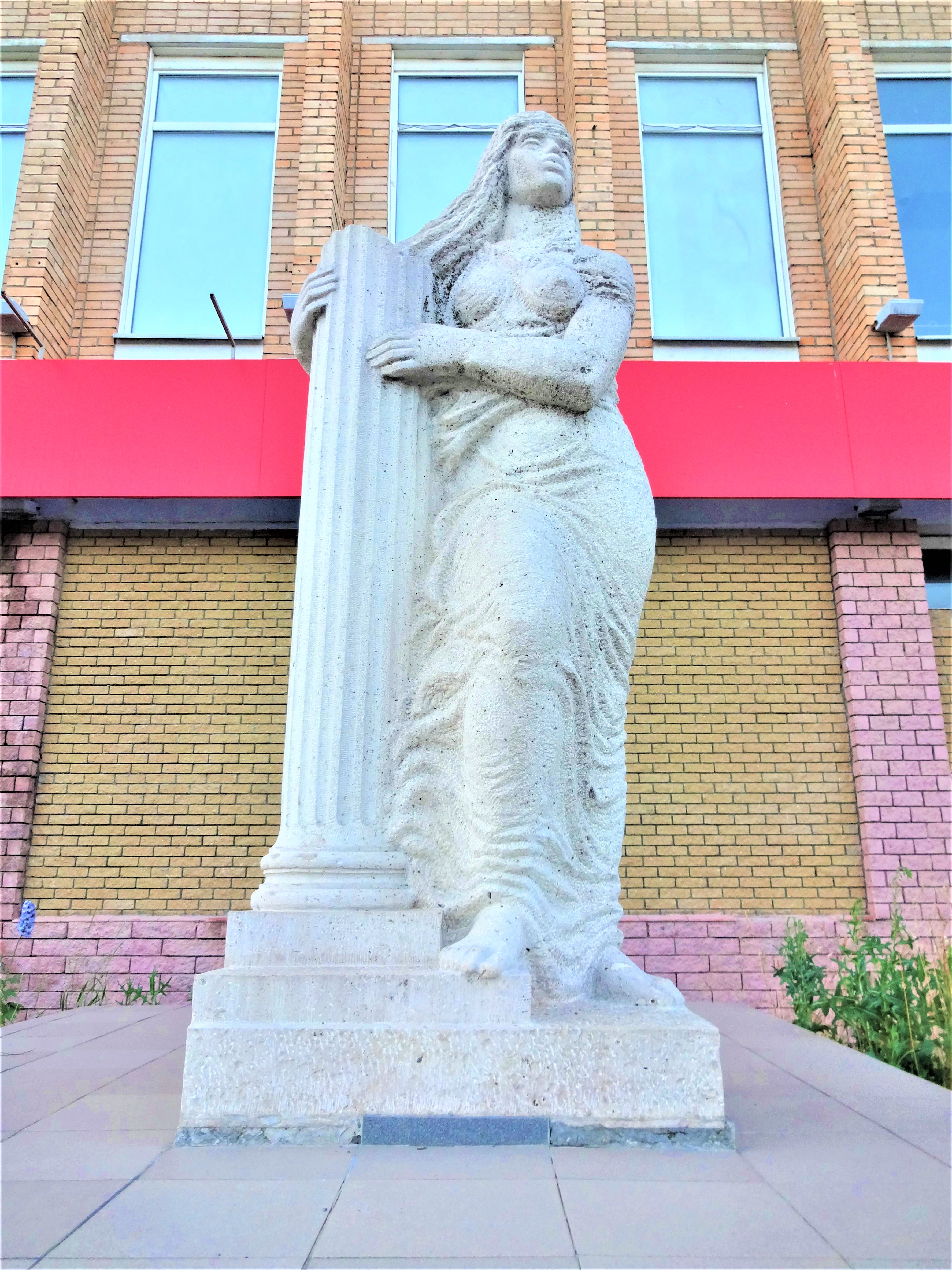
Скульптурная композиция «Богиня Савария»

Скульптура установлена 17 августа 1978 года, торжественно открыта 19 августа 1978 года в Сомбатхейском микрорайоне, у здания нового торгово-бытового комплекса «Савария» по адресу Ленинский проспект, дом 22А. Памятник является подарком от побратима Йошкар-Олы — венгерского города Сомбатхей, в знак укрепления марийско-венгерской и советско-венгерской дружбы. Автор — венгерский скульптор Михай Немет, архитектор — Петер Фазакаш, материал — известняк.
Скульптурная композиция располагается на пьедестале и представляет собой полноростовую скульптуру молодой венгерской девушки в античном одеянии, опирающуюся на колонну — остатки развалин древнеримского храма богини Исиды близ современного Сомбатхея. Молодая венгерка — это юность древней земли, послание из далёкого прошлого, символ жизни. Взгляд девушки устремлен в даль, что символизирует преемственность поколений и традиций венгерского народа через призму истории этого города: от его основания римлянами (под названием Савария) до установления побратимских отношений с Йошкар-Олой в советский период.
Место расположения скульптуры также выбрано не случайно: она располагается при въезде в Сомбатхейский микрорайон, словно встречая и приветствуя жителей города Йошкар-Олы от имени жителей венгерского Сомбатхея. Кроме того, взгляд девушки направлен на реку Малая Кокшага, которая впадает в Волгу, точно также как река Раба, протекающая по медье Ваш, впадает в Дунай, что символизирует общность территорий и единство финно-угорских народов.
56°37′38″ с. ш. 47°54′23″ в. д.

### Скульптура «Хлеб-соль»
Скульптурная композиция открыта в 1971 году на съезде Казанского и Сернурского трактов (ныне — пересечение улиц Эшкинина, Мира и Сернурского тракта). Авторы скульптуры — О. А. Дедов и А. И. Бутов. Скульптура представляет собой однофигурную композицию: на постаменте установлена фигура женщины, встречающая гостей города с «хлебом-солью». Материал — бетон. Является памятником монументального искусства местного значения.
56°38′38″ с. ш. 47°55′30″ в. д.

### Скульптура «Муза»
Установлена в 1990 году на крыльце здания проектного института «Марийскгражданпроект» по бульвару Победы, д. 5 (тогда — бульвар Свердлова). Скульптурная композиция однофигурна и представляет собой полноростовую женскую фигуру древнегреческой музы, сидящей на камне. Левая рука музы опирается на каннелированную колонну ионического ордера. Скульптура «определяет особую значимость архитектуры в ряду других видов изобразительного искусства». Материал — бетон. Автор скульптуры — В. Н. Савельев.
56°38′14″ с. ш. 47°53′02″ в. д.

### Мемориал жертвам политических репрессий
Идея установки памятного мемориала жертвам политических репрессий возникла ещё в конце 1980-х — начале 1990-х гг., в 1993 году на месте будущего комплекса по ул. Красноармейской был установлен закладной камень. Проект мемориала был разработан архитектором А. И. Галицким, его утверждение состоялось в 2007 году, активная стадия строительства началась в 2013 году. Открытие мемориала состоялось в день памяти жертв политических репрессий — 30 октября 2013 года. Средства на возведение мемориала были выделены из республиканского бюджета. Скульптурная композиция представляет собой облицованную гранитом бетонную стелу с колоколом — символом памяти, по обе стороны от которой расположена бетонная стена, с размещённой на ней тюремной решёткой и плитой с цитатой: 
... Мы помним поруганных здесь и убитых,
Мы знаем фамилии их палачей.
Никто не забыт и ничто не забыто
Из прошлых трагических лет и ночей...М. Цветаева
 Высота стелы — около 9 м, длина стены — около 8 м, высота стены — около 2,5 м. Вокруг мемориала будет благоустроен небольшой сквер.
56°38′20″ с. ш. 47°54′05″ в. д.

## Памятники материнству, детству, семье, любви и верности

### «Счастливая семья»
Торжественно открыт 10 августа 2007 года. Автор памятника — скульптор Андрей Ковальчук, инициатива создания принадлежит Главе Республики Марий Эл Леониду Игоревичу Маркелову. Материал — бронза. Скульптурная композиция, олицетворяющая счастливую молодую семью, состоит из трёх фигур: мужчины и женщины, которых держит за руки и ведёт вперед маленький мальчик. Памятник установлен на бульваре Победы, напротив городского перинатального центра, является вестником преобразований, светлой и радостной жизни, символом того, что высшей ценностью человека является семья и семейные традиции.
56°38′19″ с. ш. 47°52′43″ в. д.

### «Скамья любви и верности»

Скамья любви и верности на Бульваре Победы

Открытие скульптурной композиции состоялось 15 августа 2009 года и было приурочено к 425-летию Йошкар-Олы. «Скамья любви и верности» стала подарком компании «МегаФон» жителям города и была создана в рамках проекта «МегаФон дарит легенду». Скульптура представляет собой композицию из двух лебедей — символов неразлучности, чистой, нежной и верной любви, окутывающих своими крыльями скамейку специальной формы. Авторами выступили заслуженный художник Республики Марий Эл Сергей Яндубаев и заслуженный художник России Анатолий Ширнин. Работа над проектом началась в апреле 2009 года с изготовления глиняного макета скульптуры в натуральную величину, а завершилась отливкой в Казани. Материал — бронза, при отделке использован мрамор.

Перед скамьёй надпись: 
По преданию, пара лебедей —
символ верной и чистой любви.
Они подарят счастье всем,
кто к ним прикоснется.
56°38′15″ с. ш. 47°53′04″ в. д.

### Памятник молодоженам Грейс Келли и Ренье III
Открыт 27 апреля 2012 года на набережной Брюгге, у здания нового ЗАГСа. В основу композиции положена «свадьба века» актрисы Грейс Келли и Князя Монако Ренье III. Материал — бронза, автор — Андрей Ковальчук. Памятник является символом супружеской любви и верности.
56°37′59″ с. ш. 47°54′31″ в. д.

### Скульптура «Мать и дитя» («Материнство»)
Скульптура установлена в начале 1960-х годов на улице Карла Маркса, в сквере перед домом № 117, и представляет собой двухфигурную композицию: на правой руке женщины — маленький ребёнок, левая рука вытянута вперед в защитной позе. Символизирует желание матери уберечь ребёнка от внешних угроз, по одной из версий — от ядерной угрозы. Материал — бетон. В 2013 году, в преддверии 430-летия города, памятник был отреставрирован. В частности, была заново сделана часть левой руки. Является тиражированной скульптурой, аналогичный памятник установлен в городе Стародубе Брянской области, а также находится в частном музее скульптур советского прошлого в селе Буссевка Спасского района Приморского края.
56°37′14″ с. ш. 47°53′14″ в. д.

### Скульптурная композиция «Святое материнство»
Торжественно открыта 14 ноября 2018 года, в преддверии дня матери. Автор памятника — скульптор В. М. Карпеев, идея создания скульптуры принадлежит главному врачу ГБУ РМЭ «Перинатальный центр» Н. В. Сушенцову. Материал — бетон с мраморной крошкой, работа над проектом шла более 1,5 лет. Скульптурная композиция представляет собой фигуру беременной женщины, рядом с которой стоит маленькая дочка с куклой в руках. Скульптурная композиция установлена на бульваре Победы, на территории перинатального центра, является данью всем женщинам, жёнам и матерям, а также символом возрождения и укрепления семейных традиций.
56°38′18″ с. ш. 47°52′43″ в. д.

## Памятники в честь образования Марийской автономии

### Стела в честь 50-летия образования Марийской АССР

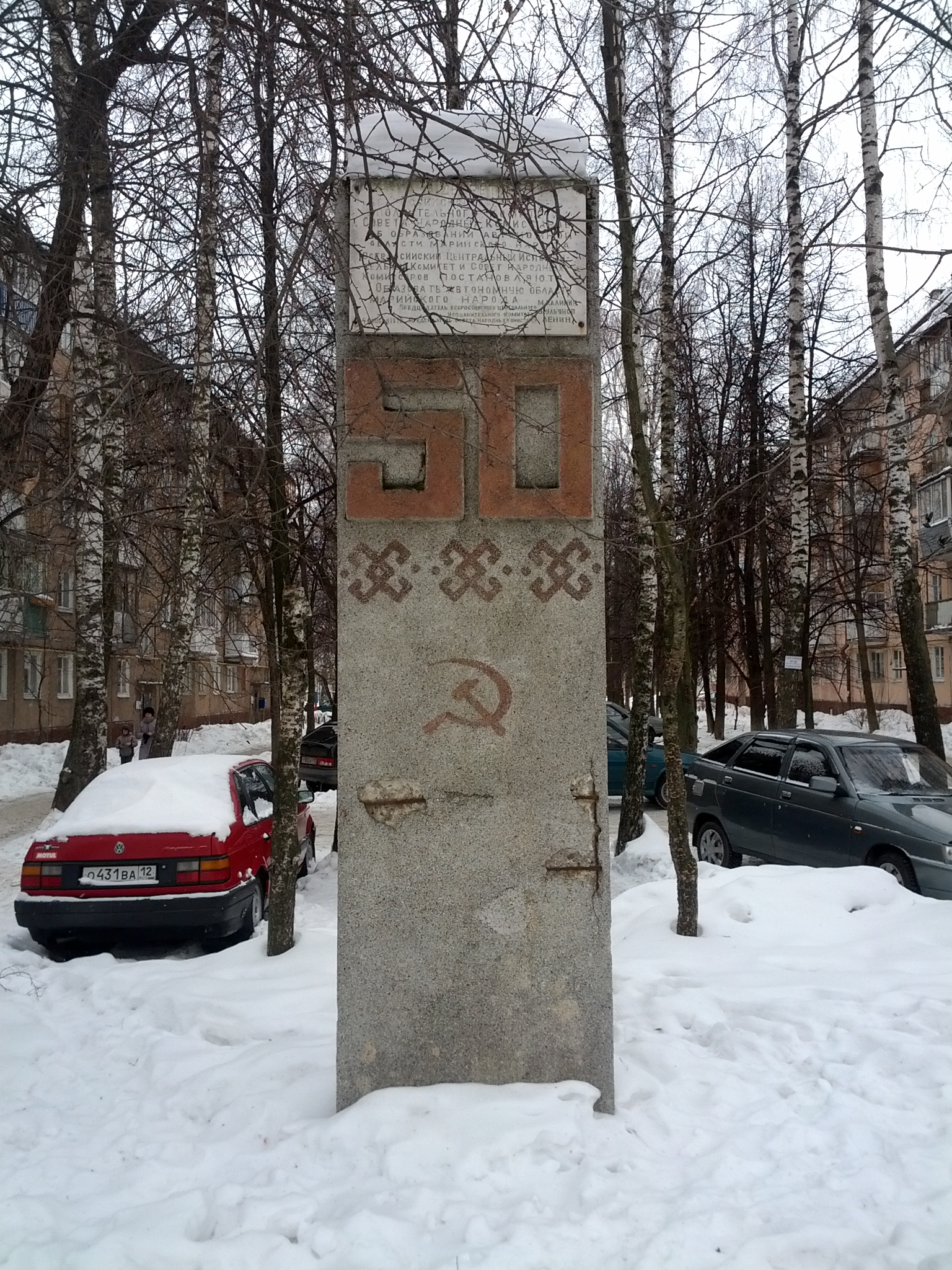
Стела в честь 50-летия образования Марийской АССР

Расположена на Первомайской улице, между домами № 173 и № 175. Установлена в 1970 году в честь 50-летия образования Марийской автономии. На стеле — цифра «50», акцентирующая внимание на круглой дате, под ней — марийский орнамент, символизирующий марийский народ, под ним — серп и молот, логотип, ассоциирующийся с главной советской государственной эмблемой. Сверху на прикреплённой табличке надпись: 
Декрет
Всероссийского Центрального
Исполнительного Комитета и
Совета Народных Комиссаров
об образовании автономной
области марийского народа
Всероссийский Центральный Исполни-
тельный Комитет и Совет Народных
Комиссаров постановляют
Образовать автономную область
марийского народа
Председатель Всероссийского Центрального Исполнительного Комитета М. Калинин
Председатель Совета Народных Комиссаров В. Ульянов Ленин
56°37′47″ с. ш. 47°52′54″ в. д.

## Скульптурные группы

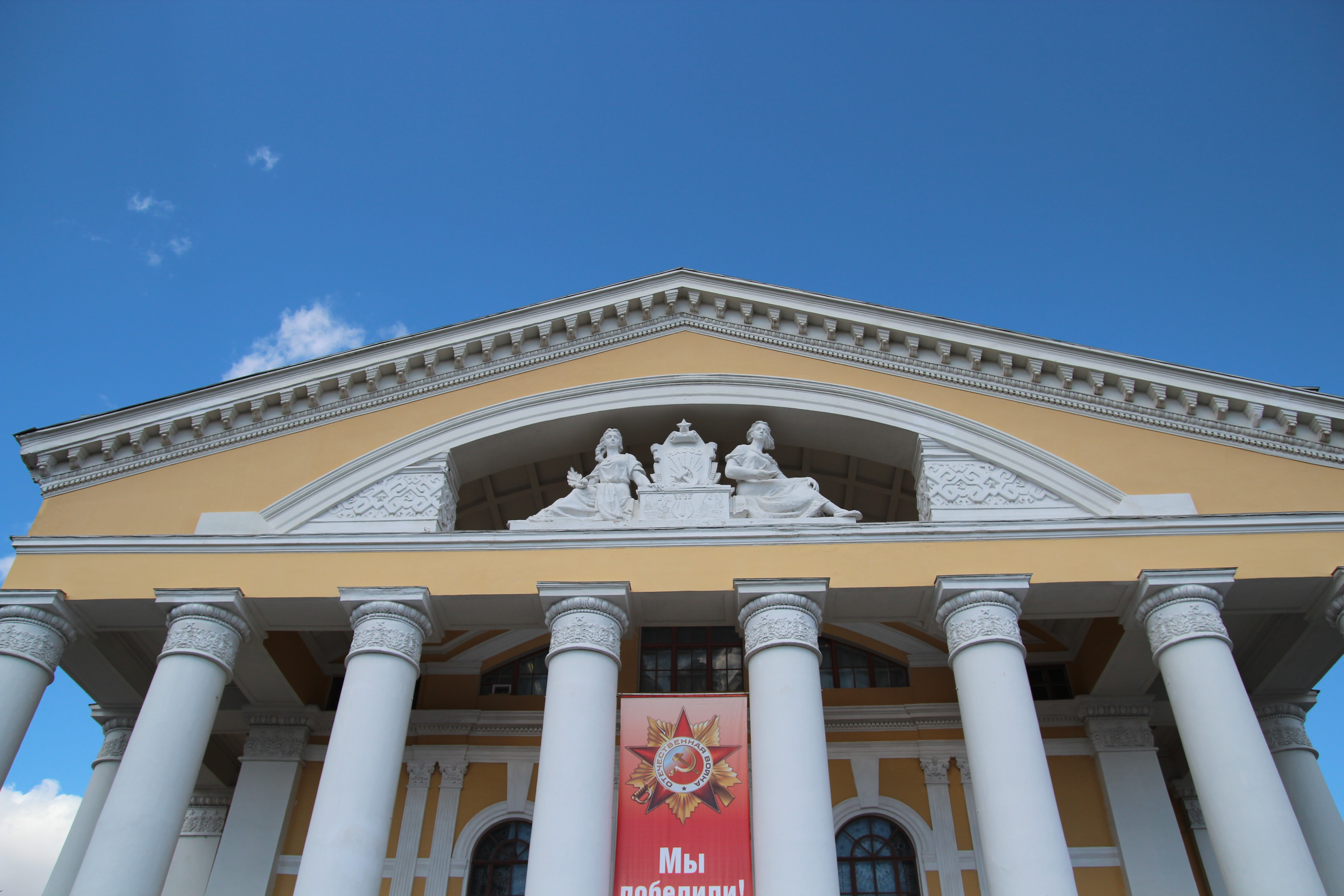
Скульптурная группа на фронтоне здания Марийского национального театра драмы имени М. Шкетана

### Скульптурная группа на фронтоне здания Марийского национального театра драмы имени М. Шкетана
Установлена осенью 1960 года на фронтоне здания Марийского национального театра драмы имени М. Шкетана (площадь им. Ленина, д. 2) в преддверии празднования 40-летия со дня основания Марийской автономной области. Скульптор — К. П. Блажнов. В центре скульптурной группы — герб Марийской АССР на стилизованном постаменте. Центральную часть постамента украшает рельефное изображение лиры, слева и справа от которой изображены профили героев драматических произведений. По обе стороны от постамента с гербом — полноростовые фигуры двух сидящих вполоборота девушек в образе муз. Скульптурная группа символизирует синтез искусств — сочетание драматического искусства с музыкальным.
56°37′53″ с. ш. 47°53′28″ в. д.

### Рельефная скульптура на фронтоне здания Марийского республиканского колледжа культуры и искусств имени И. С. Палантая

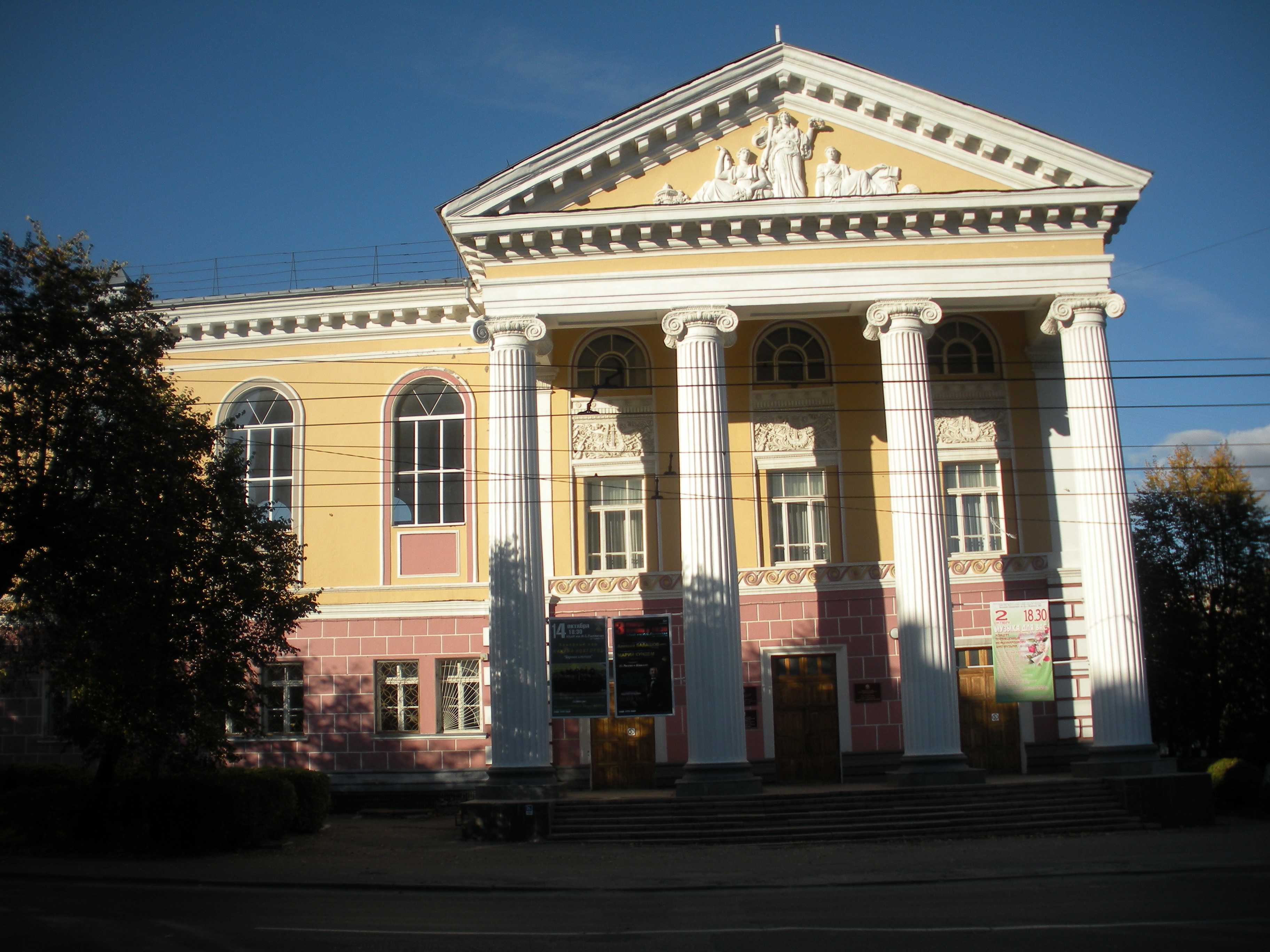
Рельефная скульптура на фронтоне здания Марийского республиканского колледжа культуры и искусств имени И. С. Палантая

Установлена в 1959 году на фронтоне здания Марийского республиканского колледжа культуры и искусств имени И. С. Палантая (ул. Пушкина, д. 26). Представляет собой рельефное изображение трёх девушек в образе муз — покровительниц науки и искусств. Центральная муза представляет собой полноростовую скульптуру в характерном одеянии, в правой руке — длинная труба, в левой — лавровый венок. Муза слева от центральной показана в полусидячем положении, в её правой руке — виола, в левой — смычок, у ног музы изображён вазон. Муза справа от центральной также показана в полусидячем положении, её правая рука опирается на пол, в левой — открытая книга на стилизованной каннелированной колонне, у ног музы — фигура земного шара. Рельефная скульптура символизирует синтез искусства и науки.
56°37′53″ с. ш. 47°53′28″ в. д.

## Малые городские формы

### Скульптурная композиция «Гранит науки»
Установлена 6 ноября 2012 года около 3-го корпуса Поволжского государственного технологического университета, в дни празднования 80-летия со дня основания ВУЗа. Скульптура представляет собой кусок гранита, сколотого с одного угла. Символизирует фразу «грызть гранит науки», процесс обучения, получение знаний. На камне — основные вехи истории университета, а также цитата М. В. Ломоносова: 
Науки юношей питают,
Отраду старым подают,
В счастливой жизни украшают,
В несчастный случай берегут.М. В. Ломоносов
 Вес камня — более тонны, высота — около 2 м. Скульптура — подарок попечительского совета ПГТУ и Ассоциации выпускников университета.
56°37′19″ с. ш. 47°53′09″ в. д.

### Знак «Нулевой километр»
Указатель «Нулевого километра» установлен вдоль здания главпочтамта города Йошкар-Олы по ул. Советская, 140. Является начальной точкой отсчёта расстояний в городе. Знак изготовлен из металла, акрила, ПВХ-плёнки, керамогранита и подсвечен люминисцентной электрикой.
56°37′57″ с. ш. 47°53′44″ в. д.

### Фигуры оленей
Установлены в 2013 году в сквере перед Йошкар-Олинским мясокомбинатом на Кокшайском проезде. Скульптурная композиция представляет собой полноростовую фигуру взрослого оленя с лежащим рядом оленёнком. Материал — полистоун.

### Фигура барса
Установлена при въезде на АЗС компании Татнефть по адресу Сернурский тракт, д. 2Б. Скульптурная композиция представляет собой фигуру барса, лежащего на стилизованном постаменте, имитирующем скалистую местность естественной среды обитания, и призвана символизировать заботу нефтяной компании об окружающей среде. Ранее также располагалась у АЗС на ул. Воинов-Интернационалистов, д. 26.

### Скульптура водопроводной задвижки

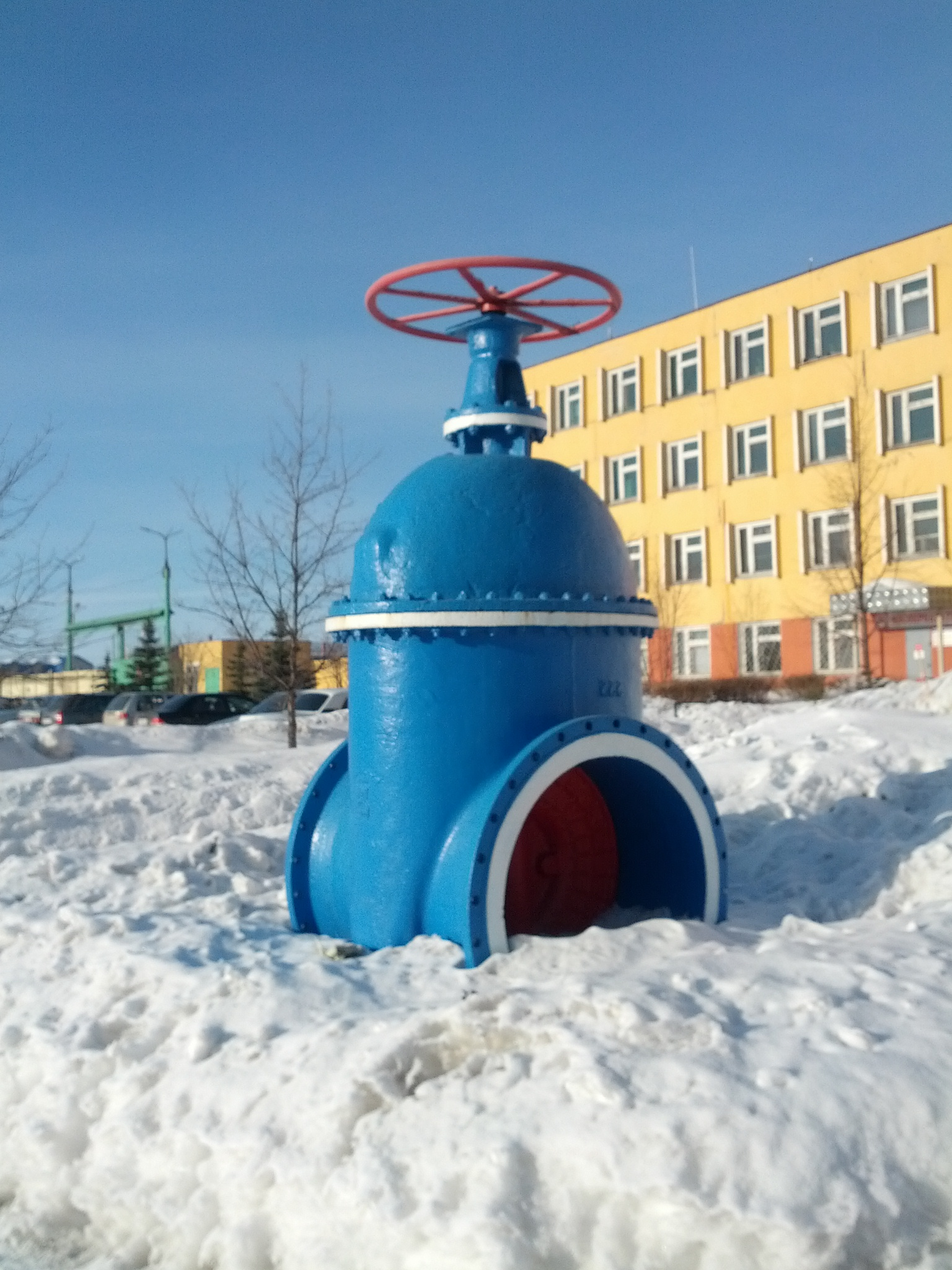
Скульптура водопроводной задвижки перед зданием Йошкар-Олинского водоканала

Установлена перед зданием Йошкар-Олинского водоканала (ул. Дружбы, д.2). Представляет собой масштабную скульптуру водопроводной задвижки.
56°39′14″ с. ш. 47°50′23″ в. д.

### Памятники перед зданием компании «Маригражданстрой»
Памятник молотку
Открыт 22 июля 2008 года перед офисом строительной компании «Маригражданстрой», президент которой выступил инициатором создания скульптуры. Длина — 4 метра, вес — 2,5 тонны. Скульптурная композиция представляет собой металлический молоток, вбивающий в землю гвоздь и является символичной данью людям, работающим в сфере строительства и благоустройства.
56°37′42″ с. ш. 47°53′33″ в. д.

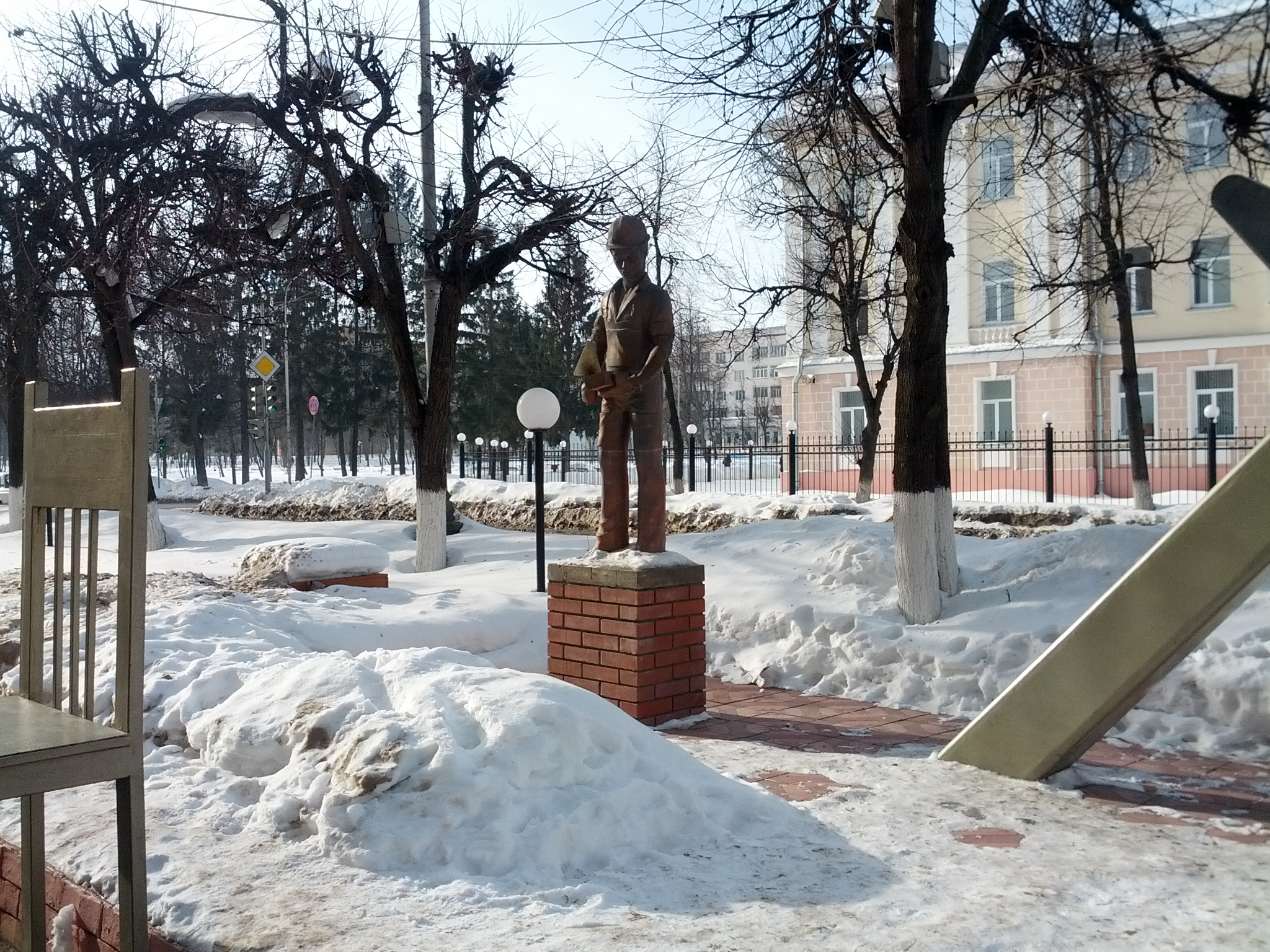
Памятник каменщику
Установлен в октябре 2008 года, находится перед входом в главный офис строительной компании «Маригражданстрой». Идея установки принадлежит президенту компании — Геннадию Петровичу Александрову. На кирпичном постаменте в полный рост расположена бронзовая фигура каменщика с кирпичом в левой руке и мастерком — в правой. Скульптурная композиция является символичной данью людям, работающим в сфере строительства.
56°37′41″ с. ш. 47°53′33″ в. д.

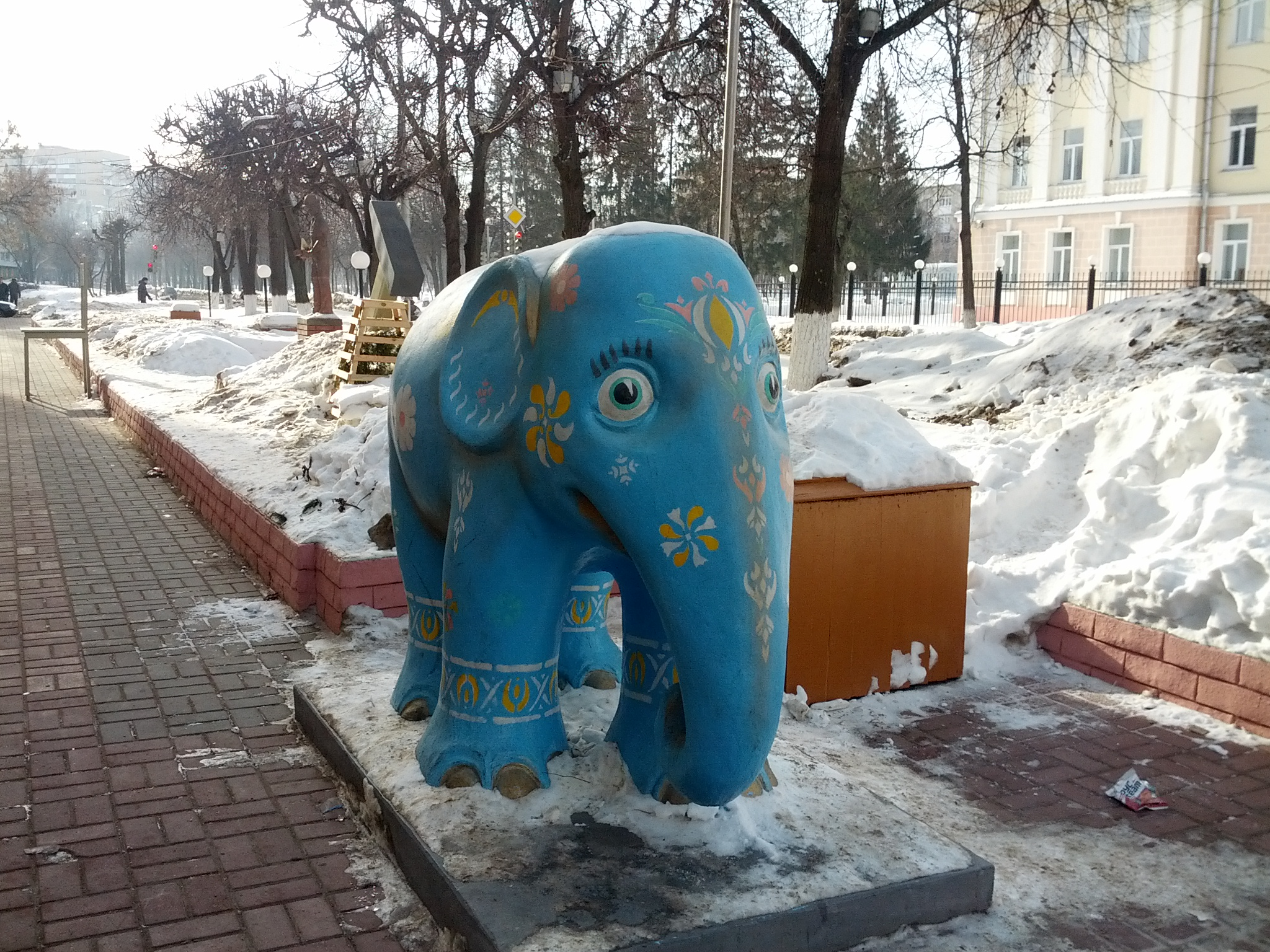
Скульптура слонёнка
Была установлена 25 июня 2012 года перед входом в главный офис строительной компании «Маригражданстрой». 13 сентября 2017 года скульптура была перенесена на территорию Бауманского лицея (ул. Машиностроителей, д. 44а) и в настоящее время установлена на перекрестке улиц Машиностроителей и Баумана. Идея установки принадлежит президенту компании — Геннадию Петровичу Александрову. Материал — бетон, работа над проектом шла 2 месяца. Скульптурная композиция состоит из фигуры слонёнка голубого цвета, который является символом доброты, щедрости и достатка.
Памятник стулу
Установлен в 2008 году. Находится перед главным входом в главный офис строительной компании «Маригражданстрой».
56°37′42″ с. ш. 47°53′33″ в. д.

### «Ода российской бурёнке»
Памятник открыт 25 декабря 2009 года перед зданием Министерства сельского хозяйства и продовольствия Республики Марий Эл и представляет собой двухфигурную композицию коровы и телёнка в натуральную величину. Автор — заслуженный художник республики Владимир Карпеев. Материал — бетон. Работа над проектом заняла около двух лет.
56°38′24″ с. ш. 47°53′47″ в. д.

### Скульптурная композиция «Йошкин кот» (Марийский государственный университет)

Скульптурная композиция «Йошкин кот»

Установлена 27 июня 2011 года у главного входа в Марийский государственный университет. Скульптурная композиция представляет собой фигуру кота, вальяжно расположившегося на скамейке, под ним — импровизированная газета «Голос правды», рядом — рыбий скелет. Этимология именования кота восходит к эвфемизму «ёшкин кот», где буква «ё» заменяется на «йо», что созвучно названию города. Авторы памятника — художники Сергей Яндубаев, Анатолий Ширнин и Алексей Шилов. Инициатива создания принадлежит Главе Республики Марий Эл Леониду Игоревичу Маркелову, идея и средства на реализацию — меценату Сергею Парамонову, о чём свидетельствует соответствующая надпись «Дар городу от Парамонова С. В.». Отлит в Казани, материал — бронза, вес скульптуры — 150 кг. Кот, с которого был сделан эскиз принадлежит авторам проекта и проживает в их мастерской. Со временем сложились определённые приметы, связанные со скульптурой кота, считается, что если потереть коту нос или лапу, то это принесёт удачу. 1 июня 2018 года точная копия скульптуры была установлена в городе Симферополь.
56°37′52″ с. ш. 47°53′19″ в. д.

### Скульптурная композиция «Йошкин кот» (улица Воинов-Интернационалистов)
Установлена 16 июня 2015 года у дома № 26а по улице Воинов-Интернационалистов. Открытие скульптурной композиции состоялось 17 июня 2015 года и было приурочено к открытию нового универсама. Скульптура представляет собой фигуру кота во фраке с галстуком-бабочкой и круглых очках, расположившегося на задних лапах у стилизованного фонарного столба. В правой лапе кот держит монетку.
56°38′08″ с. ш. 47°55′20″ в. д.

### Скульптурная композиция «Йошкина кошка»

Скульптурная композиция «Йошкина кошка»

Была установлена 26 сентября 2013 года у дома № 2 по проспекту Гагарина. Открытие скульптурной композиции состоялось 15 октября 2013 года и было приурочено к открытию одноимённого кафе. 12 августа 2017 года скульптурная композиция была перенесена и в настоящее время находится у входа в здание кафе по адресу Архангельская Слобода, дом 7. Скульптура представляет собой фигуру лежащего кота, кончиком лапы придерживающего убегающую мышь, и расположившейся рядом кошки в импровизированном платье и с украшением на шее. Скульптура изготовлена в Зеленодольске по пластилиновому макету, на изготовление ушло 4,5 месяца, отлита из полимерных материалов. Этимология названия скульптурной композиции «Йошкина кошка» связана со скульптурой «Йошкин кот», установленной у главного входа в Марийский государственный университет. Автор проекта — скульптор Эдгар Филиппов.
56°37′58″ с. ш. 47°54′07″ в. д.

### Памятники героям сказок у Царевококшайского кремля

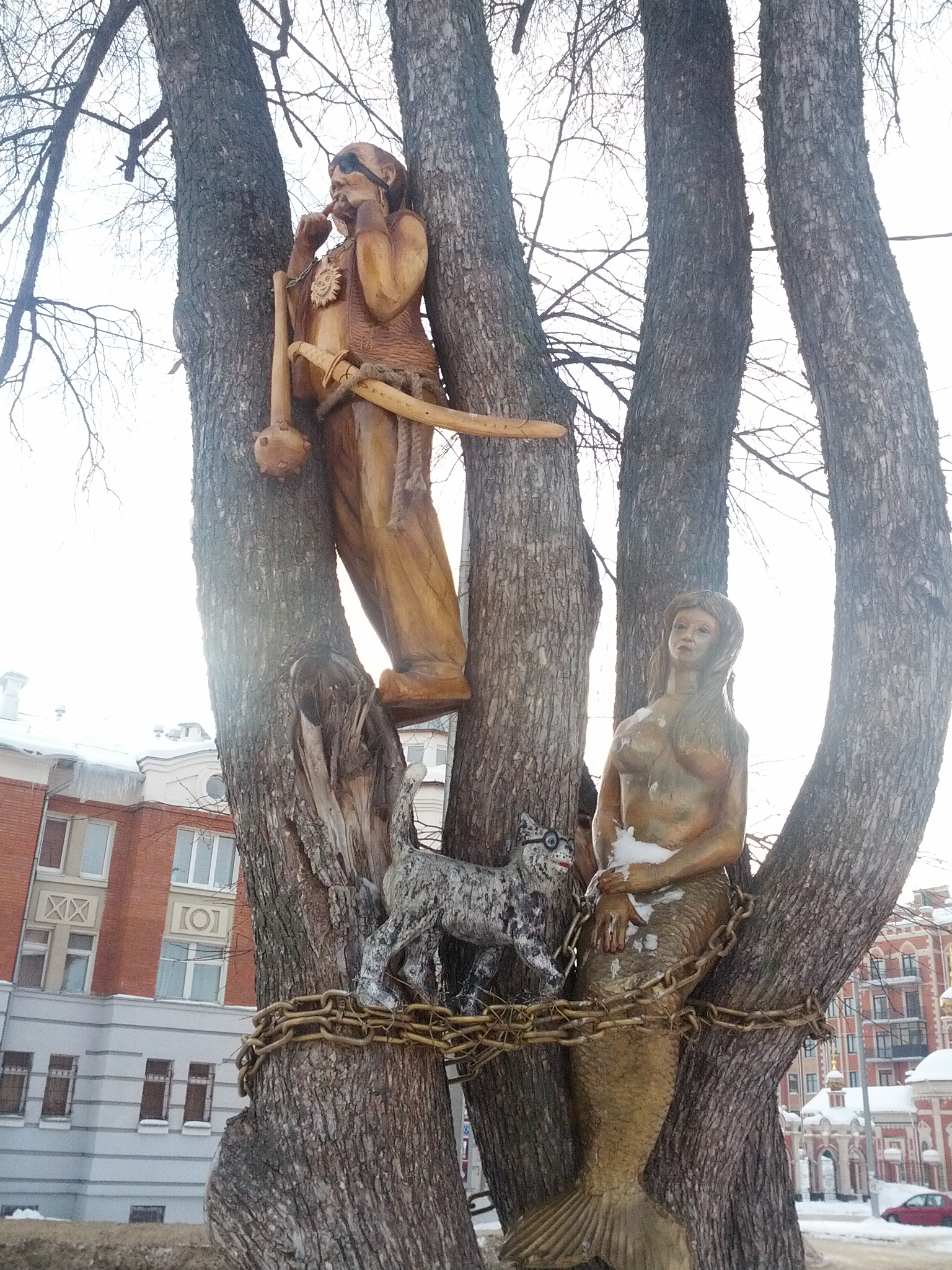
Скульптуры Соловья-разбойника, русалки и кота учёного

56°38′16″ с. ш. 47°54′05″ в. д.
Скульптурная композиция «Русалка и кот учёный»
Установлена 20 апреля 2012 года на Вознесенской улице, между информационно-туристским центром «Царевококшайский Кремль» и домом № 105 по улице Советской. Скульптурная композиция двухфигурна: на настоящем дереве сидит русалка, вокруг неё — цепь, по которой ходит кот учёный. Скульптуры олицетворяют героев произведений А. С. Пушкина, установлены на средства спонсоров. Авторы памятника — Сергей Слесарев и художник Геннадий Ефимов, материал — липа, работа над проектом шла 1 месяц.

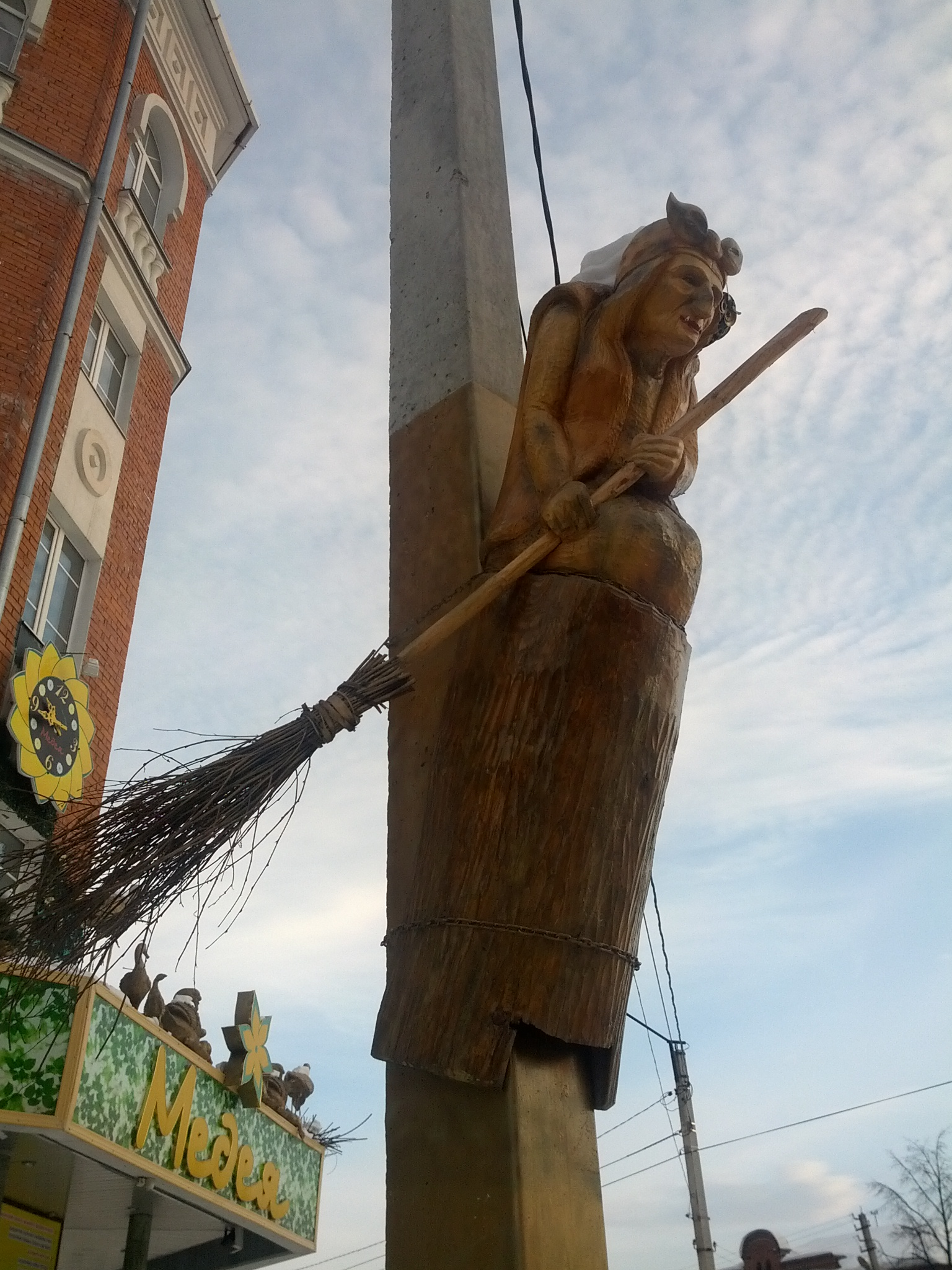
Скульптура Бабы Яги
Установлена 23 августа 2012 года на Вознесенской улице, между информационно-туристским центром «Царевококшайский Кремль» и домом № 105 по улице Советской. Скульптурная композиция однофигурна: на стилизованном фонарном столбе — фигура Бабы Яги в ступе с метлой и совой на плече. Установлена на спонсорские деньги. Авторы памятника — Сергей Слесарев и художник Геннадий Ефимов, материал — дерево, работа над проектом шла 3 месяца.
Скульптура Соловья-разбойника
Установлена 20 сентября 2012 года на Вознесенской улице, между информационно-туристским центром «Царевококшайский Кремль» и домом № 105 по улице Советской. Скульптурная композиция однофигурна: на дереве расположена полноростовая фигура Соловья-разбойника с булавой в руке. Авторы памятника — Сергей Слесарев и художник Геннадий Ефимов, материал — ель, работа над проектом шла около 2 месяцев.
Скульптура Кощея Бессмертного
Установлена 2 мая 2013 года на Вознесенской улице, между информационно-туристским центром «Царевококшайский Кремль» и домом № 105 по улице Советской. Скульптурная композиция однофигурна: на фонарном столбе — фигура Кощея Бессмертного, сидящего на сундуке с мечом в руках и короной на голове.
Скульптурная композиция «Богатыри»
Композиция представляет собой скульптуры шести богатырей: русских Святогора, Ильи Муромца и Садко, а также марийского великана Онара и богатырей Чоткара и Акпарса. Фигуры Святогора и Онара были установлены в середине июня 2013 года, Ильи Муромца и Чоткара — 31 августа 2013 года. Позже, к установленным богатырям прибавились ещё два: русский Садко, а также марийский Акпарс. Материал всех фигур — дерево Скульптурная композиция расположена на улице Вознесенской, рядом с информационно-туристским центром «Царевококшайский Кремль» и домом № 105 по улице Советской и призвана символизировать единение русского и марийского народа.
Скульптурная композиция «Буратино, Лиса Алиса и Кот Базилио»
Установлена 25 июля 2013 года у дома № 105 по улице Советской. Композиция представляет собой скульптуры героев произведения А. Н. Толстого «Золотой ключик, или Приключения Буратино», а именно Буратино, Лисы Алисы и Кота Базилио. Материал — дерево.

### Скульптуры лося и медведя
Скульптура лося установлена 26 мая 2014 года перед зданием Дворца культуры им. В. И. Ленина. Скульптурная композиция представляет собой полноростовую фигуру лося на стилизованном постаменте. Высота скульптуры лося — 2,2 м, материал — стеклопластик. Позже, 30 мая 2014 года рядом со скульптурой лося установили полноростовую фигуру медведя. Высота скульптуры медведя — 1,8 м, материал — стеклопластик. Идея установки скульптур принадлежит директору дворца культуры.

### Копия Эйфелевой башни
Установлена 14 июля 2014 года на проспекте Гагарина, возле дома № 14. Представляет собой точную уменьшенную копию (1:100) знаменитой парижской Эйфелевой башни. Высота композиции — 3,5 м. Башня изготовлена в одной из мастерских Йошкар-Олы.
56°37′37″ с. ш. 47°53′10″ в. д.

### Фигуры героев советских мультфильмов
Установлена возле Царевококшайского Кремля. Композиция представляет собой фигуры героев советских мультфильмов: чудовище из «Аленького цветочка», Алёнушку, водяного из сказки «Летучий корабль», старичка-лесовичка из сказки «Дудочка и кувшинчик» и гриб из мультфильма «Грибок-теремок».

### Знак «Место для селфи»

#### «Обнимашки»
Открыт 8 августа 2015 года на аллее Центрального парка культуры и отдыха и является подарком ко Дню города от газеты «Марийская правда». Представляет собой стилизованный дорожный знак с надписью «Обнимашки» и изображением фигур двух обнимающихся анимационных персонажей в футболках с аббревиатурой «МП». Место установки выбрано неслучайно — с указанной точки можно сделать селфи с узнаваемыми достопримечательностями города на заднем плане: главным входом в Центральный парк культуры и отдыха, а также Благовещенской башней и видом на бульвар Чавайна..

#### «Целовашки»
Открыт 8 августа 2015 года на бульваре Победы и является подарком ко Дню города от газеты «Марийская правда». Представляет собой стилизованный дорожный знак с надписью «Целовашки» и изображением фигур двух целующихся анимационных персонажей в футболках с аббревиатурой «МП». Место установки выбрано неслучайно — с указанной точки можно сделать селфи с узнаваемыми достопримечательностями города на заднем плане: Монументом Воинской Славы и Центральным парком культуры и отдыха.

### Стела «Я люблю МарГУ»
Установлена 19 июля 2016 года перед входом в главный корпус Марийского государственного университета. Стела представляет собой рамный каркас в виде графического элемента в форме галки из алюмокомпозита белого цвета с объемным сердцем красного цвета и надписью «Я люблю МарГУ». Размеры галки 2,22 на 1,41 м, размер постамента 3×1 м. Идея установки стелы принадлежит студентам и выпускникам университета.

### Памятник букве «Й»
Открыт 22 октября 2016 года. Изначально композиция была установлена во дворе дома 26 по улице Воинов-Интернационалистов перед входом в трактир «Тёплая речка». Впоследствии памятник был перенесен к новому зданию трактира и сейчас располагается по адресу Красноармейская слобода, д. 61. Представляет собой деревянную букву «Й» с элементами декоративной ковки на стилизованном каменном постаменте. Материал — сосна, высота памятника — более 1,5 м, мастер — Андрей Киселёв. Скульптурная композиция символизирует первую букву в названии города. Является даром городу от семьи Антроповых, о чём свидетельствует надпись на табличке, прикреплённой к букве:
Йошкар-Оле!
Любимому и
единственному
городу в России
на букву «Й»

от семьи Антроповых
56°38′38″ с. ш. 47°54′59″ в. д.

### Солнечные часы
Установлены 29 августа 2017 года в сквере на Воскресенской набережной в рамках проекта «Формирование современной городской среды». Представляют собой горизонтальные солнечные часы, состоящие из двух частей: кадрана и гномона. Кадран установлен параллельно плоскости горизонта, гномон наклонен к северу на угол, соответствующий географической широте Йошкар-Олы. Ранее на данном месте был установлен памятник Александру Андреевичу фон Келлеру.
56°37′58″ с. ш. 47°54′03″ в. д.

### Памятник мотоциклу «Урал»

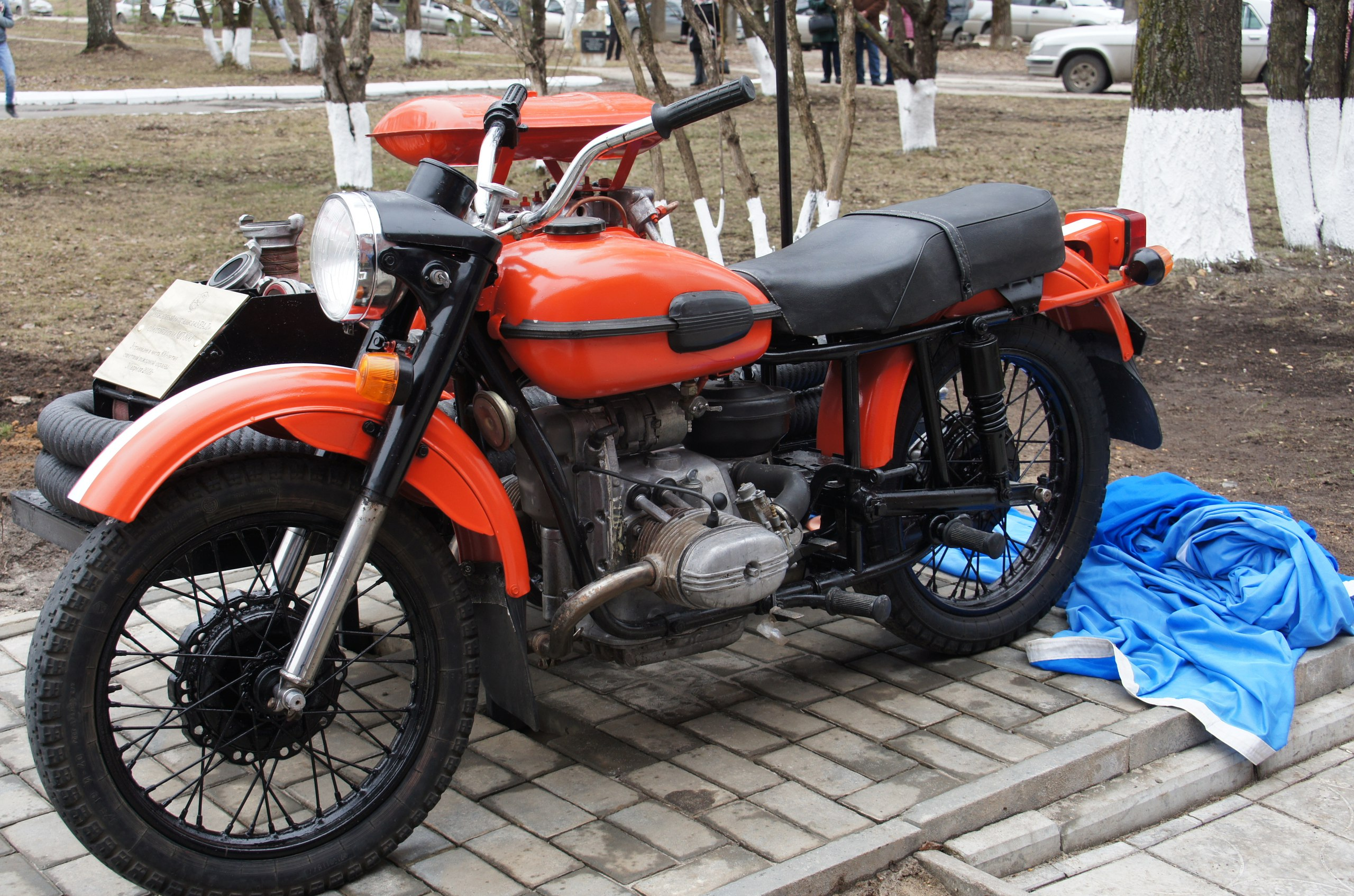
Раритетный мотоцикл «Урал» с мотопомпой

Открыт 28 апреля 2018 года в год 100-летия Советской пожарной охраны и в преддверии Дня пожарной охраны России на территории 4-й пожарно-спасательной части в городе Йошкар-Оле по адресу ул. Героев Сталинградской Битвы, д. 12.
Представляет собой отреставрированный сотрудниками части раритетный мотоцикл «Урал» с мотопомпой МП-800, которые использовались в работе пожарной охраны в 60-80-е гг. XX века. Памятник посвящен сотрудникам пожарной охраны, которые находятся на круглосуточном дежурстве и защищают людей и имущество от пожаров.
56°37′44″ с. ш. 47°56′44″ в. д.

### Скульптурная композиция «Почтальон Печкин»
Установлена 1 июня 2018 года в Международный день защиты детей у дома № 156А по улице Якова Эшпая, перед входом в редакцию газеты «Пенсионер — Ваш друг и советчик» и «Семейной газеты». Идея установки скульптуры принадлежит Оксане Анатольевне Стариковой — главному редактору вышеуказанных изданий. Скульптурная композиция представляет собой полноростовые фигуры персонажей серии мультипликационных фильмов про Простоквашино — почтальона Печкина, кота Матроскина и галчонка. Почтальон Печкин показан в жёлтом длинном плаще, сапогах, зелёном свитере и шапке, через его плечо перекинута стилизованная сумка-почтальонка с газетами. По правую руку от Почтальона Печкина изображен кот Матроскин, который держит в лапах кувшин с молоком. На левом плече Почтальона Печкина сидит галчонок. Материал скульптуры — бетон.
56°38′12″ с. ш. 47°52′52″ в. д.

### Памятник «Марийскому подкоголю»
Открыт 20 октября 2018 года около дома № 61 по Красноармейской слободе, у здания трактира «Тёплая речка». Композиция представляет собой металлическую тарелку с импровизированным подкоголем по центру. Вес композиции около 100 килограмм, диаметр — 1,5 метра. Установлен в честь 100001 подкоголя, приготовленного в трактире. Скульптурная композиция символизирует национальное марийское блюдо — Подкогыльо, о чём свидетельствует надпись на памятной табличке:
Памятник
Марийскому подкоголю
(мар. подкогыльо) самому
популярному и
традиционному
Марийскому блюду

г. Йошкар-Ола, 20.10.2018 г.
Трактир «Тёплая речка»
56°38′38″ с. ш. 47°54′59″ в. д.

### Памятник героям мирного времени пожарным и спасателям

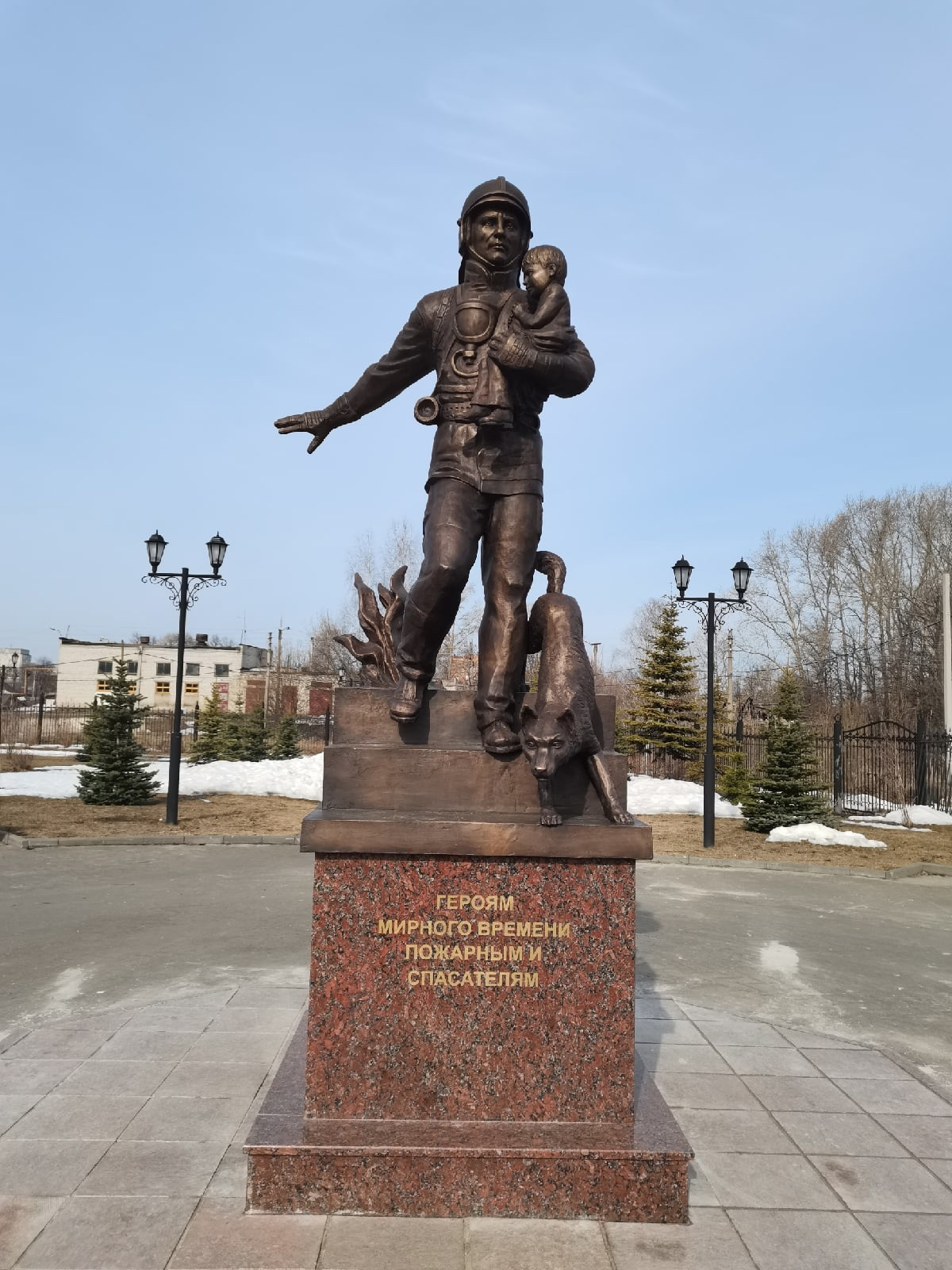
Памятник пожарным и спасателям

Открыт 29 апреля 2021 года в Воскресенском парке. Закладной камень на его месте существовал с 27 июня 2017 года. Авторами являются скульпторы Анатолий Ширнин и Сергей Яндубаев. В центре композиции — бронзовая фигура мужчины-пожарного с ребёнком на руках. Позади — языки пламени, слева от скульптуры — собака-помощник. На постаменте золотистыми буквами выбита надпись «Героям мирного времени пожарным и спасателям».
56°38′29″ с. ш. 47°54′49″ в. д.

## Мемориальные и памятные доски
- Мемориальная доска Эшкинину Андрею Карповичу — установлена в 1979 году на доме № 2 по ул. Эшкинина в честь Андрея Карповича Эшкинина — марийского журналиста, литератора, общественного и партийного деятеля Марийской СССР. Решение об установке мемориальной доски принято на основании соответствующего решения исполкома Йошкар-Олинского городского Совета народных депутатов от 14 марта 1979 года «Об увековечении имен замечательных людей и о мерах по улучшению содержания памятников истории и культуры в г. Йошкар-Оле». Также, на основании этого решения, улица вдоль дамбы в Сомбатхейском микрорайоне была названа улицей Эшкинина[126].
- Мемориальная доска Петрову Ивану Петровичу — установлена в 1979 году на доме № 2 по ул. Петрова в честь Ивана Петровича Петрова — марийского общественного и партийного деятеля. Решение об установке мемориальной доски принято на основании соответствующего решения исполкома Йошкар-Олинского городского Совета народных депутатов от 14 марта 1979 года «Об увековечении имен замечательных людей и о мерах по улучшению содержания памятников истории и культуры в г. Йошкар-Оле». Также, на основании этого решения, Парковая улица в Сомбатхейском микрорайоне была переименована в улицу Петрова[126].

## Указатели и информационные стойки

### Туристско-информационные указатели
В Йошкар-Оле установлено 14 туристско-информационных указателей и информационных стоек в рамках внедрения унифицированной системы туристской навигации и программы по развитию внутреннего и въездного туризма. Работа по установке информационных стоек проводилась в рамках проекта «Образ, бережно хранимый» Туристско-информационного центра г. Йошкар-Олы при Музее истории города. На указателях и информационных стойках отмечены основные достопримечательности города, культурные и религиозные объекты города. На одной стороне информационного стенда указана информация об истории архитектурного или религиозного объекта, на другой стороне расположена карта города с основными достопримечательностями. Текст на стрелках указателя дублируется на русском, марийском и английском языках. Первые два указателя были установлены в сентябре 2016 года около скульптурной композиции «Йошкин кот» и на перекрестке улицы Вознесенская и бульвара Чавайна. Первые информационные стойки были установлены в сентябре 2016 года у Собора Благовещения Пресвятой Богородицы, Собора Вознесения Господня, Собора Воскресения Христова, Троицкой церкви. В декабре 2018 года указатель и информационный стенд установлены на привокзальной площади. Летом 2019 года указатели установлены на бульваре Чавайна, Воскресенской набережной, бульваре Победы, а также на пересечении улиц Пушкина и Комсомольской.

### Фотозона «Йошкар-Ола»
Фотозона установлена в июне 2019 года на набережной Патриаршей площади Йошкар-Олы. Представляет собой объёмную надпись «Йошкар-Ола» на металлическом каркасе.

## Памятные и закладные камни

### Памятный камень у аллеи Дружбы
Установлен в 1982 году, в год 60-летия образования СССР, у начала аллеи Дружбы в Центральном парке культуры и отдыха им. 30-летия ВЛКСМ. Представляет собой цельный камень, с надписью: 
Аллея Дружбы
заложена в 1982 году
в честь 60 летия
образования СССР

### Памятный камень в парке культуры и отдыха им. 400-летия Йошкар-Олы
Установлен в 1984 году, в год 400-летия основания Йошкар-Олы, в парке культуры и отдыха им. 400-летия Йошкар-Олы. Представляет собой цельный камень, с надписью: 
Парк им 400 летия
г. Йошкар-Ола
заложен в 1984 г.

### Памятный знак у площади им. В. П. Никонова
Установлен на площади им. В. П. Никонова в 1999 году. Представляет собой цельный гранитный камень, с надписью: 
Площадь названа в честь видного общественно-политического деятеля Никонова В. П. 1929—1993

### Памятный знак в честь людей труда
Установлен в 2016 году в дни празднования 75-летия со дня основания Марийского машиностроительного завода на территории завода. Представляет собой гранитный камень с Памятным знаком в честь людей труда. На камне — табличка с надписью: 
Памятный знак установлен в честь людей труда, внесших достойный вклад в становление и развитие Марийского машиностроительного завода

### Памятный знак Алексею Ивановичу Сазонову

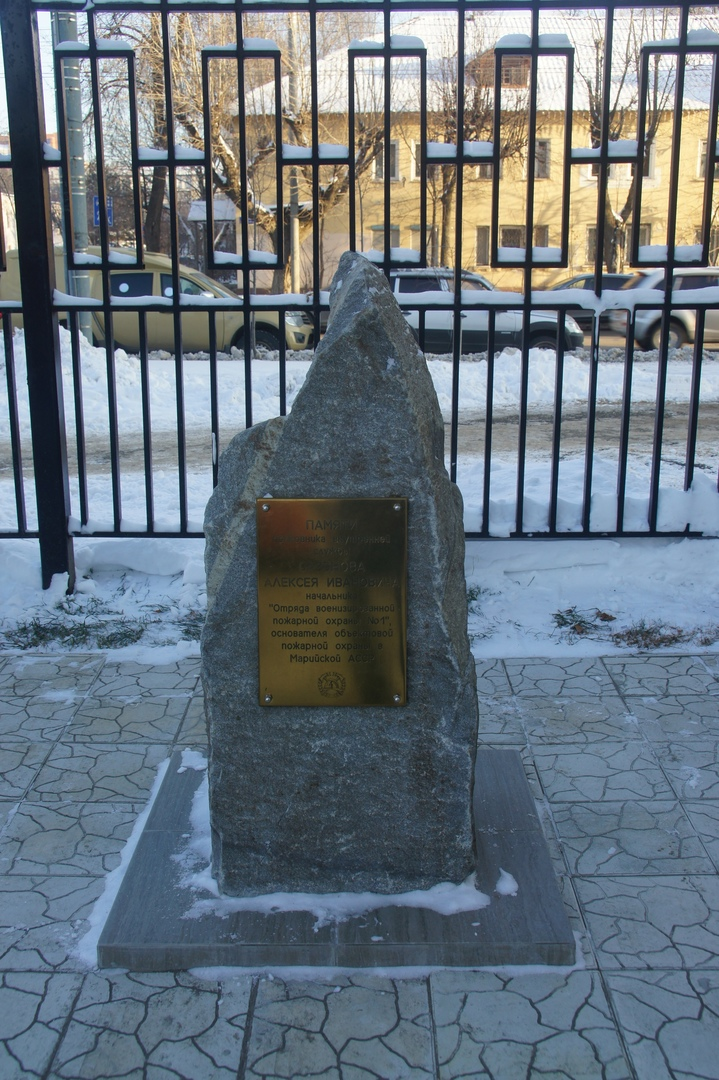
Памятный знак Алексею Ивановичу Сазонову

Установлен 4 декабря 2020 года, в год 30-летнего юбилея МЧС России на территории 2 Пожарно-спасательной части Федерального государственного казенного учреждения «4 Отряд Федеральной Противопожарной службы по Республике Марий Эл» (ул. Суворова, дом 13), в честь первого начальника части, основателя объектовой охраны в Марийской АССР, полковника внутренней службы Алексея Ивановича Сазонова. Представляет собой гранитный камень с надписью: 
Памяти полковника внутренней службы САЗОНОВА АЛЕКСЕЯ ИВАНОВИЧА начальника "Отряда военизированной пожарной охраны No1", основателя объектовой пожарной охраны в Марийской АССР

## Полный список
| №  | Название                                                                         | Дата открытия        | Скульптор                                 | Местоположение                                                                                | Материал      |
| -- | -------------------------------------------------------------------------------- | -------------------- | ----------------------------------------- | --------------------------------------------------------------------------------------------- | ------------- |
| 1  | Памятник В. И. Ленину                                                            | 1930-е гг.           | Тиражированная скульптура                 | ул. Карла Либкнехта, 55 (территория городской больницы)                                       | неизв.        |
| 2  | Памятник Сергею Мироновичу Кирову                                                | 1939-08-26           | Тиражированная скульптура                 | пр. Гагарина, 16 (территория отдела Военного комиссариата РМЭ по г. Йошкар-Ола)               | бетон         |
| 3  | Памятник В. И. Ленину                                                            | 1940                 | неизв.                                    | ЦПКиО им. XXX Победы                                                                          | медь          |
| 4  | Бюст Наты Бабушкиной                                                             | 1958 (1983)          | Блажнов, К. П. (Панфилов, Н. И.)          | сквер им. Наты Бабушкиной                                                                     | мрамор        |
| 5  | Скульптура «Женщина с ребёнком»                                                  | 1960-е гг.           | неизв.                                    | ул. Карла Маркса, 117                                                                         | бетон         |
| 6  | Скульптурная композиция «Ленин и дети»                                           | 1965-09-01           | неизв.                                    | ул. Я. Эшпая, 156 (территория гимназии № 4)                                                   | неизв.        |
| 7  | Бюст Н. К. Крупской                                                              | 1965-09-06 (1986-87) | Дедов, О. А.; Козьмин, В. М.              | ул. Кремлёвская, 44 (корпус 1 МарГУ)                                                          | железобетон   |
| 8  | Памятник В. И. Ленину                                                            | 1966-11-06           | Манизер, М. Г.; Рожин И. Е.               | площадь им. В. И. Ленина                                                                      | бронза        |
| 9  | Памятник-монумент воинам-заводчанам, погибшим в годы Великой Отечественной войны | 1967-11-06           | Шмыков, И. Д.                             | сквер завода полупроводниковых приборов                                                       | мрамор        |
| 10 | Стела в честь 50-летия образования Марийской АССР                                | 1970                 | неизв.                                    | ул. Первомайская (между домами № 173, 175)                                                    | неизв.        |
| 11 | Памятник-бюст О. А. Тихомировой                                                  | 1970-05-08           | Дедов, О. А.                              | ул. Осипенко, 46 (территория школы № 2)                                                       | мрамор        |
| 12 | Скульптура «С хлебом-солью»                                                      | 1971                 | Дедов, О. А.; Бутов, А. И.                | пересечение улиц Эшкинина, Мира и Сернурского тракта                                          | неизв.        |
| 13 | Скульптурная композиция «Ленин и дети»                                           | 1972-09-01           | неизв.                                    | ул. Баумана, 20 (территория школы № 23)                                                       | неизв.        |
| 14 | Памятный знак в честь Героя Советского Союза Лёни Голикова                       | 1973-05-19           | Богатырева-Кононова, Е. Ф.                | пер. Голикова, 4А (территория школы № 13)                                                     | бетон         |
| 15 | Монумент Воинской Славы                                                          | 1973-11-05           | Ширнин, А. А.                             | ЦПКиО им. XXX Победы                                                                          | медь, гранит  |
| 16 | Скульптурная композиция с фонтаном «В космос»                                    | 1975                 | Ширнин, А. А.                             | Юбилейная площадь им. 50-летия СССР                                                           | неизв.        |
| 17 | Бюст П. И. Чайковского                                                           | 1977                 | Дюжев, Б. И.                              | ул. Пушкина, 34 (перед зданием детской школы искусств им. П. И. Чайковского)                  | неизв.        |
| 18 | Памятник С. Г. Чавайну                                                           | 1978-06-21           | Дюжев, Б. И.                              | б-р Чавайна (в месте пересечения с ул. Советской)                                             | неизв.        |
| 19 | Скульптурная композиция «Привет из Венгрии»                                      | 1978-08              | Немет, М.                                 | Ленинский пр-т, 22А (перед зданием торгового центра)                                          | известняк     |
| 20 | Памятник-бюст Ю. А. Гагарину                                                     | 1980-04-11           | Дюжев, Б. И.                              | пр. Гагарина, 9 (сквер)                                                                       | медь          |
| 21 | Памятник-бюст В. И. Ленину                                                       | 1980-04-21           | Дюжев, Б. И.                              | ул. Эшкинина, 9А (территория школы № 9)                                                       | бронза        |
| 22 | Памятник А. С. Пушкину                                                           | 1980-06-05           | Дюжев, Б. И.                              | сквер им. А. С. Пушкина                                                                       | бронза        |
| 23 | Памятник И. С. Ключникову-Палантаю                                               | 1982                 | Дюжев, Б. И.                              | б-р Чавайна (близ домов № 18, 19)                                                             | неизв.        |
| 24 | Бюст Я. П. Шкетана                                                               | 1987-10-30           | Тугаринова, С. Г.                         | пл. Ленина, 2 (с торца здания Марийского национального театра драмы им. М. Шкетана)           | гранит        |
| 25 | Скульптура «Муза»                                                                | 1989                 | неизв.                                    | б-р Победы, д. 5 (крыльцо здания проектного института «Марийскгражданпроект — БТПИ»)          | неизв.        |
| 26 | Бюст С. Г. Чавайна                                                               | 1989-06-16           | Медведев, А. В.                           | ул. Пушкина, 28 (перед главным входом в Национальную библиотеку им. С. Г. Чавайна)            | мрамор        |
| 27 | Монумент «Комсомольцам огненных лет»                                             | 1989-06-25           | Ахметгараев, Ш. Г.                        | Комсомольская площадь                                                                         | неизв.        |
| 28 | Бюст В. П. Мосолова                                                              | 1990-е гг.           | Тугаринова, С. Г.                         | пл. Ленина, 1 (близ корпуса «А» МарГУ)                                                        | неизв.        |
| 29 | Памятник первому воеводе города И. А. Ноготкову-Оболенскому                      | 2007-05-08           | Ковальчук, А. Н.                          | площадь им. И. А. Оболенского-Ноготкова                                                       | бронза        |
| 30 | Скульптурная композиция «Счастливая семья»                                       | 2007-08-10           | Ковальчук, А. Н.                          | б-р Победы (близ городского перинатального центра)                                            | бронза        |
| 31 | Скульптура Девы Марии с младенцем Христом                                        | 2007-11-30           | Ковальчук, А. Н.                          | площадь Республики и Пресвятой Девы Марии                                                     | неизв.        |
| 32 | Памятник каменщику                                                               | 2008                 | неизв.                                    | ул. Советская, 165 (перед главным входом в офис строительной компании «Маригражданстрой»)     | неизв.        |
| 33 | Памятник стулу                                                                   | 2008                 | неизв.                                    | ул. Советская, 165 (перед главным входом в офис строительной компании «Маригражданстрой»)     | неизв.        |
| 34 | Памятник Священномученику Леониду, епископу Марийскому                           | 2008-07-04           | Ковальчук, А. Н.                          | площадь им. И. А. Оболенского-Ноготкова                                                       | бронза        |
| 35 | Памятник молотку                                                                 | 2008-07-22           | неизв.                                    | ул. Советская, 165 (перед главным входом в офис строительной компании «Маригражданстрой»)     | металл        |
| 36 | Скульптурная композиция «Древо жизни»                                            | 2008-11-04           | Ковальчук, А. Н.                          | ЦПКиО им. XXX Победы                                                                          | бронза        |
| 37 | Скульптурная композиция «Скамья любви и верности»                                | 2009-08-15           | Ширнин, А. А.; Яндубаев, С. В.            | б-р Победы (близ домов № 2, 3)                                                                | бронза        |
| 38 | Памятник Мустафе                                                                 | 2009-11-02           | Ширнин, А. А.; Яндубаев, С. В.            | ул. Яналова, 3 (с торца здания железнодорожного вокзала)                                      | неизв.        |
| 39 | Памятник царю Фёдору Иоанновичу                                                  | 2009-11-04           | Ковальчук, А. Н.                          | Воскресенская наб. (близ Воскресенского моста)                                                | неизв.        |
| 40 | Скульптурная композиция «Ода российской бурёнке»                                 | 2009-12-25           | Карпеев, В. М.                            | ул. Красноармейская, 141 (перед зданием Министерства сельского хозяйства и продовольствия РМЭ | бетон         |
| 41 | Памятник Святейшему Патриарху Московскому и всея Руси Алексию II                 | 2010-08-05           | Ковальчук, А. Н.                          | Патриаршая площадь                                                                            | бронза        |
| 42 | Памятник Святым преподобным Петру и Февронии                                     | 2010-11-04           | Ковальчук, А. Н.                          | Патриаршая площадь                                                                            | бронза        |
| 43 | Скульптурная композиция с фонтаном «Архангел Гавриил»                            | 2011-06-24           | Ковальчук, А. Н.                          | площадь Республики и Пресвятой Девы Марии                                                     | бронза        |
| 44 | Скульптурная композиция «Йошкин кот»                                             | 2011-06-27           | Ширнин, А. А.; Яндубаев, С. В.; Шилов, А. | пл. Ленина, 1 (близ корпуса «А» МарГУ)                                                        | бронза        |
| 45 | Памятник Пушкину и Онегину                                                       | 2011-08-31           | Ковальчук, А. Н.                          | начало ул. Пушкина                                                                            | бронза        |
| 46 | Памятник-бюст Т. И. Александровой                                                | 2011-09-01           | Ширнин, А. А.; Яндубаев, С. В.            | ул. Комсомольская, 157 (территория лицея № 11)                                                | бронза        |
| 47 | Памятник императрице Елизавете Петровне                                          | 2011-11-30           | Ковальчук, А. Н.                          | наб. Брюгге (перед зданием Национальной президентской школы-интерната для одарённых детей)    | бронза        |
| 48 | Скульптурная композиция «Русалка и кот учёный»                                   | 2012-04-12           | Слесарев, С. Т.; Ефимов, Г.               | ул. Вознесенская (между комплексом «Царевококшайский Кремль» и домом № 105 по ул. Советской)  | дерево (липа) |
| 49 | Памятник молодоженам Грейсу Келли и Ренье III                                    | 2012-04-27           | Ковальчук, А. Н.                          | наб. Брюгге, 5 (перед зданием городского отдела ЗАГС)                                         | бронза        |
| 50 | Монумент «Труженикам тыла»                                                       | 2012-05-12           | Ширнин, А. А.; Яндубаев, С. В.            | Парк Победы                                                                                   | металл        |
| 51 | Памятник слону                                                                   | 2012-06-25           | неизв.                                    | ул. Советская, 165 (перед главным входом в офис строительной компании «Маригражданстрой»)     | бетон         |
| 52 | Скульптура Бабы Яги                                                              | 2012-08-23           | Слесарев, С. Т.; Ефимов, Г.               | ул. Вознесенская (между комплексом «Царевококшайский Кремль» и домом № 105 по ул. Советской)  | дерево        |
| 53 | Скульптура Соловья-разбойника                                                    | 2012-09-20           | Слесарев, С. Т.; Ефимов, Г.               | ул. Вознесенская (между комплексом «Царевококшайский Кремль» и домом № 105 по ул. Советской)  | дерево (ель)  |
| 54 | Памятник Синьору Флоренции Лоренцо ди Пьеро де Медичи Великолепному              | 2012-09-21           | Ковальчук, А. Н.                          | Итальянский парк (Воскресенская набережная)                                                   | бронза        |
| 55 | Памятник Н. В. Гоголю                                                            | 2012-11-04           | Ковальчук, А. Н.                          | начало ул. Гоголя                                                                             | бронза        |
| 56 | Памятник А. С. Крупнякову                                                        | 2012-11-04           | Ширнин, А. А.; Яндубаев, С. В.            | б-р Чавайна (в месте пересечения с ул. Эшкинина)                                              | бронза        |
| 57 | Скульптурная композиция «Гранит науки»                                           | 2012-11-06           | неизв.                                    | ул. Панфилова, 17 (перед зданием 3 корпуса ПГТУ)                                              | гранит        |
| 58 | Фигуры оленей                                                                    | 2013                 | Тиражированная скульптура                 | Кокшайский пр., 44 (сквер перед Йошкар-Олинским мясокомбинатом)                               | полистоун     |
| 59 | Скульптура Кощея Бессмертного                                                    | 2013-05-02           | Слесарев, С. Т.; Ефимов, Г.               | ул. Вознесенская (между комплексом «Царевококшайский Кремль» и домом № 105 по ул. Советской)  | дерево        |
| 60 | Скульптурная композиция «Богатыри»                                               | 2013-06-20           | Слесарев, С. Т.                           | ул. Вознесенская (между комплексом «Царевококшайский Кремль» и домом № 105 по ул. Советской)  | дерево        |
| 61 | Памятник Александру Ефимовичу Котомкину (Савинскому)                             | 2013-06-24           | Ширнин, А. А.; Яндубаев, С. В.            | бульвар Чавайна (близ площади им. Никонова)                                                   | бронза        |
| 62 | Скульптурная композиция «Буратино, Лиса Алиса и Кот Базилио»                     | 2013-07-25           | Слесарев, С. Т.                           | ул. Советская (у дома № 105 со стороны комплекса «Царевококшайский Кремль»)                   | дерево        |
| 63 | Скульптурная композиция «Йошкина кошка»                                          | 2013-09-26           | Филиппов, Э.                              | пр. Гагарина (между домом № 2 и № 4)                                                          | полимер       |
| 64 | Мемориал жертвам политических репрессий                                          | 2013-10-30           | Галицкий, А. И.                           | ул. Красноармейская (перед домом № 105 по ул. Советской)                                      | гранит, бетон |
| 65 | Памятник Рембрандту                                                              | 2013-11-01           | Ковальчук, А. Н.                          | Воскресенская набережная, близ сквера А. С. Пушкина                                           | бронза        |
| 66 | Памятник Александру Андреевичу фон Келлеру                                       | 2013-12-30           | Ширнин, А. А.; Яндубаев, С. В.            | Воскресенская набережная, у дома № 40 («дом купца Карелина»)                                  | бронза        |
| 67 | Памятник святым равноапостольным Кириллу и Мефодию                               | 2014-11-02           | Ковальчук, А. Н.                          | Царьградская площадь, близ строящегося здания музея Православия                               | бронза        |

## Демонтированные и утраченные памятники

### Памятники и бюсты

#### Памятники И. В. Сталину
- Памятник И. В. Сталину. Был установлен в начале 1930-х годов в сквере перед входом в здание старого деревянного железнодорожного вокзала со стороны путей. Представлял собой гипсовую скульптуру И. В. Сталина. Тиражированная скульптура. Демонтирован в 1959 году.
- Памятник И. В. Сталину. Был установлен в 1939 году перед главным входом в Марийский государственный педагогический институт им. Н. К. Крупской (ныне — первый корпус МарГУ). Тиражированная скульптура. Демонтирован в результате реконструкции здания и прилегающей территории в начале 1960-х гг.
- Памятник И. В. Сталину. Был установлен в 1939 году справа от главного входа в здание средней школы № 10 (сейчас — средняя школа № 7, ул. Первомайская, д. 89). Представлял собой полноростовую скульптуру И. В. Сталина. Тиражированная скульптура. Демонтирован в конце 1950-х — начале 1960-х гг.
- Памятник И. В. Сталину. Был установлен в конце 1930-х гг. перед входом в здание Дома Советов со стороны улицы Комсомольской. Представлял собой полноростовую скульптуру И. В. Сталина на постаменте. Тиражированная скульптура. Демонтирован в начале 1960-х гг.
- Памятник И. В. Сталину. Был установлен в конце 1930-х гг. в Городском парке им. XXX летия ВЛКСМ. Представлял собой полноростовую скульптуру И. В. Сталина на постаменте. Тиражированная скульптура. Демонтирован в конце 1950-х гг.
- Бюст И. В. Сталина. Был установлен в 1938 году у главного входа в здание средней школы № 7 (сейчас — Специальная (коррекционная) общеобразовательная школа № 2 для обучающихся, воспитанников с ограниченными возможностями здоровья VIII вида, ул. Волкова, д. 110). Представлял собой бюст И. В. Сталина на пьедестале. Демонтирован.
- Памятник И. В. Сталину. Был установлен в конце 1930-х гг. на территории детских яслей № 1, по адресу ул. Карла Маркса, 81. Представлял собой полноростовую скульптуру И. В. Сталина на постаменте. Тиражированная скульптура. Демонтирован.
- Бюст И. В. Сталина. Был установлен в 1940-х гг. на одной из аллей Городского парка им. XXX летия ВЛКСМ. Представлял собой бюст И. В. Сталина на постаменте. Демонтирован.
- Памятник И. В. Сталину. Был установлен в 1940-х гг. напротив главного входа в здание новой средней школы № 9 по ул. Комсомольской, д. 154 (сейчас — территория Военного комиссариата Республики Марий Эл, ул. Гагарина, д. 16). Скульптурная композиция представляла собой полноростовую фигуру И. В. Сталина. Тиражированная скульптура. Демонтирован.
- Памятник И. В. Сталину. Был установлен в сквере завода электроприборов в конце 1940-х гг. (ныне — сквер завода полупроводниковых приборов). Представлял собой полноростовую скульптуру И. В. Сталина на постаменте. Тиражированная скульптура. Демонтирован.
- Памятник И. В. Сталину. Был установлен на территории Йошкар-Олинского витаминного завода в 1950-х гг. Представлял собой полноростовую скульптуру И. В. Сталина на постаменте. Тиражированная скульптура. Демонтирован.
- Памятник И. В. Сталину. Был установлен на территории завода № 297 Наркомвооружения СССР (сейчас — Марийский машиностроительный завод) в 1950-х гг. перед зданием заводоуправления. Представлял собой полноростовую скульптуру И. В. Сталина на постаменте. Тиражированная скульптура. Демонтирован.
- Бюст И. В. Сталина. Был установлен перед зданием Республиканского краеведческого музея (ныне — Национальный музей Республики Марий Эл им. Т. Е. Евсеева, ул. Советская, 153). Представлял собой гипсовый бюст И. В. Сталина на постаменте. Демонтирован в конце 1950-х гг. в результате капитальной перестройки здания.
- Бюст И. В. Сталина. Был установлен в сквере перед зданием базовой начальной школы № 1 (ул. Советская, 97). Представлял собой бюст И. В. Сталина на кирпичном постаменте. Демонтирован в середине 1950-х гг.

#### Памятники В. И. Ленину
- Памятный знак в честь Ленина В. И. Был установлен в 1926 году близ перекрёстка улиц Пушкина и Вознесенской (тогда — перекрёсток Вознесенского переулка и улицы Карла Маркса — территория Облисполкома Марийской автономной области, позже — территория детских яслей № 1, ул. Карла Маркса, 79). Памятный знак представлял собой бетонный бюст В. И. Ленина на массивном постаменте. В 1984 году заменен на мраморный аналог работы Н. И. Панфилова. Считается первым памятником В. И. Ленину, установленным на территории Марийской автономной области[132].
- Памятник В. И. Ленину. Был установлен в начале 1930-х годов в сквере перед входом в здание старого деревянного железнодорожного вокзала со стороны путей. Представлял собой гипсовую скульптуру В. И. Ленина. Демонтирован в декабре 1981 года и передан исполнительному комитету Моркинского районного Совета депутатов трудящихся.
- Памятник В. И. Ленину. Был установлен в центре площади Революции в середине июня 1931 года, представлял собой гипсовую полноростовую скульптуру В. И. Ленина. Демонтирован при установке на данном месте бетонного памятника Ленину в 1932 году.
- Памятник В. И. Ленину. Был установлен в центре сквера на площади Революции в 1932 году по инициативе Исполнительного комитета Марийского областного Совета. Представлял собой тиражированный серийный памятник и был закуплен в г. Ленинграде. Материал — бетон[133]. Демонтирован в 2008 году при подготовке к строительству информационно-туристского центра «Царевококшайский Кремль».
- Бюст В. И. Ленина. Был установлен в 1938 году справа от главного входа в здание средней школы № 7 (сейчас — Специальная (коррекционная) общеобразовательная школа № 2 для обучающихся, воспитанников с ограниченными возможностями здоровья VIII вида, ул. Волкова, д. 110). Представлял собой бюст В. И. Ленина на пьедестале. Демонтирован в середине 2000-х гг.
- Памятник В. И. Ленину. Был установлен в 1939 году перед главным входом в здание Марийского государственного педагогического института им. Н. К. Крупской. После реконструкции здания и прилегающей территории в начале 1960-х годов памятник был демонтирован.
- Памятник В. И. Ленину. Был установлен в 1939 году слева от главного входа в здание средней школы № 10 (сейчас — средняя школа № 7, ул. Первомайская, д. 89). Представлял собой полноростовую скульптуру В. И. Ленина на постаменте. После реконструкции здания и обустройства прилегающей территории в конце 1970-х годов перенесен на правую сторону от входа. Демонтирован в начале 2000-х гг.
- Памятник В. И. Ленину. Был установлен в 1940 году на центральной аллее Городского парка. Отреставрирован в начале 1980-х гг. В начале 1990-х годов заменен на медный[уточнить] аналог и перенесён на боковую аллею парка. Представлял собой однофигурную композицию: на постаменте — фигура В. И. Ленина, правая рука зафиксирована в характерном жесте, левая — слегка сжата в кулак. Ныне на историческом месте памятника в центре парка располагается скульптурная композиция «Древо жизни».
- Памятник В. И. Ленину. Был установлен в начале 1940-х гг. на территории завода № 297 Наркомвооружения СССР (сейчас — Марийский машиностроительный завод), перед корпусом «Д». В середине 1950-х гг. перемещён к зданию заводоуправления. Представлял собой полноростовую бетонную скульптуру В. И. Ленина на постаменте. В 1985 году бетонный памятник заменён на бронзовый аналог.
- Памятник В. И. Ленину. Был установлен в конце 1940 гг. — начале 1950-х гг. перед зданием Дома Советов со стороны улицы Институтской (ныне — Ленинский проспект). Представлял собой полноростовую тиражированную скульптуру (копия с работы скульптора Г. Н. Постникова) В. И. Ленина на постаменте. Материал — бетон. Демонтирован в 1961 году при реконструкции здания Дома Советов и прилегающей территории в связи со строительством проспекта Гагарина.
- Бюст В. И. Ленина был установлен в 1950-х гг. перед зданием Республиканского краеведческого музея (ныне — Национальный музей Республики Марий Эл им. Т. Е. Евсеева, ул. Советская, 153). Представлял собой бюст В. И. Ленина на постаменте. Демонтирован в конце 1950-х гг.
- Бюст В. И. Ленина был установлен в 1950-х гг. на территории завода электроприборов (сейчас — завод полупроводниковых приборов). Представлял собой бюст В. И. Ленина на постаменте. Демонтирован.
- Памятник В. И. Ленину. Был установлен на центральной аллее стадиона «Дружба» в 1960 году. Представлял собой полноростовую скульптуру В. И. Ленина на постаменте. Демонтирован.
- Памятник В. И. Ленину («Ленин и дети»). Скульптурная композиция была открыта 1 сентября 1964 года перед новым зданием средней школы № 3 по адресу ул. Лесозаводская, д. 39 (сейчас — ул. Соловьёва, д. 39). Скульптура была расположена на постаменте и представляла собой двухфигурную композицию: Владимир Ильич Ленин был показан сидящим на скамейке рядом с фигурой девочки. Демонтирован в начале 1990-х гг.

#### Бюсты писателей и философов
- Бюст А. С. Пушкина работы скульптора В. И. Иванова по проекту скульптора Екатерины Фёдоровны Белашовой. Бюст был установлен в 1966 году, в сквере им. А. С. Пушкина. Материал — бетон. Демонтирован и заменён в 1980 году на полноценный памятник работы скульптора Б. И. Дюжева[134].
- Бюст А. С Пушкина был установлен в 1939 году вдоль нового здания школы № 9 по ул. Комсомольской, д. 154 (сейчас — здание Военного комиссариата Республики Марий Эл, ул. Гагарина, д. 16). Демонтирован.
- Бюст Н. В. Гоголя был установлен в 1939 году вдоль нового здания школы № 9 по ул. Комсомольской, д. 154 (сейчас — здание Военного комиссариата Республики Марий Эл, ул. Гагарина, д. 16). Демонтирован.
- Бюст М. Горького был установлен в 1939 году вдоль нового здания школы № 9 по ул. Комсомольской, д. 154 (сейчас — здание Военного комиссариата Республики Марий Эл, ул. Гагарина, д. 16). Демонтирован.
- Бюст Ф. Энгельса был установлен в 1950-х гг. перед зданием Республиканского краеведческого музея (ныне — Национальный музей Республики Марий Эл им. Т. Е. Евсеева, ул. Советская, 153). Представлял собой бюст Ф. Энгельса на постаменте. Демонтирован в конце 1950-х гг.
- Бюст К. Маркса был установлен в 1950-х гг. перед зданием Республиканского краеведческого музея (ныне — Национальный музей Республики Марий Эл им. Т. Е. Евсеева, ул. Советская, 153). Представлял собой бюст К. Маркса на постаменте. Демонтирован в конце 1950-х гг.

### Скульптурные композиции

#### Скульптуры в честь Марийской автономии и памятных событий
- Обелиск в честь образования МАО был заложен 1 мая 1920 года — в день проведения первого всероссийского субботника на площади Революции (ныне — территория информационно-туристского центра «Царевококшайский Кремль»), торжественно открыт 1 марта 1921 года в честь Дня празднования образования Марийской Автономной области. Демонтирован в 1931 году при установке на этом месте гипсового памятника В. И. Ленину.
- Монумент в честь 60-летия Октября был установлен в 1977 году на площади Победы на кольце близ ДК им. В. И. Ленина. Демонтирован при реконструкции территории в 2007 году.
- Памятный знак в честь ВДНХ МАССР и 60-летия образования Марийской АССР был установлен в 1980 году перед жилым домом по ул. Эшкинина, 3. Демонтирован.

#### Скульптуры спортсменов
- Скульптуры «Спортсмены». Гипсовые скульптуры двух спортсменов были установлены в 1938 году на крыше кинотеатра «Рекорд». Первая скульптура (слева от входа) представляла собой фигуру спортсмена-стрелка с винтовкой в правой руке. Вторая скульптура (справа от входа) представляла собой фигуру спортсменки-теннисистки, которая держала в правой руке теннисную ракетку. Утрачены в августе 1948 года (по одной из версий, произошло их падение или повреждение из-за ураганного ветра).
- Скульптуры «Спортсмены». Скульптуры двух спортсменов были установлены, предположительно, в 1940-е гг. справа и слева от входа на стадион «Медик» по ул. Волкова. Первая скульптура (слева от входа) представляла собой фигуру спортсмена. Вторая скульптура (справа от входа) представляла собой фигуру спортсменки. Демонтированы.
- Скульптура «Метательница диска». Гипсовая скульптура спортсменки была установлена в 1940-е гг. на спортивной площадке Поволжского лесотехнического института им. М.Горького. Представляла собой фигуру скульптуру метательницы диска: в правой руке спортсменки был диск, левая рука была согнута в локте вдоль туловища. Правая нога выставлена вперед и согнута в колене, левая нога отставлена назад в прямом положении. Вся фигура была подана вперед, что создавало иллюзию движения. Демонтирована в конце 1950-х гг. при планировке улицы Институтской в районе дома № 19 (сейчас — Ленинский проспект, д. 19).
- Скульптура «Футболист» была установлена в сквере на привокзальной площади, перед зданием железнодорожного вокзала. Представляла собой футболиста с мячом в руках. Демонтирована.

Скульптурные группы в Городском парке им. XXX летия ВЛКСМ:
- Скульптура «Балерины» была установлена на центральной аллее Городского парка им. XXX летия ВЛКСМ в начале 1960-х годов, демонтирована к середине 1990-х годов.
- Скульптура «Толкатель ядра» была установлена на центральной аллее Городского парка им. XXX летия ВЛКСМ в начале 1960-х годов, демонтирована к середине 1990-х годов.
- Скульптура «Гимнастки с двумя обручами» была установлена на центральной аллее Городского парка им. XXX летия ВЛКСМ в начале 1960-х годов, демонтирована к середине 1990-х годов.

Скульптурные группы на стадионе «Дружба»:
- Скульптура «Факелоносец» была установлена справа от центральной аллеи стадиона «Дружба», перед проходом на трибуны. Представляла собой фигуру атлета, держащего в левой руке факел. Демонтирована.
- Скульптура «Гимнастка» была установлена справа от центральной аллеи стадиона «Дружба», перед проходом на трибуны. Демонтирована.
- Скульптура «Баскетболист» была установлена слева от центральной аллеи стадиона «Дружба», перед проходом на трибуны. Демонтирована.
- Скульптура «Физкультурник» была установлена слева от центральной аллеи стадиона «Дружба», перед проходом на трибуны. Демонтирована.
- Скульптура «Волейболисты» была установлена справа от центральной входа на стадион «Дружба», на одной из аллей стадиона, около волейбольной и баскетбольной площадок. Представляла собой двухфигурную композицию: на невысоком постаменте — молодые спортсмены, играющие в волейбол. Демонтирована.
- Скульптура «Борцы» была установлена слева от центральной входа на стадион «Дружба», на одной из аллей стадиона. Демонтирована.

#### Бюсты спортсменов
- Бюст Н. Бабушкиной работы скульптора К. П. Блажнова. Бюст был установлен в сквере Наты Бабушкиной в июле 1959 года, материал — ксилолит, тонированный под бронзу. В 1983 году демонтирован и заменен на мраморный аналог работы Н. И. Панфилова[56].

#### Скульптурные композиции в честь материнства и детства
- Скульптура «Лётчица» («Лётчица с сыном») была установлена в конце 1930-х гг. у старого входа в Парк культуры и отдыха имени ХХХ-летия ВЛКСМ. Демонтирована в начале 1960-х гг. Представляла собой бетонную двухфигурную скульптурную композицию: на бетонном постаменте — лётчица в полном обмундировании, держащая в поднятой правой руке модель игрушечного самолёта, около неё — маленький мальчик, пытающийся дотянуться до игрушки. Является тиражированной скульптурой и изготовлена по макету скульптора Т. Н. Стась-Скляровой[135]. Аналогичные скульптуры были установлены в Батуми, Бухаре, Одессе.
- Фонтан со скульптурной композицией «Мальчики с кувшином» был установлен в августе 1958 года в сквере у кинотеатра «Рекорд». Скульптура находилась в центре фонтана и представляла собой фигуру двух мальчиков, один из которых держал кувшин, из которого на руки второму мальчику выливалась вода. Фонтан и скульптура демонтированы в конце 1990-х годов при благоустройстве прилегающей территории.
- Скульптурная композиция «Школьницы» была установлена в августе 1958 года в сквере у кинотеатра «Рекорд». Представляла собой двухфигурную композицию: на невысоком постаменте — две девочки в школьной форме с заплетёнными в косы атласными бантами, одна из девочек сидела на скамье и держала в руках рубанок. Другая девочка стояла рядом и следила за её действиями. Демонтирована в 1990-е годы при благоустройстве прилегающей территории.
- Скульптурная композиция «Первые шаги» была установлена в сквере городского родильного дома по ул. Свердлова в конце 1960-х гг. Демонтирована в начале 2000-х гг.
- Скульптурная композиция «Девочка, кормящая кур» была установлена в 1959 году при реконструкции сквера им. Наты Бабушкиной. Представляла собой гипсовую скульптуру: на невысоком постаменте — девочка, кормящая двух кур. Демонтирована в конце 1980-х гг. при благоустройстве сквера.
- Скульптурная композиция «Девочка, кормящая утят» была установлена в 1959 году при реконструкции сквера им. Наты Бабушкиной. Представляла собой гипсовую скульптуру: на невысоком постаменте — девочка, кормящая утят. Демонтирована.
- Скульптурная композиция «Девушка, кормящая кур» («Птичница») была установлена в середине 1950-х годов у левого крыла здания железнодорожного вокзала. Представляла собой однофигурную композицию: на невысоком постаменте — молодая девушка, кормящая двух кур. Демонтирована в 1990-е гг. Тиражированная скульптура.
- Скульптурная композиция «Девушка с мастерком» («Работница») была установлена в середине 1950-х годов вдоль перрона железнодорожного вокзала. Представляла собой однофигурную композицию: на невысоком постаменте — девушка с мастерком в левой руке, а правой рукой опирающаяся на капитель ионического ордера. Демонтирована. Тиражированная скульптура.
- Фонтан с героями сказки «Лиса и журавль» был установлен в 1970 г. на улице Заводская (сейчас — улица Рябинина), у перекрёстка с улицей Зарубина. Демонтирован.

#### Скульптурные композиции в честь пионеров, комсомольцев, людей труда
- Скульптура «Доярки с бидоном» была установлена в начале 1960-х гг. в сквере перед кинотеатром «Мир». Представляла собой скульптуру двух доярок с бидоном. Демонтирована.
- Скульптура «Пионер» была установлена в начале 1950-х гг. на балконе здания Дома пионеров по адресу улица Советская, 141. Представляла собой полноростовую фигуру пионера, отдающего пионерский салют. Демонтирована.

Скульптурная группа в сквере по улице Машиностроителей состояла из трёх скульптурных композиций, следующих одна за другой вдоль улицы. Символизировала преемственности трёх поколений: коммунистов — комсомольцев — пионеров:
- Скульптурная композиция «Люди труда» располагалась в сквере по улице Машиностроителей, близ дома № 20. Установлена в конце 1960-х гг., демонтирована в начале 2000-х гг. при реконструкции улицы. Представляла собой трёхфигурную композицию: на невысоком постаменте — фигуры трёх шагающих людей. По центру — молодой мужчина, державший молот в поднятой вверх левой руке. Слева от него — девушка, с поднятыми вверх руками, в правой руке девушки — модель земного шара. Справа ещё один молодой мужчина, державший в руках связанную в охапку колосьев. Скульптурная композиция символизировала единство труда рабочих и крестьян.
- Скульптурная композиция «Комсомольцы» была установлена в сквере по улице Машиностроителей, близ дома № 16 в конце 1960-х гг., демонтирована в конце 1970-х гг. Представляла собой двухфигурную композицию: на невысоком бетонном постаменте — полноростовая фигура двух комсомольцев, читающих книгу.
- Скульптурная композиция «Пионеры» была установлена в сквере по улице Машиностроителей, близ дома № 14 в конце 1960-х гг. Представляла собой двухфигурную композицию: на бетонном постаменте — полноростовая фигура пионера с барабаном, позади него — пионерка с горном в левой руке и с поднятой в пионерском салюте правой рукой. Демонтирована в конце 1980-х — начале 1990-х гг.

Скульптурная группа на аллее набережной реки Малая Кокшага
- Скульптура «Пионеры» была установлена в 1974 году на аллее набережной реки Малая Кокшага, близ Центрального моста. Демонтирована в середине 1990-х годов.
- Скульптура «Девушка с вазой» была установлена в 1974 году на аллее набережной реки Малая Кокшага, близ Центрального моста. Демонтирована в середине 1990-х годов.

#### Скульптурные композиции в честь покорителей космоса
- Макет ракеты был установлен перед открытием выставки достижений народного хозяйства в сентябре 1961 года напротив главного павильона ВДНХ МАССР в честь первого полёта человека в космос на месте будущего парка им. Гагарина. Демонтирован.
- Фонтан с макетом ракеты был установлен в 1967 году напротив центральной проходной Марийского машиностроительного завода на перекрёстке улиц Заводской (сейчас — улица Рябинина) и Суворова. В центре круглого фонтана на высоком столбе был установлен металлический макет ракеты. В конце 1990-х гг. ракета была заменена на металлическую модель земного шара в виде глобуса. Фонтан был демонтирован вместе со скульптурой в 2000 году.
- Макет ракеты был установлен в середине 1960-х годов на территории Марийского машиностроительного завода. Демонтирован.

### Памятные камни

#### Памятный камень в честь основания города
Был установлен вдоль центральной оси сквера на площади Революции, напротив перекрёстка с ул. Коммунистической (сейчас — ул. Кремлёвская). Демонтирован при строительстве информационно-туристского центра «Царевококшайский Кремль». На камне была нанесена надпись:
Здесь в 1584 году основан Царев город на Кокшаге. Тыште 1584 ийыште Чарла олалан негызым пыштыме

### Закладные камни
- Закладной камень в основание памятника С. Г. Чавайну был установлен 5 октября 1958 года на проектируемом бульваре (сейчас — бульвар Чавайна), близ перекрёстка с ул. Советской со стороны реки Малая Кокшага. На закладном камне была нанесена надпись: «Здесь будет сооружен памятник памятник основоположнику марийской литературы С. Г. Чавайну»[136]. Демонтирован при установке памятника С. Г. Чавайну на противоположной стороне перекрёстка с ул. Советской в 1978 году.
- Закладной камень в основание памятника В. И. Ленину был установлен на центральной площади города и торжественно открыт 20 ноября 1960 года в дни празднования 40-летия со дня основания Марийской автономной области. Демонтирован в начале 1961 года задолго до установки в данном месте памятника В. И. Ленину (памятник был открыт только через 5,5 лет — 6 ноября 1966 года). Представлял собой цельную мраморную плиту с высеченной заглавными буквами надписью:

Здесь
будет сооружен
памятник
В.И. Ленину
- Закладной камень в основание монумента в честь Великого Октября был установлен на площади Победы при планировании территории в конце 1960-х годов, представлял собой цельную каменную плиту на постаменте. Демонтирован при установке на данном месте монумента в честь 60-летия Октября в 1977 году. На закладном камне была нанесена надпись заглавными буквами:

Здесь
будет сооружен
монумент
в память
погибшим
в борьбе
за свободу
и независимость
нашей Родины
- Закладной камень в основание монумента жертвам политических репрессий был установлен в 1993 году[66] по ул. Красноармейской. Демонтирован в 2013 году после завершения установки монумента.
- Закладной камень в основание памятника-бюста Т. И. Александровой был установлен 5 октября 2009 года[137] в преддверии 100-летия[138] со дня рождения педагога и учителя — Таисии Ивановны Александровой. Закладной камень располагался у главного входа в здание лицея № 11, который носит её имя, и в котором Таисия Ивановна проработала более 30 лет. На закладном камне была нанесена надпись: «На этом месте будет возведен памятник Герою Социалистического труда заслуженному учителю СССР и МАССР Александровой Таисии Ивановне». Демонтирован при установке на данном месте памятника-бюста Т. И. Александровой в 2011 году.
- Закладной камень в основание памятника пожарным и спасателям установлен 27 июня 2017 года в Воскресенском парке[124]. Представлял собой цельный камень в основание памятника пожарным и спасателям Республики Марий Эл. На камне — табличка с надписью: «На этом месте будет установлен памятник пожарным и спасателям Республики Марий Эл». Демонтирован в 2021 году при установке памятника[125].

## Комментарии
1. ↑  Бюст работы скульптора В. И. Иванова по проекту Е. Ф. Белашовой, установленный в 1966 году, до настоящего времени не сохранился.